# Huế
Huế là một trong sáu thành phố trực thuộc trung ương và là thành phố di sản của Việt Nam. Thành phố là một trong các trung tâm văn hóa, y tế và giáo dục lớn của Việt Nam. Đây là thành phố ven biển thuộc cực nam của vùng Bắc Trung Bộ, miền Trung Việt Nam. Huế hiện là đô thị loại I, là thành phố trung tâm cấp vùng và cấp quốc gia.
Theo dữ liệu Sáp nhập tỉnh, thành Việt Nam 2025, 	Huế	có diện tích: 	4.947	km²,	xếp thứ	29; dân số:	1.432.986	người,	xếp thứ	29	; GRDP 2024: 	80.966.514	triệu VNĐ, xếp thứ	29; thu ngân sách 2024:	12.787.196	triệu VNĐ, xếp thứ	26; thu nhập bình quân:	62,80	triệu VNĐ/năm, 	xếp thứ	11.
Huế từng là kinh đô (Cố đô Huế) của Việt Nam dưới triều Tây Sơn (1788–1801) và triều Nguyễn (1802–1945). Hiện nay, thành phố là một trong những trung tâm về văn hóa – du lịch, y tế chuyên sâu, giáo dục đào tạo, khoa học công nghệ của Miền Trung – Tây Nguyên và cả nước. Những địa danh nổi bật là sông Hương và những di sản để lại của triều đại phong kiến, Thành phố có năm danh hiệu UNESCO ở Việt Nam: Quần thể di tích Cố đô Huế (1993), Nhã nhạc cung đình Huế (2003), Mộc bản triều Nguyễn (2009), Châu bản triều Nguyễn (2014) và Hệ thống thơ văn trên kiến trúc cung đình Huế (2016). Ngoài ra, Huế còn là một trong những địa phương có di sản hát bài chòi đã được công nhận là di sản văn hóa phi vật thể của nhân loại.

## Tên gọi
Hiện chưa có nguồn thông tin nào khẳng định địa danh "Huế" chính thức xuất hiện lúc nào, theo một số thông tin thì:
- Vua Lê Thánh Tông có lẽ là người đầu tiên nói đến địa danh Huế trong bài văn nôm Thập giới cô hồn quốc ngữ văn. Trong đó có câu: "Hương kỳ nam, vảy đồi mồi, búi an tức, bì hồ tiêu, thau Lào, thóc Huế[8], thuyền tám tầm chở đã vạy then".[9]
- Những tài liệu sử học cũ ngoại trừ Quốc Triều Chính Biên Toát Yếu khi nói tới Huế, đều dùng cái tên Phú Xuân hoặc Kinh đô, hoặc Kinh, chứ không dùng tên Huế.[10]
- Bộ Việt Nam Sử Lược của Trần Trọng Kim là bộ sử đầu tiên của Việt Nam viết bằng chữ quốc ngữ, ngoài nguồn sử liệu truyền thống, tác giả đã sử dụng nguồn sử liệu của phương Tây, và tên Huế xuất hiện.[11]
- Trong hồi ký của Pierre Poivre, một thương nhân Pháp đến Phú Xuân vào năm 1749, cái tên Huế  xuất hiện nhiều lần dưới dạng hoàn chỉnh là Hué.[12]
- Năm 1787, Le Floch de la Carrière đã vẽ bản đồ duyên hải Đàng Trong cho Bộ Hải Quân Pháp, trong đó bản đồ đô thành Huế được vẽ một cách khá rõ và cái tên Huế đã được ghi như cách người Pháp thường viết về sau: HUÉ.[13]
- Trong một lá thư viết tại Sài Gòn ngày 15 tháng 7 năm 1789 của Olivvier de Puynamel gởi cho Létodal ở Macao, hai lần cái tên Hué được nhắc đến khi nói về tình hình nơi này.[14]

## Địa lý

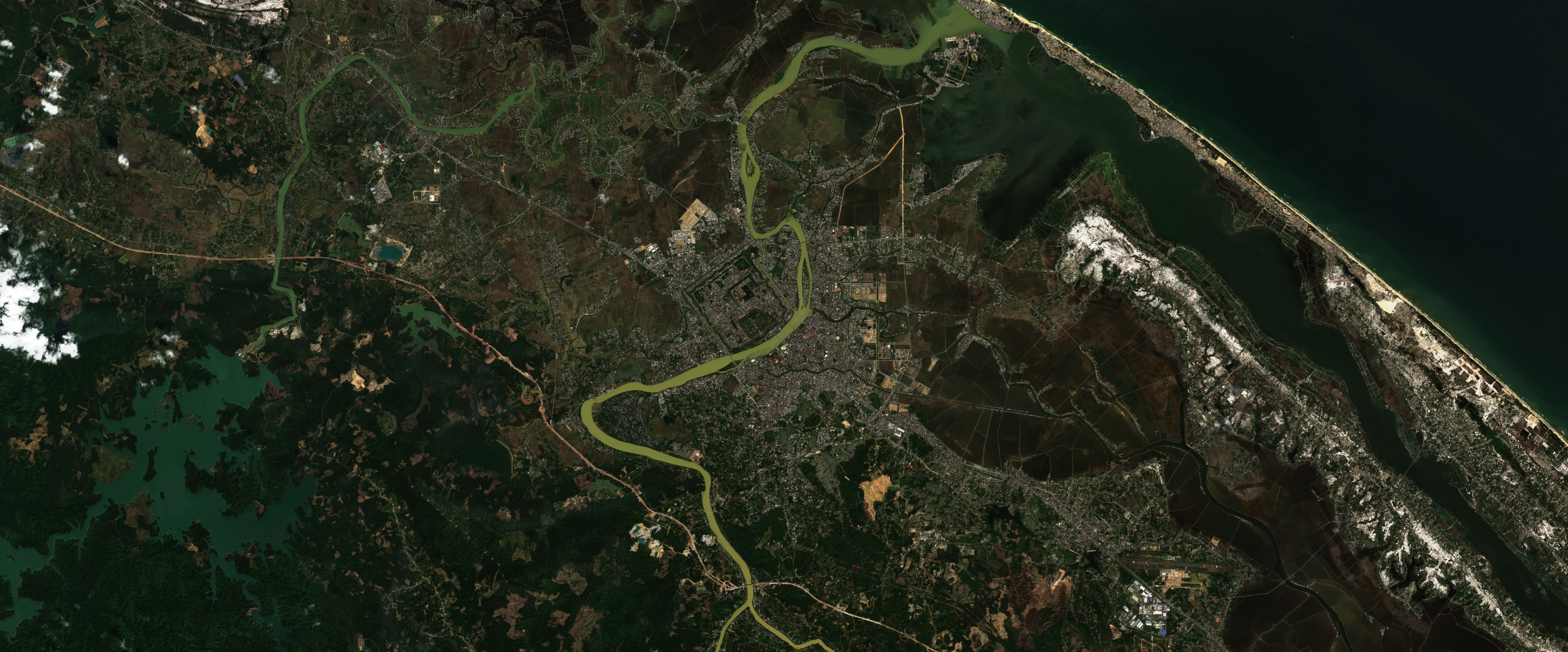
Ảnh vệ tinh khu vực nội thành thành phố Huế

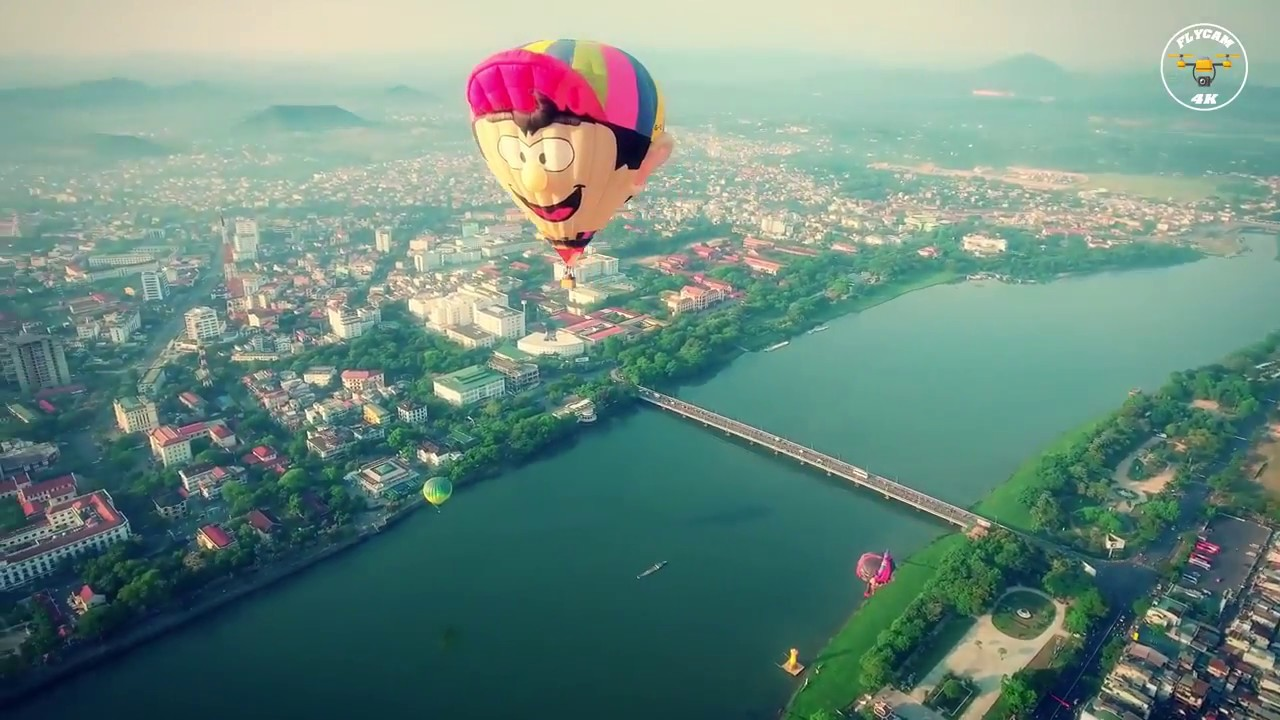
Huế nhìn từ trên cao

### Vị trí địa lý
Thành phố Huế nằm ở dải đất ven biển miền Trung Việt Nam, thuộc Bắc Trung Bộ, bao gồm phần đất liền và phần lãnh hải thuộc thềm lục địa biển Đông, có tọa độ địa lý ở 16°–16,8° vĩ độ Bắc và 107,8°–108,2° kinh độ Đông. Huế cách thủ đô Hà Nội 675 km về phía Bắc, cách thành phố Đà Nẵng 94 km về phía Nam với ranh giới tự nhiên là dãy núi Bạch Mã, có vị trí địa lý:
- Phía đông giáp Biển Đông
- Phía tây giáp tỉnh Salavan và tỉnh Sekong, Lào
- Phía nam giáp thành phố Đà Nẵng
- Phía bắc giáp tỉnh Quảng Trị.

#### Các điểm cực của thành phố Huế
- Điểm cực Bắc: 16°44'30'' vĩ Bắc và 107°23'48'' kinh Đông tại thôn Giáp Tây, xã Phong Thạnh, thị xã Phong Điền.
- Điểm cực Nam: 15°59'30'' vĩ Bắc và 107°41'52'' kinh Đông tại vùng núi thượng nguồn khe Cha Moong, xã Thượng Nhật, huyện Phú Lộc.
- Điểm cực Tây: 16°22'45'' vĩ Bắc và 107°00'56'' kinh Đông tại thôn Paré, xã Hồng Thủy, huyện A Lưới.
- Điểm cực Đông: 16°13'18'' vĩ Bắc và 108°12'57'' kinh Đông tại bờ phía Đông đảo Sơn Chà, thị trấn Lăng Cô, huyện Phú Lộc.

#### Giới hạn, diện tích
- Phía Bắc, từ Đông sang Tây, Huế có đường ranh giới dài 111,671 km tiếp giáp với các huyện Hải Lăng, Đakrông, tỉnh Quảng Trị.
- Từ mặt Nam, thành phố có ranh giới chung với huyện các huyện Đông Giang và Tây Giang, tỉnh Quảng Nam dài 56,66 km, với huyện Hòa Vang và quận Liên Chiểu của thành phố Đà Nẵng dài 55,82 km.
- Ở phía Tây, ranh giới thành phố (cũng là biên giới quốc gia) kéo dài từ điểm phía Bắc (ranh giới thành phố Huế với tỉnh Quảng Trị và tỉnh Saravane của nước Cộng hòa Dân chủ Nhân dân Lào) đến điểm phía Nam (ranh giới thành phố Huế với tỉnh Quảng Nam và tỉnh Sekong của Lào) dài 87,97 km.
- Phía Đông, tiếp giáp với biển Đông với đường bờ biển dài 120 km (có 21 xã, phường, thị trấn thuộc 5 quận, huyện, thị xã (Phong Điền, Quảng Điền, Thuận Hóa, Phú Vang, Phú Lộc) giáp biển, bắt đầu từ xã Phong Thạnh, thị xã Phong Điền ở phía Bắc đến thị trấn Lăng Cô, huyện Phú Lộc ở phía Nam).
- Phần đất liền, Huế có diện tích 503.320,52 ha (theo niên giám thống kê năm 2010), kéo dài theo hướng Tây Bắc – Đông Nam, nơi dài nhất 120 km (dọc bờ biển), nơi ngắn nhất 44 km (phần phía Tây); mở rộng chiều ngang theo hướng Đông Bắc – Tây Nam với nơi rộng nhất dọc tuyến cắt từ xã Quảng Công (Quảng Điền), phường Tứ Hạ (Hương Trà) đến xã Sơn Thủy – Ba Lé (A Lưới) 65 km và nơi hẹp nhất là khối đất cực Nam chỉ khoảng 2–3 km.
- Vùng nội thủy: rộng 12 hải lý
- Vùng đặc quyền kinh tế mở rộng đến 200 hải lý tính từ đường cơ sở.
- Trên thềm lục địa biển Đông ở về phía Đông Bắc cách mũi cửa Khém nơi gần nhất khoảng 600 m có đảo Sơn Ca. Tuy diện tích đảo không lớn (khoảng 160 ha), nhưng có vai trò quan trọng trong phát triển kinh tế xã hội, bảo vệ an ninh quốc phòng đối với nước ta nói chung và thành phố Huế nói riêng.
- Huế nằm trên trục giao thông quan trọng xuyên Bắc – Nam, trục hành lang Đông – Tây nối Thái Lan – Lào – Việt Nam theo đường 9. Huế ở vào vị trí trung độ của cả nước, nằm giữa thành phố Hà Nội và Thành phố Hồ Chí Minh là hai trung tâm lớn của hai vùng kinh tế phát triển nhất nước ta. Thành phố Huế cách Hà Nội 660 km, cách Thành phố Hồ Chí Minh 1.080 km.
- Bờ biển của thành phố dài 120 km, có cảng Thuận An và cảng nước sâu Chân Mây với độ sâu 18–20 m đủ điều kiện để đón các tàu trọng tải lớn, có Sân bay quốc tế Phú Bài nằm trên đường Quốc lộ 1 và đường sắt xuyên Việt chạy dọc theo thành phố.

### Điều kiện tự nhiên

#### Địa hình
Khu vực phía tây của thành phố nằm trên dãy núi Trường Sơn. Những ngọn núi đáng kể là: núi Động Ngai cao 1.774 m, Động Truồi cao 1.154 m, Co A Nong cao 1.228 m, Bol Droui cao 1.438 m, Tro Linh cao 1.207 m, Hói cao 1.166 m (nằm giữa ranh giới tỉnh Quảng Nam), Cóc Bai cao 787 m, Bạch Mã cao 1.444 m, Mang cao 1.708 m, Động Chúc Mao 514 m, Động A Tây 919 m.
Sông ngòi thường ngắn nhưng lại lớn về phía hạ lưu. Những sông chính là Ô Lâu, Rào Trăng, Rào Lau, Rào Mai, Tả Trạch, Hữu Trạch, An Cựu, An Nong, Nước Ngọt, Lăng Cô, Bồ, Rau Bình Điền, Đá Bạc, Vân Xá, Sông Truồi,... Đặc biệt có Hệ đầm phá Tam Giang – Cầu Hai rộng lớn nhất Đông Nam Á. Và hai cửa biển quan trọng là cửa Thuận An và cửa Tư Hiền.

#### Khí hậu
Khí hậu Huế gần giống như Quảng Trị với kiểu khí hậu nhiệt đới gió mùa. Những tháng đầu năm có nắng ấm. Thỉnh thoảng lụt vào tháng 5. Các tháng 6, 7 và 8 có gió mạnh. Mưa lũ và có gió đông vào tháng 9 và 10. Tháng 11 thường có lụt. Cuối năm mưa kéo dài. Nhưng hiện nay do chịu tác động của biến đổi khí hậu nên từ tháng 3 đến tháng 8 nắng nóng lên đến đỉnh điểm. Các tháng 9, 10, 11 thường xuyên có bão. Từ tháng 12 đến tháng 2 năm sau là giai đoạn gió mùa đông bắc kéo về gây mưa to kèm theo đó lũ trên các sông tăng nhanh. Khí hậu có 2 mùa chính:
- Mùa nóng: từ tháng 5 đến tháng 9, nắng nóng lên đến đỉnh điểm với nhiệt độ khá cao từ 35 đến 40 °C (95 đến 104 °F), chịu ảnh hưởng gió phơn tây nam
- Mùa lạnh: kéo dài từ tháng 10 đến tháng 3 năm sau, chịu ảnh hưởng gió mùa đông bắc nên mưa nhiều, trong khoảng thời gian này sẽ xuất hiện lũ lụt vào khoảng tháng 10 trở đi. Nhiệt độ trung bình về mùa lạnh ở vùng đồng bằng là 20 °C – 22 °C.

Chế độ mưa ở Huế lớn, trung bình trên 2700 mm, tập trung từ tháng 9 đến tháng 2 năm sau, có nơi trên 4.000 mm, chiếm 70% tổng lượng mưa trong năm, riêng tháng 11 chiếm 30% lượng mưa cả năm. Mùa mưa ở Huế lệch với hai miền Nam – bắc, khi 2 miền này mưa thì Huế nắng nóng và ngược lại. Đặc điểm mưa ở Huế là mưa không đều, lượng mưa tăng dần từ Đông sang Tây, từ Bắc vào Nam và tập trung vào một số tháng với cường độ mưa lớn do đó dễ gây lũ lụt, xói lở. Độ ẩm trung bình 85–86%.
| Dữ liệu khí hậu của Huế                        | Dữ liệu khí hậu của Huế | Dữ liệu khí hậu của Huế | Dữ liệu khí hậu của Huế | Dữ liệu khí hậu của Huế | Dữ liệu khí hậu của Huế | Dữ liệu khí hậu của Huế | Dữ liệu khí hậu của Huế | Dữ liệu khí hậu của Huế | Dữ liệu khí hậu của Huế | Dữ liệu khí hậu của Huế | Dữ liệu khí hậu của Huế | Dữ liệu khí hậu của Huế | Dữ liệu khí hậu của Huế |
| Tháng                                          | 1                       | 2                       | 3                       | 4                       | 5                       | 6                       | 7                       | 8                       | 9                       | 10                      | 11                      | 12                      | Năm                     |
| ---------------------------------------------- | ----------------------- | ----------------------- | ----------------------- | ----------------------- | ----------------------- | ----------------------- | ----------------------- | ----------------------- | ----------------------- | ----------------------- | ----------------------- | ----------------------- | ----------------------- |
| Cao kỉ lục °C (°F)                             | 34.6 (94.3)             | 37.8 (100.0)            | 38.6 (101.5)            | 39.9 (103.8)            | 42.4 (108.3)            | 41.7 (107.1)            | 40.9 (105.6)            | 40.2 (104.4)            | 39.7 (103.5)            | 38.1 (100.6)            | 37.8 (100.0)            | 34.2 (93.6)             | 42.4 (108.3)            |
| Trung bình ngày tối đa °C (°F)                 | 23.5 (74.3)             | 24.5 (76.1)             | 31.5 (88.7)             | 34.1 (93.4)             | 36.5 (97.7)             | 37.8 (100.0)            | 38.0 (100.4)            | 34.2 (93.6)             | 31.7 (89.1)             | 29.0 (84.2)             | 26.5 (79.7)             | 23.8 (74.8)             | 30.1 (86.2)             |
| Trung bình ngày °C (°F)                        | 19.9 (67.8)             | 20.8 (69.4)             | 23.1 (73.6)             | 26.1 (79.0)             | 28.2 (82.8)             | 29.3 (84.7)             | 29.2 (84.6)             | 28.8 (83.8)             | 27.1 (80.8)             | 25.3 (77.5)             | 23.2 (73.8)             | 20.7 (69.3)             | 25.1 (77.2)             |
| Tối thiểu trung bình ngày °C (°F)              | 17.5 (63.5)             | 18.2 (64.8)             | 20.2 (68.4)             | 22.7 (72.9)             | 24.5 (76.1)             | 25.3 (77.5)             | 25.2 (77.4)             | 25.1 (77.2)             | 24.1 (75.4)             | 22.8 (73.0)             | 21.0 (69.8)             | 18.6 (65.5)             | 22.1 (71.8)             |
| Thấp kỉ lục °C (°F)                            | 8.8 (47.8)              | 9.5 (49.1)              | 10.7 (51.3)             | 14.1 (57.4)             | 17.7 (63.9)             | 20.5 (68.9)             | 19.8 (67.6)             | 21.0 (69.8)             | 19.1 (66.4)             | 15.9 (60.6)             | 12.9 (55.2)             | 9.5 (49.1)              | 8.8 (47.8)              |
| Lượng Giáng thủy trung bình mm (inches)        | 129.3 (5.09)            | 63.3 (2.49)             | 51.3 (2.02)             | 58.9 (2.32)             | 111.3 (4.38)            | 103.4 (4.07)            | 94.6 (3.72)             | 138.8 (5.46)            | 410.7 (16.17)           | 772.7 (30.42)           | 641.7 (25.26)           | 349.9 (13.78)           | 2.925,9 (115.18)        |
| Số ngày giáng thủy trung bình                  | 15.5                    | 11.6                    | 10.2                    | 9.2                     | 11.7                    | 9.3                     | 8.5                     | 10.7                    | 16.3                    | 20.8                    | 20.9                    | 20.2                    | 164.9                   |
| Độ ẩm tương đối trung bình (%)                 | 89.6                    | 89.9                    | 87.8                    | 84.1                    | 79.1                    | 75.4                    | 74.1                    | 76.4                    | 83.6                    | 87.7                    | 89.1                    | 90.2                    | 83.9                    |
| Số giờ nắng trung bình tháng                   | 104.0                   | 110.3                   | 140.8                   | 175.9                   | 230.9                   | 232.5                   | 236.7                   | 209.9                   | 169.2                   | 130.6                   | 101.2                   | 76.0                    | 1.916,1                 |
| Nguồn: Viện Khoa học công nghệ xây dựng (IBST) |                         |                         |                         |                         |                         |                         |                         |                         |                         |                         |                         |                         |                         |

## Lịch sử

### Vùng đất Thuận Hóa – Phú Xuân
Thuận Hóa – Phú Xuân – Huế là vùng đất có lịch sử lâu đời. Những phát hiện khảo cổ học gần đây cho thấy rõ dấu vết của người xưa trên mảnh đất này. Những di vật như rìu đá, đồ gốm được tìm thấy ở Phụ Ổ, Bàu Đưng (Hương Văn, Hương Trà) cho phép khẳng định đây là các di tích có niên đại cách đây trên dưới 4.000 năm. Những chiếc rìu đá được phát hiện trên nhiều địa bàn khác nhau, đặc biệt tại các xã Hồng Bắc, Hồng Vân, Hồng Hạ, Hồng Thủy, Bắc Sơn (A Lưới); Phong Thu (Phong Điền) đã chứng minh sự có mặt của con người ở vùng đất này trên dưới 5.000 năm. Di tích khảo cổ quan trọng gắn liền với nền văn hóa Sa Huỳnh được tìm thấy lần đầu tiên tại Thừa Thiên Huế năm 1987 là di tích Cồn Ràng (Phụ Ổ, Hương Chữ, Hương Trà) nói lên rằng chủ nhân của nền văn hóa này đã đạt đến trình độ cao trong đời sống vật chất lẫn tinh thần cách đây trên dưới 2.500 năm. Dấu ấn này còn được tìm thấy ở Cửa Thiềng năm 1988 (Phú Ốc, Tứ Hạ, Hương Trà). Cùng với văn hóa Sa Huỳnh, tại Thừa Thiên Huế còn có sự hiện diện của văn hóa Đông Sơn. Năm 1994, trống đồng loại một đã được phát hiện ở Phong Mỹ, Phong Điền. Đây là một trong những di vật độc đáo của nền văn hóa Việt cổ.
Các cứ liệu xưa cho biết, từ xa xưa, Thừa Thiên Huế từng là địa bàn giao tiếp của những cộng đồng cư dân mang nhiều sắc thái văn hóa khác nhau, cùng cư trú và cùng phát triển. Trong thời kỳ phát triển của Văn Lang – Âu Lạc, tương truyền Thừa Thiên Huế vốn là một vùng đất của bộ Việt Thường. Trong thời kỳ nước Nam Việt lại thuộc về Tượng Quận. Năm 116 TCN, quận Nhật Nam ra đời thay thế cho Tượng Quận. Thời kỳ Bắc thuộc, trong suốt thời gian dài gần 12 thế kỷ, vùng đất này là địa đầu phía Bắc của Vương quốc Chămpa độc lập. Sau chiến thắng Bạch Đằng lịch sử của Ngô Quyền (năm 938), Đại Việt trở thành quốc gia độc lập và qua nhiều thế kỷ phát triển, biên giới Đại Việt đã mở rộng dần về phía Nam. Năm 1306, công chúa Huyền Trân, em gái vua Trần Anh Tông, "nước non ngàn dặm ra đi" làm dâu vương quốc Chămpa, vua Chế Mân dâng hai châu Ô, Rí (Lý) để làm sính lễ. Năm sau, vua Trần đổi hai châu này thành châu Thuận, châu Hóa và đặt chức quan cai trị. Thừa Thiên Huế trở thành địa bàn giao thoa giữa hai nền văn hóa lớn của phương Đông với nền văn hóa của các cư dân bản địa.
Từ khi trở thành một phần của Đại Việt, Châu Hóa và vùng đất Thuận Hóa đã từng là nơi ghi dấu những công cuộc khai phá mở làng, lập ấp, nơi Đặng Tất xây dựng đồn lũy chống quân Minh, nơi cung cấp "kho tinh binh" cho Lê Thái Tổ bình định giang sơn. Với lời sấm truyền "Hoành sơn nhất đái, vạn đại dung thân" (một dải Hoành sơn, có thể yên thân muôn đời); năm 1558, Nguyễn Hoàng xin vào trấn giữ xứ Thuận Hoá mở đầu cho cơ nghiệp của các chúa Nguyễn. Sự nghiệp mở mang của 9 đời chúa Nguyễn ở Đàng Trong đã gắn liền với quá trình phát triển của vùng đất Thuận Hóa – Phú Xuân. Hơn 3 thế kỷ từ khi trở về với Đại Việt, Thuận Hóa là vùng đất của trận mạc, ít có thời gian hòa bình nên chưa có điều kiện hình thành được những trung tâm sinh hoạt sầm uất theo kiểu đô thị. Sự ra đời của thành Hóa Châu (khoảng cuối TK XV, đầu TK XVI) có lẽ chỉ tồn tại trong một thời gian ngắn với tư cách là một tòa thành phòng thủ chứ chưa phải là nơi sinh hoạt đô thị của xứ Thuận Hóa thời ấy. Mãi cho đến năm 1636, chúa Nguyễn Phúc Lan dời phủ đến Kim Long là bước khởi đầu cho quá trình đô thị hóa trong lịch sử hình thành và phát triển của thành phố Huế sau này.
Hơn nửa thế kỷ sau, năm 1687, chúa Nguyễn Phúc Thái lại dời phủ chính đến làng Thụy Lôi, đổi là Phú Xuân, ở vị trí Tây Nam trong kinh thành Huế hiện nay, tiếp tục xây dựng và phát triển Phú Xuân thành một trung tâm đô thị phát đạt của xứ Đàng Trong. Chỉ trừ một thời gian ngắn (1712–1738) phủ chúa dời ra Bác Vọng, song khi Võ Vương lên ngôi lại cho dời phủ chính vào Phú Xuân nhưng dựng ở "bên tả phủ cũ", tức góc Đông Nam của Kinh thành Huế hiện nay. Sự nguy nga bề thế của Đô thành Phú Xuân dưới thời Nguyễn Phúc Khoát đã được Lê Quý Đôn mô tả trong Phủ biên tạp lục năm 1776 và trong Đại Nam nhất thống chí, với tư cách là một đô thị phát triển thịnh vượng trải dài hai bờ châu thổ Sông Hương, từ Kim Long – Dương Xuân đến Bao Vinh – Thanh Hà. Phú Xuân là thủ phủ của xứ Đàng Trong (1687–1774); rồi trở thành Kinh đô của nước Đại Việt thống nhất dưới triều đại Quang Trung (1788–1801) và cuối cùng là Kinh đô của nước Việt Nam gần hai thế kỷ dưới triều đại nhà Nguyễn (1802–1945). Phú Xuân đã trở thành trung tâm chính trị – kinh tế – văn hóa quan trọng của đất nước từ những thời kỳ đó.

### Triều Nguyễn
Năm Tân Dậu 1801, Nguyễn Ánh lấy lại được Phú Xuân từ nhà Tây Sơn, ông cho tách ba huyện Hương Trà, Quảng Điền và Phú Vang thuộc phủ Triệu Phong đặt làm dinh Quảng Đức. Năm Gia Long thứ năm (1806), Quảng Đức và Quảng Trị được đặt làm dinh trực lệ. Đến năm 1822, vua Minh Mạng đổi dinh Quảng Đức thành phủ Thừa Thiên, địa danh Thừa Thiên có từ đây. Năm Minh Mạng thứ 16 (1835), tách một số tổng của ba huyện Hương Trà, Phú Vang và Quảng Điền để lập thêm ba huyện Hương Thủy, Phú Lộc và Phong Điền.

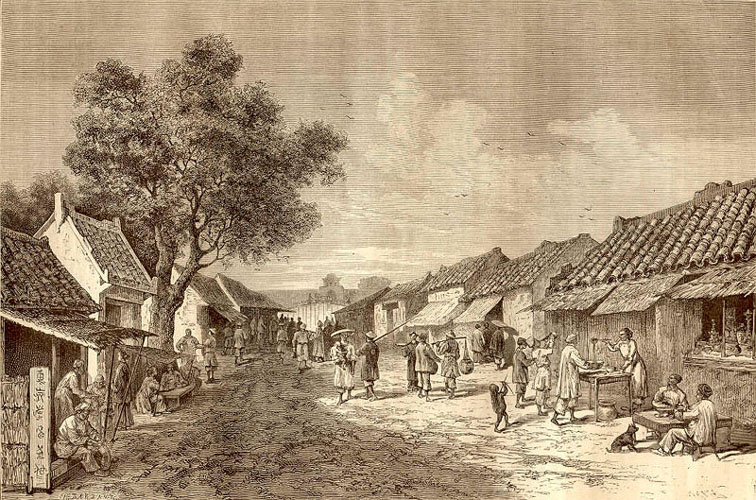
Kinh thành Huế năm 1875

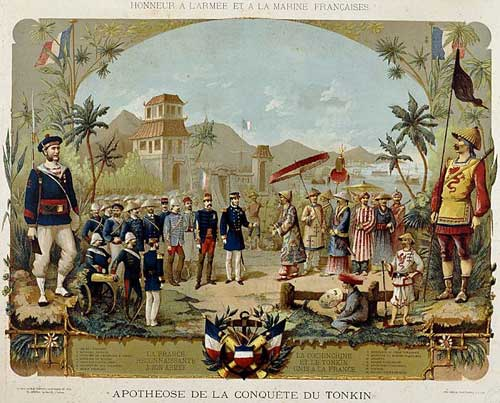
Tranh vẽ Đô đốc Pháp Courbet tại Huế năm 1883

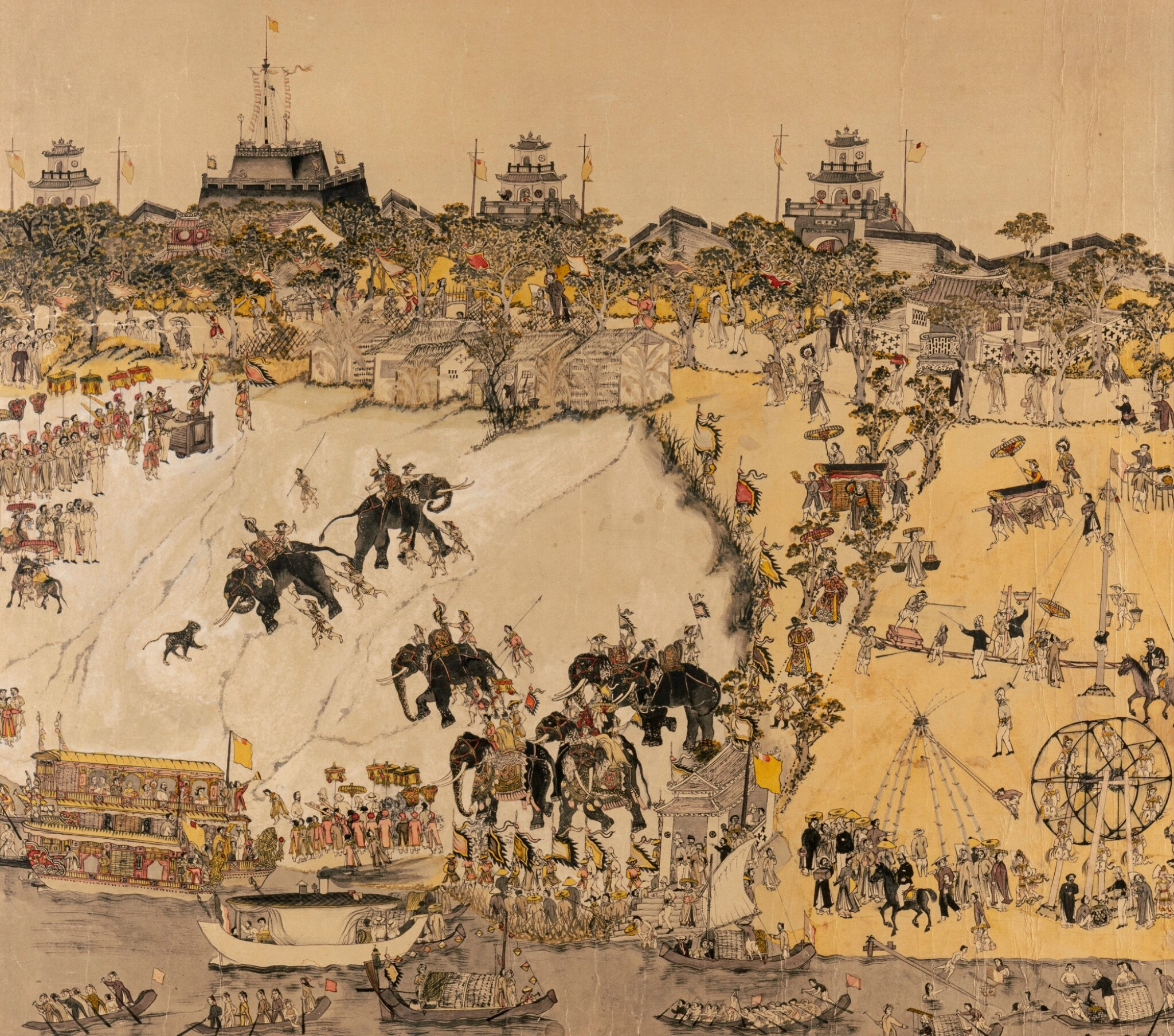
Cảnh lễ hội tại Huế, tranh vẽ khoảng thập niên 1900.

Năm 1802, Nguyễn Phúc Ánh (sau này là Hoàng đế Gia Long) đã thành công trong việc thiết lập việc kiểm soát của mình trên toàn bộ lãnh thổ của Việt Nam. Ông đặt Phú Xuân làm Kinh thành, đồng thời đặt dinh Quảng Đức làm vùng phụ cận bao bọc Kinh thành. Sau khi Minh Mạng lên ngôi, đã đổi dinh Quảng Đức thành phủ Thừa Thiên. Trong đợt cải cách hành chính 1831-1832, các đơn vị hành chính lớn như dinh, trấn được đổi thành tỉnh, trực thuộc thẳng triều đình. Riêng phủ Thừa Thiên do có vị trí kinh sư nên vẫn giữ cấp phủ, nhưng có địa vị ngang cấp tỉnh.

Nhận xét về địa thế và lý do chọn Huế làm kinh đô, Minh Mạng cho rằng:
Mậu tý, năm Minh Mệnh thứ 9 [1828],

Vua lại bảo thị thần rằng: "Người có nước [vua] có hai việc là sửa đức và thiết hiểm đều không thể thiếu được. Nay trẫm chế tạo tàu đồng là muốn giữ những chỗ yếu hại ven biển, làm xưởng chứa sẵn đấy, để lúc có việc dùng đến. Vả lại chỗ yếu lại không đâu bằng vụng Trà Sơn. Tàu ngoại quốc đến chỉ có thể đỗ ở đấy, mà chướng khí rất dữ, giếng độc hơn 10 cái. Trước có tàu Tây dương tránh gió đến đấy, cuối cùng bị nước độc làm hại, do đấy mà nói rằng người ngoại quốc dù có muốn dòm ngó cũng không sao làm được. Hơn nữa do đó ta lại giữ được chỗ hiểm để có thể vận dụng tàu thuyền kia mà. Vả lại lấy hình thế nước ta mà nói, Gia Định thì dòng sông quanh co, Bắc Thành thì đồng nội bằng phẳng, đều không có chỗ hiểm yếu đáng cậy được. Bình Định địa thế hơi mạnh nhưng lại chật hẹp; Quảng Nam non nước cũng tốt, nhưng lại lệch xiêu; cả đến Quảng Bình, Thanh Hoa đều không phải là chỗ đóng kinh đô được. Tóm lại không đâu bằng Phú Xuân, đất cát cao sáng, núi sông yên lặng; đường thủy thì có Thuận An, Tư Dung là nơi hiểm yếu, đường bộ thì có Quảng Bình, Hải Vân, ngăn che sông lớn quanh quất ở đằng trước, đèo cao giữ ở bên hữu, rồng lượn hổ ngồi, thế khoẻ hình mạnh. Đó là trời đất đặt ra để làm chỗ cho Liệt thánh ta đóng đô mà để lại cho con cháu đến ức muôn năm mãi mãi. Hoặc có kẻ nói Kinh sư đất nhiều đá sỏi người ta thường xem là nơi củi quế gạo châu. Nhưng giáp biển dựa núi, các thứ cá các thứ gỗ, dùng không thể hết, vốn các trấn không so sánh được; huống chi đô thành ở đấy, thấm nhuần đức trạch đã lâu. Trẫm lại tha thuế giảm thuế cho kinh kỳ trước nhất, đời sống của dân há chẳng thừa thãi hay sao? Đó thực là nơi kinh đô tốt nhất của đế vương, muôn đời không thể đổi được vậy".
Năm Tự Đức thứ 6 (1853), tỉnh Quảng Trị hạ xuống thành đạo Quảng Trị thuộc phủ Thừa Thiên. Tuy nhiên đến năm 1876, tỉnh Quảng Trị lại được tái lập. Cho đến thời kỳ đầu Pháp thuộc, Huế là một tên gọi dân gian để chỉ Kinh thành.
Mãi đến ngày 12 tháng 7 năm 1899, dưới tác động của chính quyền thực dân muốn đẩy nhanh quá trình đô thị hóa, vua Thành Thái đã ban Dụ thành lập thị xã Huế (Centre urbain de Hué), với ranh giới được xác lập xen giữa Kinh thành bao gồm các vùng phụ cận quanh kinh thành và dải đất dọc theo bờ nam sông Hương, tức là trục đường Lê Lợi nối từ cầu Ga đến Đập Đá ngày nay. Ngày 20 tháng 10 năm 1898, vua Thành Thái ban hành dụ thành lập thị xã Huế. Ngày 30 tháng 8 năm 1899, Toàn quyền Đông Dương ra nghị định chuẩn y đạo dụ này. Dụ này được Toàn quyền Đông Dương chuẩn y vào ngày 30 tháng 8 năm 1899. Từ đó, địa danh Huế trở thành địa danh chính thức cho đến tận ngày nay.
Cho đến năm 1902, bộ máy quản lý thị xã Huế gồm Công sứ Thừa Thiên Le Marchant de Trigon, kế toán Dejoux, thư ký kế toán Vanez
Những năm sau đó, thị xã Huế có ba lần mở rộng ranh giới về phía Nam sông Hương theo các Dụ ngày 22 tháng 6 năm 1903 của vua Thành Thái, ngày 9 tháng 5 năm 1908 của vua Duy Tân và ngày 21 tháng 11 năm 1921 của vua Khải Định. Bấy giờ, thị xã Huế được phân làm 9 phường gồm: Đệ Nhất, Đệ Nhị, Đệ Tam, Đệ Tứ, Đệ Ngũ, Đệ Lục, Đệ Thất, Đệ Bát và Đệ Cửu. Mặc dù vậy, việc phân chia này chỉ trên danh nghĩa, vì các phần đất đai và dân cư ngoài kinh thành Huế vốn thuộc địa phận làng nào của huyện Hương Trà, Hương Thủy thì đều do các huyện ấy cai quản.
Mãi đến ngày 12 tháng 12 năm 1929, cựu Khâm sứ Trung Kỳ, Toàn quyền Đông Dương Pierre Marie Antoine Pasquier là quyết định công nhận thị xã Huế là thành phố đô thị loại 3 (Commune de Hué), đồng thời xác lập bộ máy hành chính của thành phố đứng đầu là một viên Đốc lý do Công sứ Pháp ở phủ Thừa Thiên kiêm nhiệm, điều hành mọi công việc quản trị hành chính. Giúp việc cho Đốc lý có Phó đốc lý đồng thời là Phó công sứ. Ngoài ra còn có một Hội đồng thành phố được thành lập, cũng do viên Đốc lý người Pháp làm Chủ tịch. Đốc lý đầu tiên là Maurice-Arsène Devé (1929–1930), thư ký thành phố là Labbey
Năm 1933, Bảo Đại ra Sắc lệnh số 41, chuẩn y việc chỉnh đốn công tác quản lý và điều hành thành phố Huế. Chức danh đứng đầu thành phố gọi là Bang tá, ngang hàng Tri huyện trong phẩm hàm quan lại người Việt, nhưng trên thực tế, mọi việc vẫn phụ thuộc vào viên đốc lý là Công sứ Pháp ở Thừa Thiên.
Kể từ năm 1935, thành phố Huế mới chính thức trở thành đơn vị hành chính độc lập, không còn tình trạng nhập nhằng địa giới xen với các huyện Hương Trà, Hương Thủy; phần đất nào thuộc các phường thì sáp nhập hẳn vào thành phố quản lý. Vào thời điểm đó, trong Thành nội tức khu vực kinh thành (trừ Đại nội) gồm có 10 phường: Tây Lộc, Tây Linh, Trung Hậu, Phú Nhơn, Vĩnh An, Thái Trạch, Trung Tích, Huệ An, Thuận Cát, Tri Vụ. Ngoài kinh thành và nam sông Hương có 11 phường gồm: phường Phú Bình, Phú Thịnh, Phú Hòa, Phú Hội, Phú Nhuận, Phú Vĩnh, Phú Ninh, Phú Cát, Phú Mỹ, Phú Thọ và Phú Hậu. Tổng cộng thành phố Huế có 21 phường.
Như vậy, kể từ năm 1929 đến 1945, vùng đất Thừa Thiên Huế cùng một lúc có ba tổ chức hành chính gồm Kinh sư do Đề đốc Kinh thành của triều đình trông coi, phủ Thừa Thiên có Phủ doãn cai quản và thành phố Huế đứng đầu là Đốc lý thành phố do Công sứ Pháp ở Thừa Thiên kiêm nhiệm. Trên thực tế, trừ khu vực Kinh thành, Công sứ Pháp ở Thừa Thiên mới thực sự là người nắm quyền cai trị hành chính trong toàn phủ Thừa Thiên.

### Chiến tranh Việt Nam

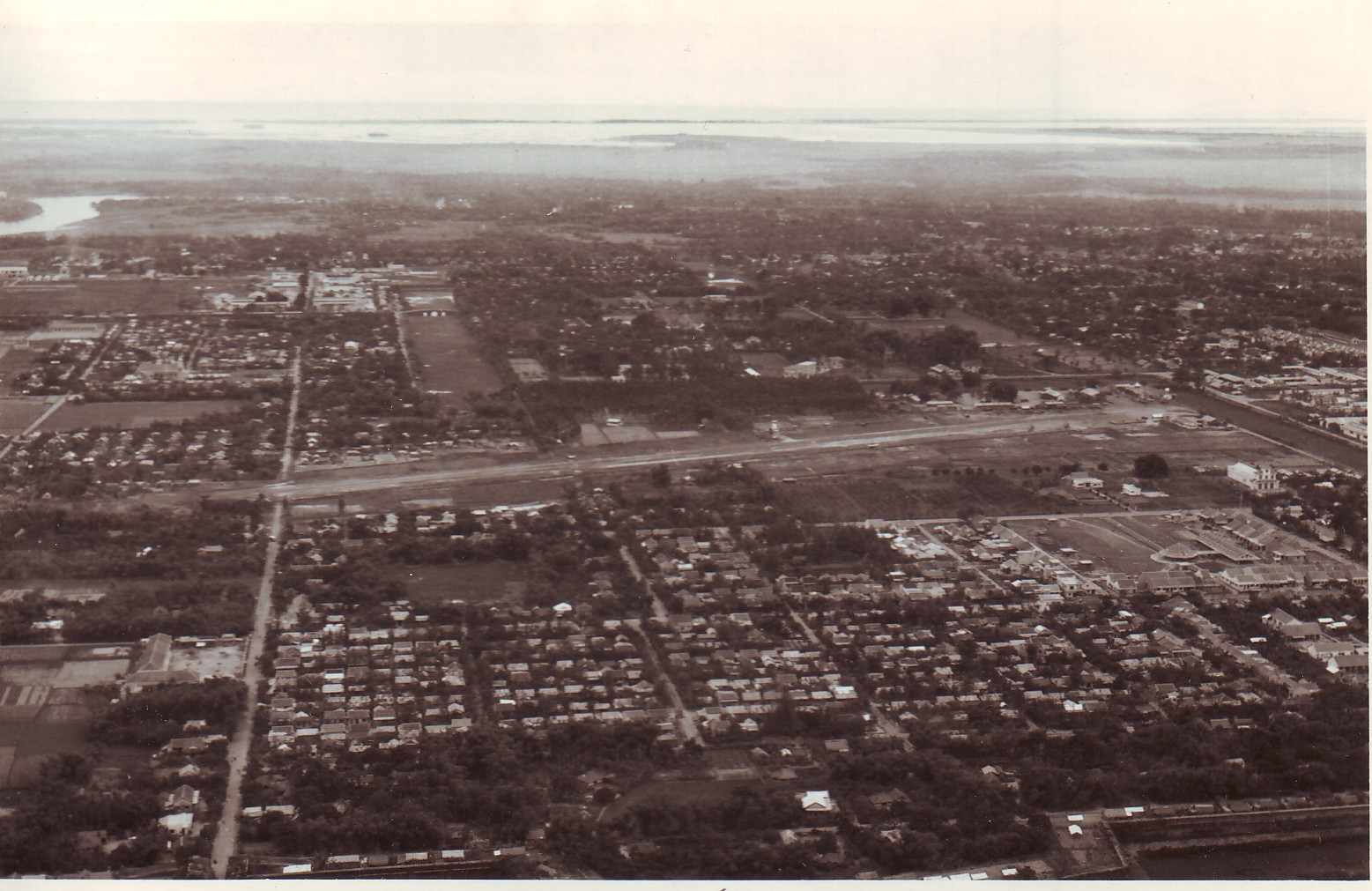
Phi trường Tây Lộc tại Huế năm 1967

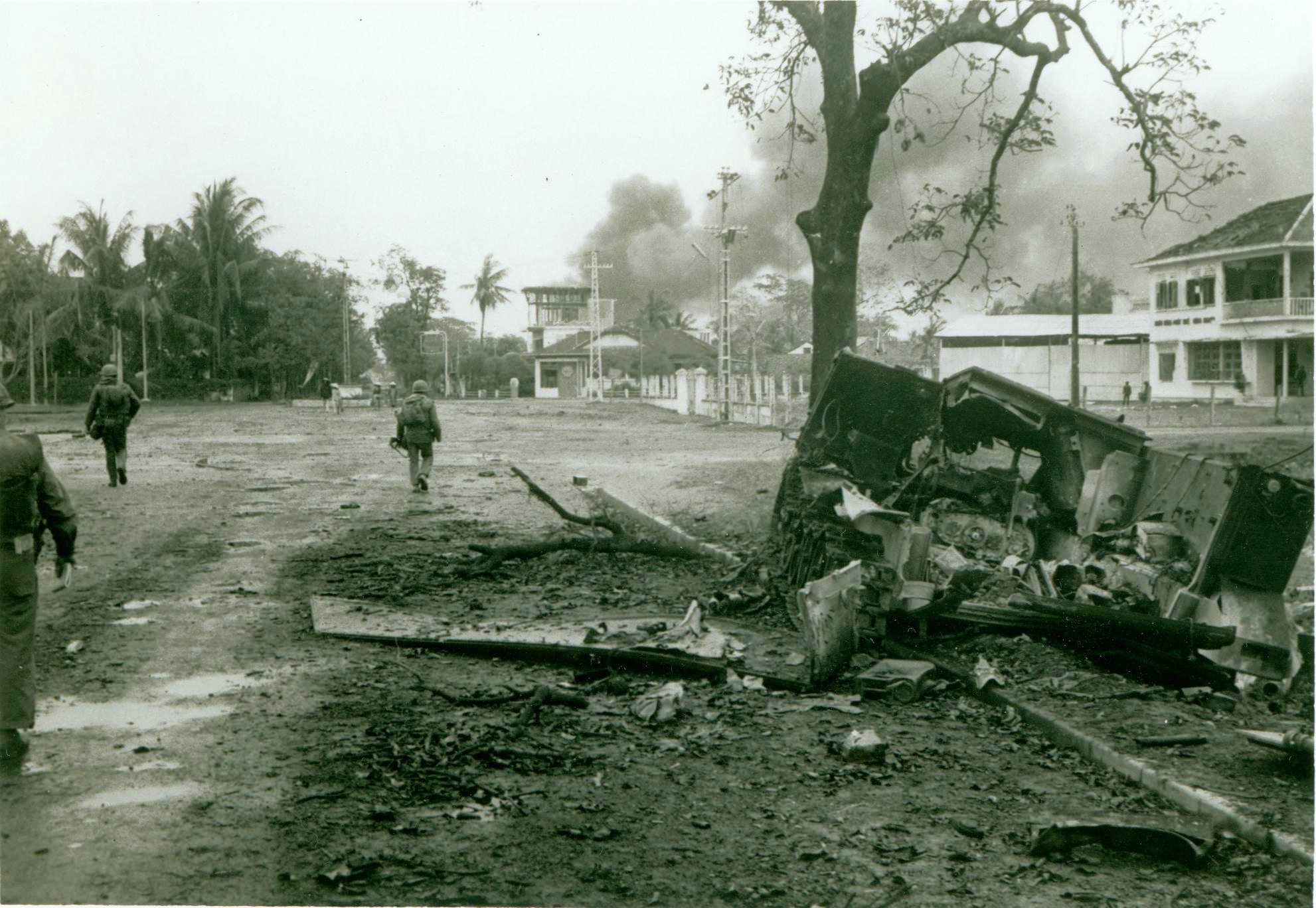
Quân đội Hoa Kỳ và Việt Nam Cộng Hòa tái chiếm Huế, trong Sự kiện Tết Mậu Thân, năm 1968

Năm 1945, lực lượng Việt Minh giành được chính quyền trên cả nước, lập chính quyền Việt Nam Dân chủ Cộng hòa đặt thủ đô tại Hà Nội. Hoàng đế cuối cùng của nhà Nguyễn là Bảo Đại tuyên bố thoái vị và trở thành Cố vấn cho chính phủ mới. Từ đó, Huế mất đi địa vị kinh đô. Ngay cả khi Cựu hoàng Bảo Đại sau thời gian lưu vong trở lại Việt Nam với sự giúp đỡ của thực dân Pháp vào năm 1949, đã tuyên bố mình là "Quốc trưởng Quốc gia Việt Nam", với đô thành là Sài Gòn,. Mặc dù vậy, Quốc gia Việt Nam chỉ tồn tại trên danh nghĩa và Quốc trưởng Bảo Đại lại dành hầu hết thời gian của mình ở Đà Lạt. Ông hầu như rất ít khi về lại cố đô Huế, nơi thường diễn ra tranh chấp ác liệt giữa quân đội Pháp và lực lượng Việt Nam Dân chủ Cộng hòa.
Thời kỳ Việt Nam Cộng hòa, vị trí của trung tâm thành phố Huế rất gần khu vực giới tuyến giữa 2 miền Nam Bắc, đặt nó ở một vị trí rất dễ bị tấn công trong chiến tranh Việt Nam. Trong Sự kiện Tết Mậu Thân năm 1968, trong trận Huế, thành phố đã bị thiệt hại nặng nề nhưng các danh lam thắng cảnh của thành phố vẫn đang trong tình trạng tốt.
Sau Cách mạng Tháng Tám năm 1945, phủ Thừa Thiên đổi thành tỉnh Thừa Thiên (còn có bí danh là tỉnh Nguyễn Tri Phương), gồm thị xã Thuận Hóa (Huế) và 6 huyện: Hương Thủy, Hương Trà, Phong Điền, Phú Lộc, Phú Vang, Quảng Điền. Dưới thời Việt Nam Cộng hòa, tỉnh Thừa Thiên ban đầu gồm 9 quận: Phong Điền, Quảng Điền, Hương Điền, Hương Trà, Hương Thủy, Phú Vang, Phú Lộc, Vinh Lộc, Nam Hòa và 3 tổng: Nguồn Hữu, Nguồn Tả, Nguồn Bồ. Đến năm 1965 thành lập thêm quận Phú Thứ trên cơ sở 7 xã phía nam của quận Phú Vang. Thị xã Huế lúc này là đơn vị hành chính độc lập và ngang cấp với tỉnh Thừa Thiên, tuy nhiên tỉnh lỵ Thừa Thiên vẫn đặt tại Huế.
Thị xã Huế
Vào cuối thế kỷ 19, xứ Huế và cả Trung Kỳ là nơi chậm phát triển kinh tế công-thương nghiệp so với Bắc Kỳ và Nam Kỳ. Một trong những giải pháp có thể đáp ứng tích cực những yêu cầu ấy là xúc tiến việc thiết lập các khu hành chính đô thị.
Ngày 6 tháng 9 năm Thành Thái thứ 10 (ngày 20 tháng 10 năm 1898), dưới sự chỉ đạo và phê duyệt của Khâm sứ Trung Kỳ Boulloché, Cơ Mật Viện triều đình Huế đã làm tờ trình dâng lên Thành Thái yêu cầu nhà vua cho phép "những nơi nào Khâm sứ Trung Kỳ và Cơ Mật Viện xét thấy cần thiết, sẽ thiết lập ở nơi đó một đô thị".
Ngày 5 tháng 6 năm Thành Thái thứ 11 (ngày 12 tháng 7 năm 1899), vua Thành Thái xuống Dụ công bố thành lập thị xã Huế với nội dung: "Chiểu theo kết quả tốt đẹp của những biện pháp mà Cơ Mật Viện đã đề xuất vào ngày 6 tháng 9 năm Thành Thái thứ 10 về vấn đề thành lập các đô thị ở An Nam, nay trẫm quyết định bổ khuyết các biện pháp đó bằng một tổ chức hẳn hoi. Tổ chức này được áp dụng ở các thị xã là Thanh Hóa, Vinh, Huế, Hội An, Quy Nhơn và Phan Thiết" 
Ngày 13 tháng 7 năm 1899, Khâm sứ Trung Kỳ Boulloché phê duyệt tờ Dụ của vua Thành Thái, và đến ngày 30 tháng 8 năm 1899 Toàn quyền Đông Dương ra quyết định chuẩn y thành lập "thị xã Huế" (cùng 5 thị xã trên) .
Thành phố Huế
Sau ngày tuyên bố độc lập (ngày 2 tháng 9 năm 1945), Chính phủ lâm thời Việt Nam Dân chủ Cộng hòa đã tiến hành kiện toàn lại bộ máy quản lý nhà nước, sắp xếp lại lại các đơn vị hành chính trong cả nước. Sắc lệnh số 77 ngày 21 tháng 12 năm 1945 của Chủ tịch Chính phủ lâm thời Việt Nam quy định Hà Nội, Hải Phòng, Nam Định, Vinh, Huế, Đà Nẵng, Đà Lạt, Sài Gòn đều đặt làm thành phố. Thành phố Hà Nội được đặt trực tiếp dưới quyền của Chính phủ Trung ương, còn các thành phố khác đều thuộc quyền của các Kỳ. Ở mỗi thành phố đặt cơ quan Hội đồng nhân dân thành phố, Uỷ ban hành chính thành phố, Uỷ ban hành chính khu phố... Đầu năm 1946, Chính phủ Việt Nam giải tán các cấp hành chính châu, quận, phủ, tổng; thành lập chính quyền bốn cấp từ bộ đến tỉnh – thành phố, huyện, xã (bãi bỏ cấp kỳ, thay vào đó là cấp bộ).

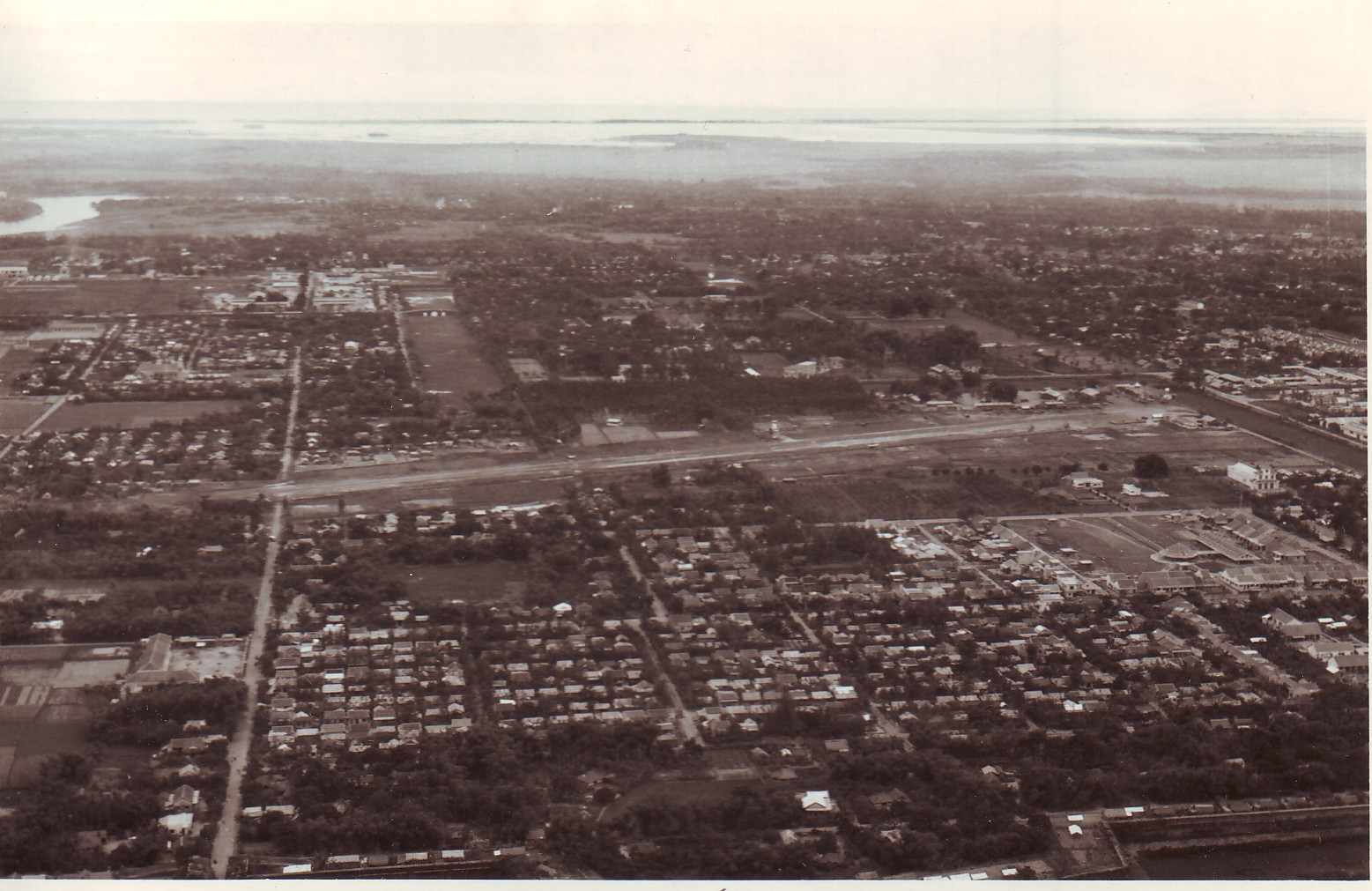
Huế năm 1967

### Sau năm 1975

#### Tỉnh Thừa Thiên Huế

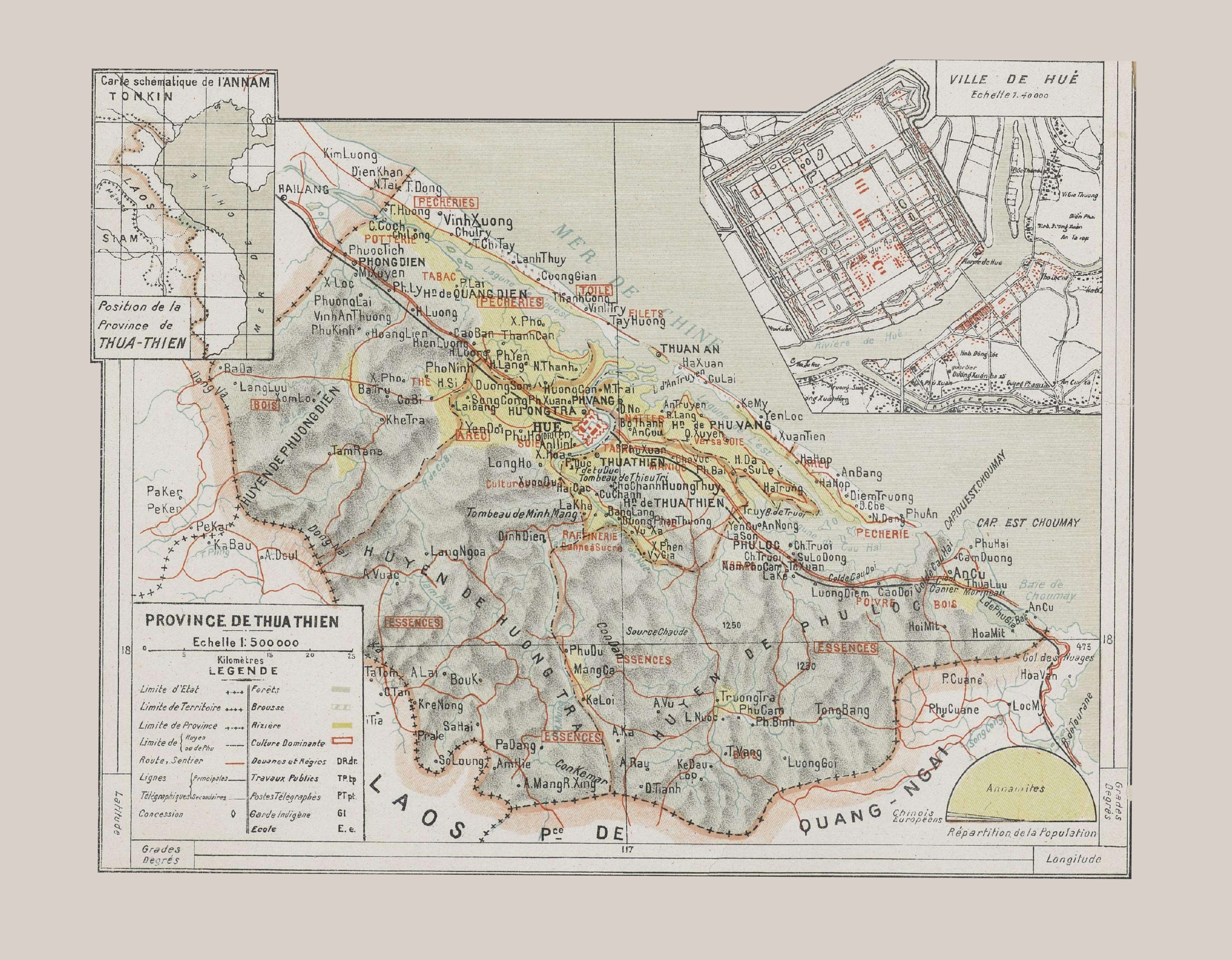
Bản đồ tỉnh Thừa Thiên năm 1909

Sau năm 1975, tỉnh Thừa Thiên hợp nhất với hai tỉnh Quảng Bình, Quảng Trị và khu vực Vĩnh Linh thành tỉnh Bình Trị Thiên, với tỉnh lỵ là thành phố Huế. Ngày 30 tháng 6 năm 1989, Quốc hội ban hành nghị quyết chia tách lại tỉnh Bình Trị Thiên thành 3 tỉnh như cũ: Quảng Bình, Quảng Trị và Thừa Thiên Huế. Tỉnh Thừa Thiên Huế khi đó chính là tỉnh Thừa Thiên trước đây. Tỉnh Thừa Thiên Huế có 5 đơn vị hành chính trực thuộc, gồm thành phố Huế (tỉnh lỵ) và 4 huyện: A Lưới, Hương Điền, Hương Phú, Phú Lộc.
Ngày 29 tháng 9 năm 1990, điều chỉnh địa giới hành chính thành phố Huế; chia huyện Hương Phú thành hai huyện Hương Thủy và Phú Vang; chia huyện Hương Điền thành ba huyện Hương Trà, Phong Điền và Quảng Điền; chia huyện Phú Lộc thành hai huyện Phú Lộc và Nam Đông. Ngày 24 tháng 9 năm 1992, thành phố Huế được Chủ tịch Hội đồng Bộ trưởng công nhận là đô thị loại II và đến ngày 24 tháng 8 năm 2005 được Thủ tướng Chính phủ công nhận là đô thị loại I trực thuộc tỉnh Thừa Thiên Huế.
Ngày 9 tháng 2 năm 2010, thành lập thị xã Hương Thủy trên cơ sở toàn bộ diện tích và dân số của huyện Hương Thủy. Ngày 15 tháng 11 năm 2011, thành lập thị xã Hương Trà trên cơ sở toàn bộ diện tích và dân số của huyện Hương Trà. Cho đến cuối năm 2023, tỉnh Thừa Thiên Huế có 1 thành phố, 2 thị xã và 6 huyện.

#### Thành phố trực thuộc trung ương
Vấn đề đưa tỉnh Thừa Thiên Huế trở thành thành phố trực thuộc trung ương được đề cập lần đầu vào những năm 1990, sau khi chia tách tỉnh Bình Trị Thiên. Thủ tướng Võ Văn Kiệt khi ấy mong muốn tỉnh Thừa Thiên Huế trở thành thành phố trực thuộc trung ương, trung tâm giáo dục, y tế, văn hóa lớn của cả nước, là đầu tàu của miền Trung. Vào thời gian này, tỉnh Thừa Thiên Huế bắt đầu xây dựng đề án trở thành thành phố trực thuộc trung ương, đến năm 1996 trình lên Chính phủ và Quốc hội. Tại kỳ họp thứ 10, Quốc hội khóa IX đã tiến hành biểu quyết nhưng chỉ được 48% đại biểu tán thành. Nhiều đại biểu băn khoăn tỉnh Thừa Thiên Huế ngoài thành phố Huế với đô thị đã cơ bản hoàn thiện hạ tầng thì còn hai huyện miền núi Nam Đông, A Lưới và vùng nông thôn đi lại khó khăn. Vùng Ngũ Điền bên phá Tam Giang còn lụy đò. Một số đại biểu đề nghị tách Huế ra khỏi tỉnh Thừa Thiên Huế để trở thành thành phố trực thuộc trung ương, song tỉnh không đồng ý. Năm 2014, Thừa Thiên Huế tiếp tục xây dựng đề án lên thành phố trực thuộc trung ương trình Chính phủ, Bộ Chính trị trước khi trình lên Quốc hội. Song lúc này các tiêu chí để lên thành phố trực thuộc trung ương đã định hình rõ. Quy mô dân số, thu nhập bình quân, cơ sở hạ tầng, thu chi ngân sách của tỉnh không đạt.
Tới năm 2019, Bộ Chính trị ban hành Nghị quyết 54 xác định rõ năm 2025 tỉnh Thừa Thiên Huế sẽ trở thành thành phố trực thuộc trung ương trên nền tảng bảo tồn và phát huy giá trị di sản cố đô và bản sắc văn hóa Huế. Với việc Quốc hội thông qua cơ chế đặc thù, Thừa Thiên Huế có thêm nguồn lực khi 100% phí tham quan di tích được giữ lại để trùng tu di tích lịch sử, văn hóa trên địa bàn.
Ngày 30 tháng 8 năm 2024, Chính phủ ban hành Quyết định số 924/QĐ-TTg về việc công nhận khu vực tỉnh Thừa Thiên Huế dự kiến thành lập thành phố trực thuộc Trung ương đạt tiêu chí đô thị loại I. Ngày 30 tháng 11 năm 2024:
- Quốc hội ban hành Nghị quyết số 175/2024/QH15[1] về việc thành lập thành phố Huế trực thuộc trung ương trên cơ sở toàn bộ diện tích và dân số tỉnh Thừa Thiên Huế (nghị quyết có hiệu lực từ ngày 1 tháng 1 năm 2025).
- Ủy ban Thường vụ Quốc hội ban hành Nghị quyết số 1314/NQ-UBTVQH15[28] về việc sắp xếp đơn vị hành chính cấp huyện, cấp xã của thành phố Huế giai đoạn 2023 – 2025 (nghị quyết có hiệu lực từ ngày 1 tháng 1 năm 2025). Theo đó:
  - Thành lập quận Phú Xuân và quận Thuận Hóa thuộc thành phố Huế trên cơ sở toàn bộ thành phố Huế, tỉnh Thừa Thiên Huế.
  - Thành lập thị xã Phong Điền thuộc thành phố Huế trên cơ sở toàn bộ huyện Phong Điền.
  - Sáp nhập huyện Nam Đông vào huyện Phú Lộc.

Thành phố Huế có 2 quận, 3 thị xã và 4 huyện như hiện nay.

## Hành chính
Thành phố Huế có 40 đơn vị hành chính cấp xã trực thuộc, bao gồm 21 phường và 19 xã.
| Tên         | Diện tích (km²) | Dân số (người) |
| ----------- | --------------- | -------------- |
| Phường (21) |                 |                |
| An Cựu      | 16,71           | 55.305         |
| Dương Nỗ    | 20,63           | 31.692         |
| Hóa Châu    | 34,60           | 41.328         |
| Hương An    | 19,43           | 35.885         |
| Hương Thủy  | 33,93           | 29.192         |
| Hương Trà   | 83,27           | 29.979         |
| Kim Long    | 90,14           | 48.999         |
| Kim Trà     | 42,80           | 36.296         |
| Mỹ Thượng   | 28,83           | 44.736         |
| Phong Dinh  | 87,16           | 28.012         |

| Tên         | Diện tích (km²) | Dân số (người) |
| ----------- | --------------- | -------------- |
| Phong Điền  | 592,48          | 27.862         |
| Phong Phú   | 60,85           | 19.057         |
| Phong Quảng | 41,70           | 25.728         |
| Phong Thái  | 187,02          | 37.406         |
| Phú Bài     | 344,63          | 38.410         |
| Phú Xuân    | 10,37           | 130.247        |
| Thanh Thủy  | 48,92           | 43.569         |
| Thuận An    | 36,48           | 54.846         |
| Thuận Hóa   | 7,58            | 98.923         |
| Thủy Xuân   | 37,02           | 43.373         |
| Vỹ Dạ       | 8,93            | 49.684         |

| Tên                | Diện tích (km²) | Dân số (người) |
| ------------------ | --------------- | -------------- |
| Xã (19)            |                 |                |
| A Lưới 1           | 198,59          | 12.403         |
| A Lưới 2           | 97,62           | 20.496         |
| A Lưới 3           | 154,23          | 8.976          |
| A Lưới 4           | 233,66          | 10.752         |
| A Lưới 5           | 464,40          | 3.760          |
| Bình Điền          | 266,50          | 15.229         |
| Chân Mây – Lăng Cô | 261,38          | 50.831         |
| Đan Điền           | 82,62           | 40.389         |
| Hưng Lộc           | 95,62           | 32.586         |

| Tên        | Diện tích (km²) | Dân số (người) |
| ---------- | --------------- | -------------- |
| Khe Tre    | 256,02          | 12.882         |
| Long Quảng | 215,85          | 8.883          |
| Lộc An     | 177,58          | 39.217         |
| Nam Đông   | 175,95          | 9.158          |
| Phú Hồ     | 57,72           | 23.550         |
| Phú Lộc    | 119,30          | 28.273         |
| Phú Vang   | 86,19           | 39.250         |
| Phú Vinh   | 57,95           | 47.674         |
| Quảng Điền | 45,93           | 41.798         |
| Vinh Lộc   | 66,53           | 36.350         |

## Kinh tế
Huế là một cực tăng trưởng của vùng kinh tế trọng điểm miền trung. Cơ cấu kinh tế chuyển dịch theo hướng dịch vụ – công nghiệp – nông nghiệp (năm 2008, tỷ trọng ngành Công nghiệp – Xây dựng chiếm 36,5%, ngành dịch vụ 45,3%, ngành nông nghiệp giảm còn 18,2%). Thu ngân sách tăng bình quân đạt 18,3%/năm. Tỷ lệ huy động ngân sách từ GDP đạt trên 12%, xếp thứ 20/63 tỉnh, thành cả Việt Nam. Thu hút vốn đầu tư trực tiếp nước ngoài nằm trong nhóm 20 tỉnh, thành dẫn đầu toàn quốc. Chỉ số năng lực cạnh tranh cấp tỉnh từ vị thứ 15 (năm 2007) đã vươn lên đứng thứ 10 toàn quốc trong năm 2008. Quy mô doanh nghiệp trên địa bàn thành phố còn nhỏ, và siêu nhỏ. Ngân sách đạt thấp, thu ngân sách chưa bền vững, đến nay chưa cân đối được ngân sách, hằng năm ngân sách nhà nước phải bù vào ngân sách địa phương khoảng 1.500 (tỷ đồng).
Huế quan tâm đẩy mạnh phát triển kinh tế – xã hội gắn với bảo tồn, phát huy các giá trị văn hoá. Thành phố Huế vừa mang dáng dấp hiện đại, vừa mang nét đẹp cổ kính với di sản văn hoá thế giới, đóng vai trò hạt nhân đô thị hoá lan toả và kết nối với các đô thị vệ tinh. Môi trường thu hút đầu tư lành mạnh và tạo điều kiện thuận lợi cho nhà đầu tư có năng lực. Hạ tầng giao thông ngày càng hiện đại, chống được chia cắt vùng miền, tạo ra động lực phát triển giữa nông thôn và thành thị. Năng lực sản xuất mới hình thành và mở ra tương lai gần sẽ có bước tăng trưởng đột phá: phía Bắc có các khu công nghiệp Phong Điền, Tứ Hạ, xi măng Đồng Lâm; phía Nam có khu công nghiệp Phú Bài, Khu Kinh tế – Đô thị Chân Mây – Lăng Cô sôi động; phía Tây đã hình thành mạng lưới công nghiệp thủy điện Tả Trạch, Hương Điền, Bình Điền, A Lưới, xi măng Nam Đông; phía Đông phát triển mạnh khai thác và nuôi trồng thủy sản và Khu kinh tế tổng hợp Tam Giang – Cầu Hai.

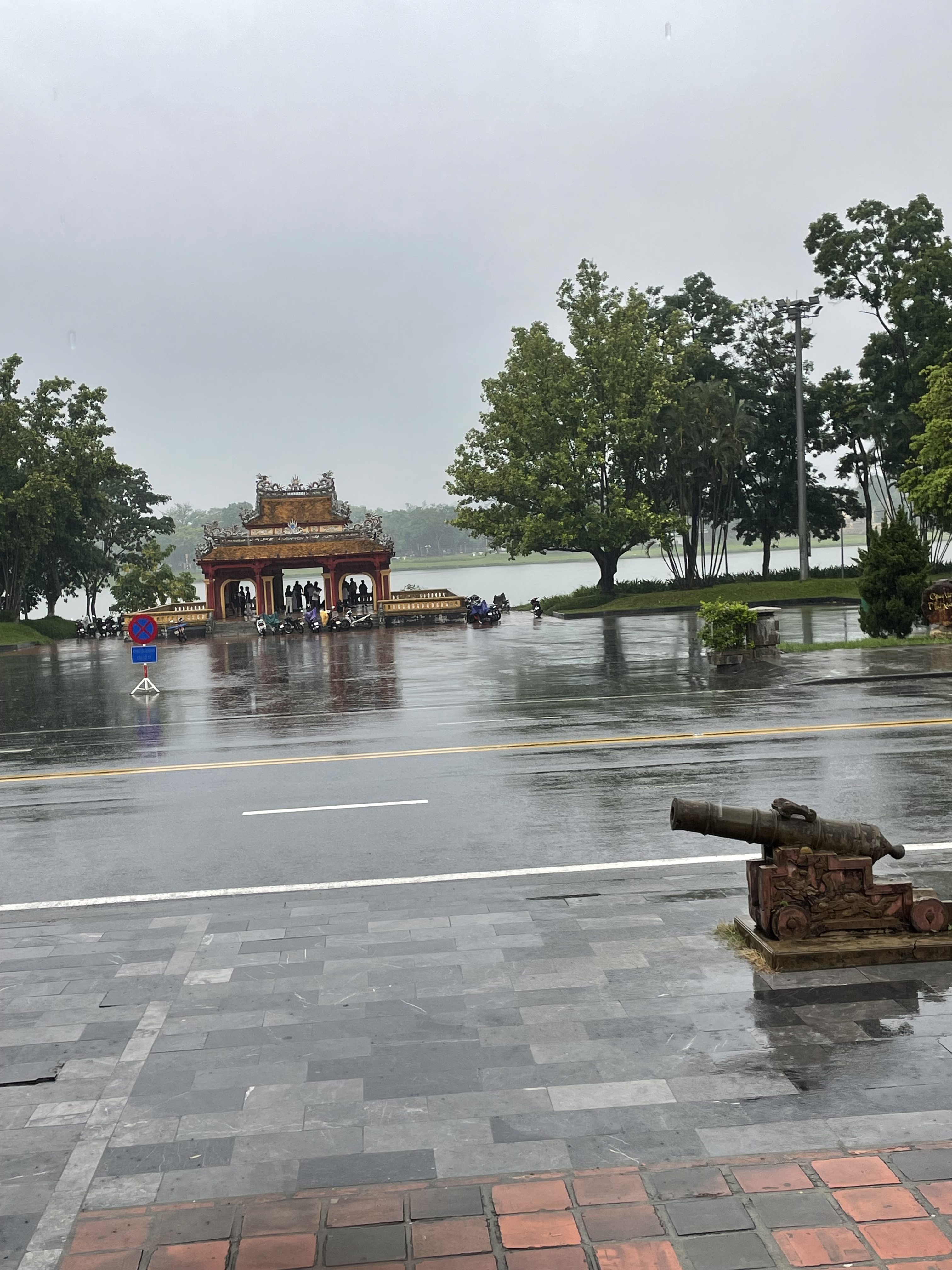
Khu vực gần Kỳ Đài - Huế

Tốc độ tăng trưởng kinh tế năm 2019 ước đạt 7,18% với giá trị tổng  sản phẩm trong tỉnh – GRDP ước đạt gần 31.330,53 tỷ đồng (theo giá so sánh 2010), chưa đạt kế hoạch đề ra. Đây là mức tăng khá so với các tỉnh thành trong khu vực miền Trung nói chung, cao hơn mức tăng trưởng bình quân của 5 tỉnh vùng kinh tế trọng điểm miền Trung và cao hơn tốc độ tăng trưởng kinh tế của cả nước 6,8%/năm.
Khu vực dịch vụ duy trì đà tăng trưởng ổn định, ước đạt 7,39%, đóng góp lớn nhất là khu vực dịch vụ du lịch khoảng 30–40% tổng giá trị tăng thêm của ngành.
Khu vực công nghiệp và xây dựng tăng trưởng khá, đạt khoảng 11,32%, nhờ đóng góp của các dự án mới và mở rộng công suất của một số nhà máy.
Khu vực nông, lâm nghiệp và thủy sản chịu ảnh hưởng tình hình thời tiết hạn hán và dịch tả lợn Châu Phi lây lan trên diện rộng, tăng trưởng âm ước đạt – 4,13%. Trong đó, thủy sản ước tăng 4%; ngành lâm nghiệp tăng khoảng 3%; nông nghiệp giảm 10%, trong đó chăn nuôi giảm 42%.
Cơ cấu các khu vực kinh tế: dịch vụ chiếm ưu thế với tỷ trọng 48,40%; công nghiệp – xây dựng 31,81%; nông, lâm, thủy sản 11,38%; Thuế sản phẩm trừ trợ cấp sản phẩm chiếm 8,41%. Tổng sản phẩm trong tỉnh (GRDP) bình quân đầu người đến năm 2019 ước đạt 46,7 triệu đồng, tương đương 2.007 USD, vượt kế hoạch (1.915 USD/người).
Thu ngân sách ước đạt 7.787 tỷ đồng, bằng 108% dự toán, bằng cùng kỳ, trong đó thu nội địa 7.300 tỷ đồng (chiếm 94% tổng thu NS), bằng 110,1% so với dự toán, tăng 7,3%; thu thuế từ hoạt động xuất nhập khẩu đạt 455 tỷ đồng, bằng 82% dự toán, giảm 17%. Chi ngân sách ước đạt 10.044,11 tỷ đồng, bằng 99,2% dự toán, trong đó chi đầu tư phát triển 2.779,6 tỷ đồng, bằng 93% dự toán; Chi sự nghiệp 6.809 tỷ đồng, bằng 105,1% dự toán.
Tổng vốn đầu tư toàn xã hội ước đạt 22.700 tỷ đồng, tăng 15%, đạt kế hoạch. Trong đó, Vốn ngân sách Nhà nước (chiếm 20% tổng vốn), bằng kế hoạch, tăng 29%; Vốn tín dụng (chiếm 44%), đạt 99% kế hoạch, tăng 14%; Vốn đầu tư của doanh nghiệp (chiếm 14%), đạt 103% KH, tăng 11%; Vốn viện trợ (chiếm 5%), bằng 76% kế hoạch, giảm 13%; Vốn đầu tư nước ngoài (chiếm 5%), đạt 60% kế hoạch, tăng 48%.
Kim ngạch xuất khẩu ước đạt 950 triệu USD, đạt 90% kế hoạch, tăng 10%.

## Xã hội

### Giáo dục
Huế từ lâu đã được biết đến là một trung tâm giáo dục đào tạo lớn của khu vực miền trung và cả nước.
Đại học Huế, tiền thân là Viện Đại học Huế (1957–1975), có lịch sử hơn 60 năm phát triển và tồn tại. Đây là nơi đào tạo nhân lực cho miền Trung - Tây Nguyên. Là đại học cấp vùng cùng với bốn đại học: Đại học Quốc gia Hà Nội, Đại học Quốc gia Tp.HCM, Đại học Đà Nẵng và Đại học Thái Nguyên. Đại học Huế bao gồm các trường, khoa, viện: Trường Đại học Nghệ thuật Huế, Trường Đại học Sư phạm Huế, Trường Đại học Khoa học Huế,Trường Đại học Y Dược Huế, Trường Đại học Nông Lâm Huế, Trường Đại học Ngoại ngữ Huế, Trường Đại học Kinh tế Huế, Trường Đại học Luật, Khoa Giáo dục thể chất, Khoa Quốc tế, Khoa Kĩ thuật và Công nghệ, Trường Du lịch.
Phân viện Học viện Hành chính Quốc gia tại thành phố Huế, Học viện Âm nhạc Huế, Trường Đại học Phú Xuân và hệ thống các trường Đại học tư thục, quốc tế, Cao đẳng, Trung học chuyên nghiệp là trung tâm đào tạo nguồn nhân lực có chất lượng cho các tỉnh miền Trung và Tây Nguyên và cả nước. Đây là một lợi thế rất lớn của Thừa Thiên Huế trong việc cung cấp nguồn nhân lực dồi dào, chất lượng cao. Một số cơ sở giáo dục khác (bậc đại học và cao đẳng): Trường Cao đẳng Y tế Huế, Trường Cao đẳng Huế, Trường Cao đẳng Công nghiệp Huế, Trường Cao đẳng Du lịch Huế, Trường Chính trị Nguyễn Chí Thanh, Phân hiệu Trường nghiệp vụ Thuế (thuộc Tổng cục Thuế), Phân hiệu Đại học Tài chính – Kế toán (Bộ Tài chính). 

#### Giáo dục đại học, cao đẳng, trung cấp
Đại học Huế
| Tên trường                 | Địa chỉ                                                                     | Website | Ghi chú |
| -------------------------- | --------------------------------------------------------------------------- | ------- | ------- |
| Trường Đại học Khoa học    | 77 Nguyễn Huệ, phường Phú Nhuận, quận Thuận Hóa                             |         |         |
| Trường Đại học Kinh tế     | 99 Hồ Đắc Di, phường An Cựu, quận Thuận Hóa                                 |         | Cơ sở 1 |
| Trường Đại học Kinh tế     | 100 Phùng Hưng, phường Đông Ba, quận Phú Xuân                               | Cơ sở 2 |         |
| Trường Đại học Sư phạm     | 34 Lê Lợi, phường Phú Hội, quận Thuận Hóa                                   |         |         |
| Trường Đại học Nông Lâm    | 102 Phùng Hưng, phường Đông Ba, quận Phú Xuân                               |         |         |
| Trường Đại học Nghệ thuật  | 10 Tô Ngọc Vân, phường Đông Ba, quận Phú Xuân                               |         |         |
| Trường Đại học Y Dược      | 6 Ngô Quyền, phường Vĩnh Ninh, quận Thuận Hóa                               |         |         |
| Trường Đại học Ngoại ngữ   | 57 Nguyễn Khoa Chiêm, phường An Cựu, quận Thuận Hóa                         |         |         |
| Trường Đại học Luật        | Khu quy hoạch Đại học Huế, đường Võ Văn Kiệt, phường An Tây, quận Thuận Hóa |         |         |
| Trường Du lịch             | 22 Lâm Hoằng, phường Vỹ Dạ, quận Thuận Hóa                                  |         |         |
| Khoa Giáo dục thể chất     | 52 Hồ Đắc Di, phường An Cựu, quận Thuận Hóa                                 |         |         |
| Khoa Kỹ thuật và Công nghệ | 1 Điện Biên Phủ, phường Vĩnh Ninh, quận Thuận Hóa                           |         | Cơ sở 1 |
| Khoa Kỹ thuật và Công nghệ | 5 Hà Nội, phường Vĩnh Ninh, quận Thuận Hóa                                  | Cơ sở 2 |         |
| Khoa Quốc tế               | 1 Điện Biên Phủ, phường Vĩnh Ninh, quận Thuận Hóa                           |         |         |

Trường đại học, học viện, phân hiệu
| Tên trường                                   | Địa chỉ                                                      | Website | Ghi chú            |
| -------------------------------------------- | ------------------------------------------------------------ | ------- | ------------------ |
| Học viện Âm nhạc Huế                         | 01 Lê Lợi, phường Vĩnh Ninh, quận Thuận Hóa                  |         |                    |
| Học viện Hành chính Quốc gia                 | 201 Phan Bội Châu, phường Trường An, quận Thuận Hóa          |         | Văn phòng đại diện |
| Học viện Phật giáo Việt Nam tại Huế          | Tổ 10, Khu vực 5, TDP Ngũ Tây, phường An Tây, quận Thuận Hóa |         |                    |
| Phân hiệu Trường Đại học Tài chính – Kế toán | 286 Phạm Văn Đồng, phường Phú Thượng, quận Thuận Hóa         |         |                    |
| Phân hiệu Trường Đại học Văn Hiến            | 149 An Dương Vương, phường An Cựu, quận Thuận Hóa            |         |                    |
| Trường Đại học Phú Xuân                      | 28 Nguyễn Tri Phương, phường Phú Nhuận, quận Thuận Hóa       |         | Cơ sở 1            |
| Trường Đại học Phú Xuân                      | 176 Trần Phú, phường Phước Vĩnh, quận Thuận Hóa              | Cơ sở 2 |                    |
| Trường Đại học Phú Xuân                      | Đường Đặng Huy Trứ nối dài, phường An Tây, quận Thuận Hóa    | Cơ sở 3 |                    |
| Keiser University                            | 28 Nguyễn Tri Phương, phường Phước Vĩnh, quận Thuận Hóa      |         | Cơ sở tp Huế       |

Trường cao đẳng, trung cấp
| Tên trường                                         | Địa chỉ                                                        | Website                                               | Ghi chú      |
| -------------------------------------------------- | -------------------------------------------------------------- | ----------------------------------------------------- | ------------ |
| Trường Cao đẳng Âu Lạc Huế                         | 146–150 An Dương Vương, phường An Cựu, quận Thuận Hóa          |                                                       |              |
| Trường Cao đẳng Công nghiệp Huế                    | 70 Nguyễn Huệ, phường Vĩnh Ninh, quận Thuận Hóa                |                                                       |              |
| Trường Cao đẳng Du lịch Huế                        | 1 Điềm Phùng Thị, phường Vỹ Dạ, quận Thuận Hóa                 |                                                       | Trụ sở chính |
| Trường Cao đẳng Du lịch Huế                        | 4 Trần Quang Khải, phường Phú Hội, quận Thuận Hóa              | Trung tâm thực hành (Khách sạn Villa Huế)             |              |
| Trường Cao đẳng Huế                                | 365 Điện Biên Phủ, phường Trường An, quận Thuận Hóa            |                                                       | Trụ sở chính |
| Trường Cao đẳng Huế                                | 123 Nguyễn Huệ, phường Phú Nhuận, quận Thuận Hóa               | Các cơ sở đào tạo                                     |              |
| Trường Cao đẳng Huế                                | 21 Trần Quang Khải, phường Phú Hội, quận Thuận Hóa             | Các cơ sở đào tạo                                     |              |
| Trường Cao đẳng Huế                                | 16 Lâm Hoằng, phường Vỹ Dạ, quận Thuận Hóa                     | Các cơ sở đào tạo                                     |              |
| Trường Cao đẳng Huế                                | Tổ 12, phường Thủy Phương, thị xã Hương Thủy                   | Các cơ sở đào tạo                                     |              |
| Trường Cao đẳng Huế                                | 51 Hai Tháng Chín, phường Phú Bài, thị xã Hương Thủy           | Các cơ sở đào tạo                                     |              |
| Trường Cao đẳng Huế                                | 75 Nguyễn Vịnh, thị trấn Sịa, huyện Quảng Điền                 | Các cơ sở đào tạo                                     |              |
| Trường Cao đẳng Y tế Huế                           | 1 Nguyễn Trường Tộ, phường Vĩnh Ninh, quận Thuận Hóa           | Lưu trữ ngày 14 tháng 10 năm 2023 tại Wayback Machine |              |
| Trường Phổ thông Cao đẳng FPT Polytechnic Huế      | 16 Lâm Hoằng, phường Vỹ Dạ, quận Thuận Hóa                     |                                                       |              |
| Trường Trung cấp Văn hóa Nghệ thuật Thừa Thiên Huế | Tổ 7, Khu vực 4, đường Ngự Bình, phường An Tây, quận Thuận Hóa |                                                       |              |
| Trường Trung cấp Công nghệ số 10                   | 63 Lê Ngô Cát, phường Thủy Xuân, quận Thuận Hóa                |                                                       |              |
| Trường Trung cấp Thể dục thể thao Huế              | 41 Tố Hữu, phường Xuân Phú, quận Thuận Hóa                     |                                                       |              |

#### Giáo dục phổ thông

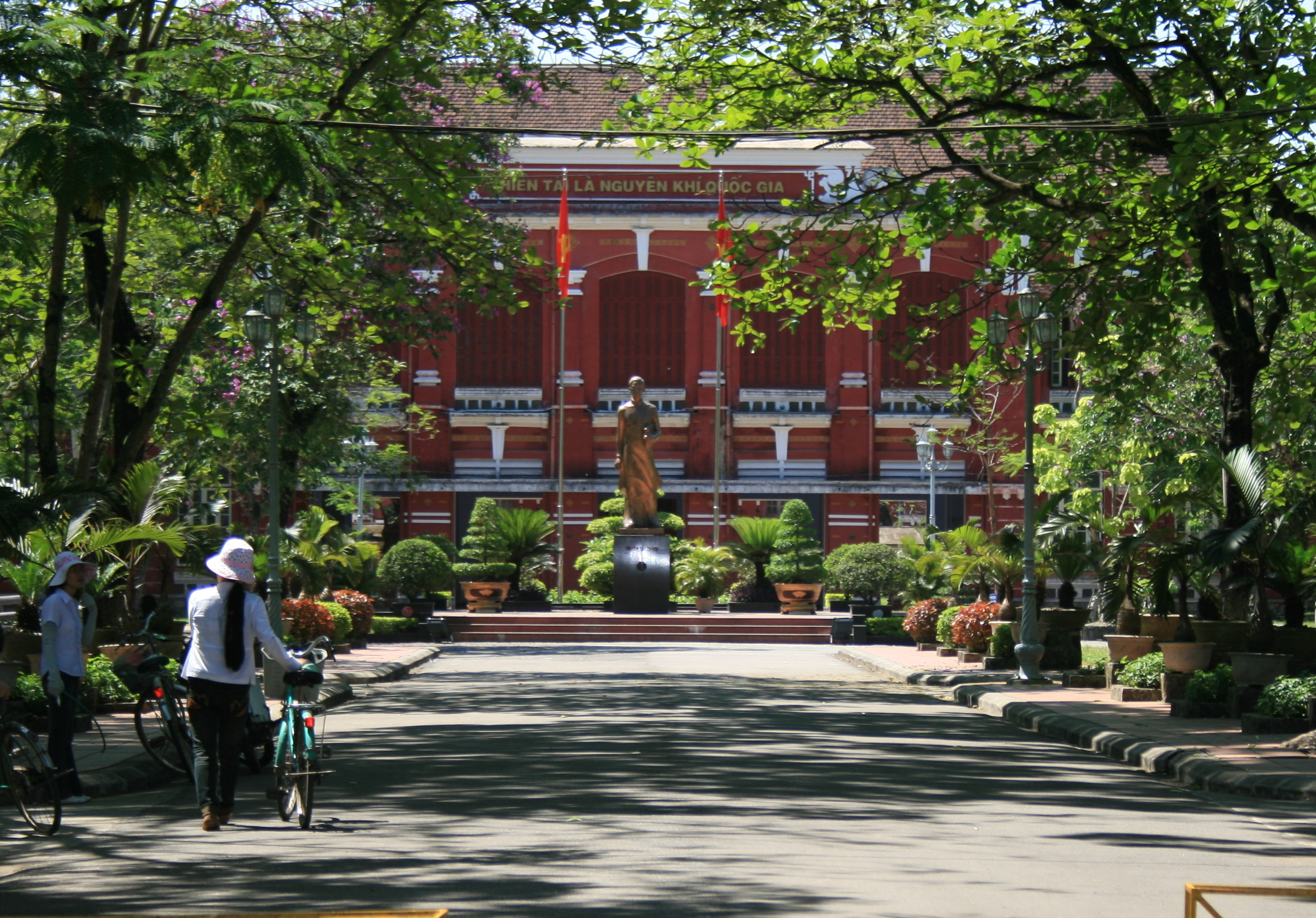
Trường THPT chuyên Quốc Học Huế.

Mạng lưới trường học từ mầm non đến trung học phổ thông ở Huế rộng khắp trên địa bàn với các loại hình công lập, dân lập, tư thục, quốc tế được phân bố theo điều kiện phù hợp với thành thị, nông thôn, miền núi và gắn với địa bàn dân cư. Trong đó, Trường THPT chuyên Quốc Học đã được Thủ tướng Chính phủ quyết định xây dựng thành một trong ba trường trung học phổ thông trọng điểm chất lượng cao của cả nước. Mạng lưới giáo dục thường xuyên với các Trung tâm giáo dục thường xuyên, Trung tâm GDTX-GDNN và Trung tâm học tập cộng đồng (TTHTCĐ) đang hoạt động ở các xã/phường, thị trấn có hiệu quả, góp phần vào thực hiện mục tiêu xóa mù chữ và phổ cập giáo dục tiểu học, phổ cập giáo dục trung học cơ sở, bồi dưỡng kiến thức, chuyển giao công nghệ và đào tạo nghề cho người lao động, đào tạo tại chức.
Thành phố Huế có 35 trường THPT công lập và 1 trung tâm GDTX thuộc Sở GD&ĐT. Ngoài ra, còn có các trường THPT tư thục và thuộc một số trường Đại học.
| Tên trường                                                         | Địa chỉ |
| ------------------------------------------------------------------ | --- |
| Quận Thuận Hóa                                                     | |
| Trường Phổ thông Dân tộc Nội trú thành phố Huế                     | 3 Huyền Trân Công Chúa, phường Phường Đúc, quận Thuận Hóa                                                     |
| Trường THPT chuyên Quốc Học - Huế                                  | 12 Lê Lợi, phường Vĩnh Ninh, quận Thuận Hóa                                                                   |
| Trường THPT Cao Thắng                                              | 11 Đống Đa, phường Phú Nhuận, quận Thuận Hóa                                                                  |
| Trường THPT Hai Bà Trưng (tiền thân là trường Nữ sinh Đồng Khánh)  | 14 Lê Lợi, phường Vĩnh Ninh, quận Thuận Hóa                                                                   |
| Trường THPT Phan Đăng Lưu (tiền thân là trường Trung học Phú Vang) | Quốc lộ 49, TDP Dương Nỗ Nam, phường Dương Nỗ, quận Thuận Hóa                                                 |
| Trường THPT Nguyễn Trường Tộ                                       | 3 Nguyễn Tri Phương, phường Phú Nhuận, quận Thuận Hóa                                                         |
| Trường THPT Thuận An                                               | 73 Kinh Dương Vương, phường Thuận An, quận Thuận Hóa                                                          |
| Trung tâm GDTX thành phố Huế                                       | Cơ sở 1: 88 Ngô Quyền, phường Vĩnh Ninh, quận Thuận Hóa Cơ sở 2: 11 Đống Đa, phường Phú Nhuận, quận Thuận Hóa |
| Trường THPT Tư thục Chi Lăng                                       | phường An Đông, quận Thuận Hóa                                                                                |
| Trường THPT Thuận Hóa - ĐHSP Huế                                   | 34 Lê Lợi, phường Phú Hội, quận Thuận Hóa                                                                     |
| Trường THPT chuyên Khoa học Huế                                    | 38 Đống Đa, phường Phú Nhuận, quận Thuận Hóa                                                                  |
| Quận Phú Xuân                                                      | |
| Trường THPT Nguyễn Huệ (tiền thân là trường Nữ sinh Thành Nội)     | 83 Đinh Tiên Hoàng, phường Đông Ba, quận Phú Xuân                                                             |
| Trường THPT Gia Hội                                                | 104 Nguyễn Chí Thanh, phường Gia Hội, quận Phú Xuân                                                           |
| Trường THPT Đặng Trần Côn                                          | 1 Đặng Trần Côn, phường Thuận Hòa, quận Phú Xuân                                                              |
| Trường THPT Hương Vinh                                             | đường Nguyễn Văn Linh, phường Hương Vinh, quận Phú Xuân                                                       |
| Trường THPT Bùi Thị Xuân                                           | 36 Lê Huân, phường Thuận Hòa, quận Phú Xuân                                                                   |
| Thị xã Hương Trà                                                   | |
| Trường THPT Đặng Huy Trứ                                           | Quốc lộ 1, phường Hương Chữ, thị xã Hương Trà                                                                 |
| Trường THPT Hương Trà                                              | 10 Thống Nhất, phường Tứ Hạ, thị xã Hương Trà                                                                 |
| Trường THPT Bình Điền                                              | Quốc lộ 49, xã Bình Thành, thị xã Hương Trà                                                                   |
| Thị xã Hương Thủy                                                  | |
| Trường THPT Hương Thủy                                             | 35 Dạ Lê, phường Thủy Phương, thị xã Hương Thủy                                                               |
| Trường THPT Phú Bài                                                | 18 Tân Trào, phường Thủy Châu, thị xã Hương Thủy                                                              |
| Thị xã Phong Điền                                                  | |
| Trường THPT Phong Điền                                             | 34 Văn Lang, phường Phong Thu, thị xã Phong Điền                                                              |
| Trường THPT Nguyễn Đình Chiểu                                      | Quốc lộ 1, phường Phong An, thị xã Phong Điền                                                                 |
| Trường THPT Trần Văn Kỷ                                            | Quốc lộ 49B, xã Phong Bình, thị xã Phong Điền                                                                 |
| Trường THPT Tam Giang                                              | Quốc lộ 49B, phường Phong Hải, thị xã Phong Điền                                                              |
| Huyện Phú Vang                                                     | |
| Trường THPT Nguyễn Sinh Cung                                       | Đường Đỗ Tram, thị trấn Phú Đa, huyện Phú Vang                                                                |
| Trường THPT Hà Trung                                               | Đường tỉnh 10D, xã Vinh Hà, huyện Phú Vang                                                                    |
| Trường THPT Vinh Xuân                                              | Quốc lộ 49B, xã Vinh Xuân, huyện Phú Vang                                                                     |
| Huyện Phú Lộc                                                      | |
| Trường THPT An Lương Đông                                          | Quốc lộ 1, xã Lộc An, huyện Phú Lộc                                                                           |
| Trường THPT Phú Lộc                                                | Đường Hoàng Đức Trạch, thị trấn Phú Lộc, huyện Phú Lộc                                                        |
| Trường THPT Thừa Lưu                                               | Quốc lộ 1, xã Lộc Tiến, huyện Phú Lộc                                                                         |
| Trường THPT Vinh Lộc                                               | Quốc lộ 49B, xã Vinh Hưng, huyện Phú Lộc                                                                      |
| Trường THPT Nam Đông                                               | TDP 1, thị trấn Khe Tre, huyện Phú Lộc                                                                        |
| Huyện Quảng Điền                                                   | |
| Trường THPT Nguyễn Chí Thanh                                       | 164 Nguyễn Kim Thành, thị trấn Sịa, huyện Quảng Điền                                                          |
| Trường THPT Hóa Châu                                               | Đường tỉnh 4, xã Quảng An, huyện Quảng Điền                                                                   |
| Trường THPT Tố Hữu                                                 | Quốc lộ 49B, xã Quảng Công, huyện Quảng Điền.                                                                 |
| Huyện A Lưới                                                       | |
| Trường THPT A Lưới                                                 | Đường Nguyễn Thức Tự, thị trấn A Lưới, huyện A Lưới                                                           |
| Trường THCS và THPT Hồng Vân                                       | Đường Hồ Chí Minh (QL14), xã Hồng Vân, huyện A Lưới.                                                          |
| Trường THCS và THPT Trường Sơn                                     | Đường Hồ Chí Minh (QL14), xã Lâm Đớt, huyện A Lưới.                                                           |

### Y tế
Huế là trung tâm y tế chuyên sâu của khu vực miền Trung – Tây Nguyên và cả nước với 3 đơn vị đang được nhà nước đầu tư triển khai thực hiện dự án Trung tâm Y tế chuyên sâu khu vực miền Trung – Tây Nguyên và cả nước là: Bệnh viện Trung ương Huế, bệnh viện Trường Đại học Y Dược Huế và Trung tâm Kiểm nghiệm dược phẩm, hóa mỹ phẩm Trung ương.
Các bệnh viện trên địa bàn thành phố
- Bệnh viện Trung ương Huế: Bệnh viện tuyến Trung ương, trực thuộc Bộ Y Tế (hơn 3000 giường): Là bệnh viện hạng đặc biệt duy nhất của khu vực miền Trung - Tây Nguyên và là 1 trong 6 bệnh viện hạng đặc biệt của cả nước.
- Bệnh viện Quốc tế Trung ương Huế.
- Bệnh viện Trường Đại học Y Dược Huế là bệnh viện hạng I.
- Bệnh viện Trung ương Huế cơ sở 2 (ở thị xã Phong Điền)
- Bệnh viện Y học cổ truyền Huế.
- Bệnh viện Phục hồi chức năng Huế.
- Bệnh viện Răng-Hàm-Mặt Huế
- Bệnh viện Mắt Huế.
- Bệnh viện Tâm thần Huế.
- Bệnh viện Quân y 268.
- Bệnh viện Phổi Huế.
- Bệnh viện Da liễu Huế.
- Bệnh viện Đa khoa Bình Điền.
- Và các Trung tâm Y tế của 9 quận, huyện và thị xã thuộc thành phố.

Ngoài ra, trên địa bàn thành phố còn có một số bệnh viện ngoài công lập như:
- Bệnh viện Đa Khoa Hoàng Viết Thắng.
- Bệnh viện Chấn thương chỉnh hình – Phẫu thuật tạo hình Huế.

## Dân cư
Theo kết quả điều tra dân số toàn quốc, tính đến ngày 1 tháng 4 năm 2019 toàn thành phố có 1.128.620 người. Trên địa bàn thành phố có 10 tôn giáo khác nhau đạt 746.935 người, nhiều nhất là Phật giáo có 680.290 người, tiếp theo là Công Giáo có 65.997 người, đạo Tin Lành có 392 người, đạo Cao Đài có 220 người. Còn lại các tôn giáo khác như Phật giáo Hòa Hảo có 18 người, Hồi giáo, Minh Sư đạo mỗi tôn giáo có sáu người, Tịnh độ cư sĩ Phật hội Việt Nam, Baha'i giáo và Bà La Môn mỗi tôn giáo có hai người. Tỷ lệ đô thị hóa tính đến năm 2022 đạt 
56%.

## Văn hóa

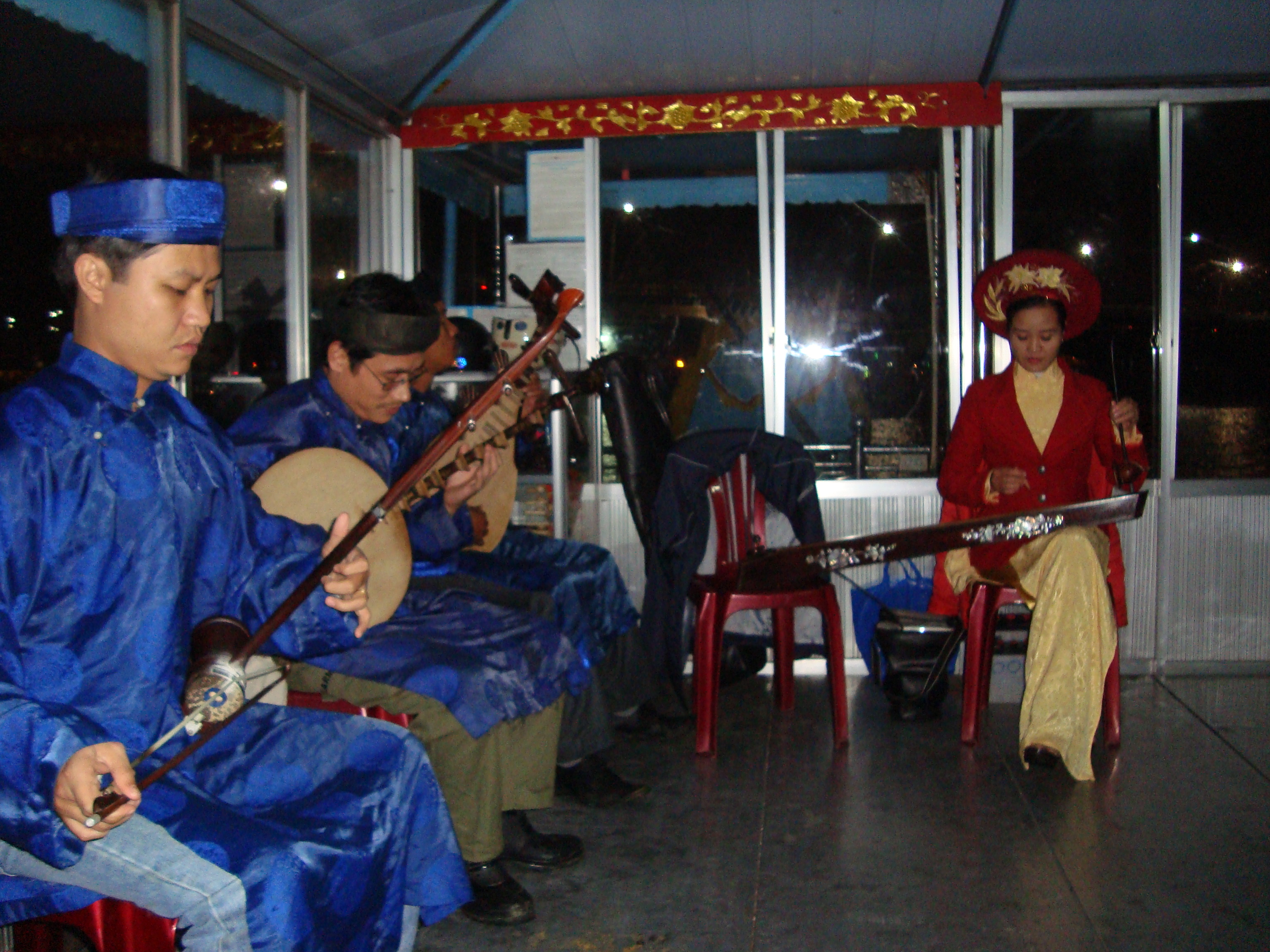
Dàn nhạc ca Huế trên sông, Huế.

Thuận Hóa – Phú Xuân – Huế có một quá trình lịch sử hình thành và phát triển khoảng gần 7 thế kỷ (tính từ năm 1306), trong tiến trình hình thành văn hóa Huế có sự tác động của văn hóa Đông Sơn do các lớp cư dân từ phía Bắc mang vào trước thế kỷ 2 và sau thế kỷ 13 hỗn dung với thành phần văn hóa Sa Huỳnh tạo nên nền văn hóa Việt - Chăm. Trong quá trình phát triển, chuyển biến có ảnh hưởng của các luồng văn hóa khác các nước trong khu vực Đông Nam Á, Trung Quốc, Ấn Độ, phương Tây.
Văn hóa Huế được tạo nên bởi sự đặc sắc về tinh thần, đa dạng về loại hình, phong phú và độc đáo về nội dung, được thể hiện rất phong phú trên nhiều lĩnh vực như: văn học, âm nhạc, sân khấu, mỹ thuật, phong tục tập quán, lễ hội, lề lối ứng xử, ăn - mặc - ở, phong cách giao tiếp, phong cách sống,.. Huế còn được gọi là Đất Thần Kinh hay Xứ thơ, là một trong những thành phố được nhắc tới nhiều trong thơ văn và âm nhạc Việt Nam vì nét lãng mạn và thơ mộng.
Huế là trung tâm văn hoá lớn và đặc sắc của Việt Nam với có 5 danh hiệu UNESCO (1 di sản văn hoá thế giới, 1 di sản văn hóa phi vật thể, 3 di sản tư liệu thế giới) là:
- Quần thể di tích Cố đô Huế.
- Nhã nhạc cung đình Huế.
- Mộc bản triều Nguyễn.
- Châu bản triều Nguyễn.
- Hệ thống thơ văn trên kiến trúc cung đình Huế.

Hiện nay, thành phố đang xây dựng môi trường văn hoá lành mạnh, đậm đà bản sắc văn hoá dân tộc và bản sắc văn hoá Huế gắn với bảo tồn, phát huy giá trị các di sản văn hoá truyền thống, là khâu đột phá để phát triển du lịch. Nghiên cứu, từng bước hoàn thiện bản sắc văn hoá Huế, đặc trưng văn hoá Huế để xây dựng Huế trở thành trung tâm văn hoá đặc sắc của Việt Nam; xem đây là lợi thế so sánh lâu dài để phát triển Huế, làm cho Huế ngày càng đặc sắc, thúc đẩy các ngành du lịch, dịch vụ phát triển. Trong đó quy hoạch, xây dựng hệ thống công viên, tượng, các công trình văn hoá, trọng tâm là: Trung tâm hội nghị, Bảo tàng Lịch sử Cách mạng, Bảo tàng thiên nhiên các tỉnh Duyên hải miền Trung, Trung tâm Điện ảnh, Địa đạo Khu ủy Trị Thiên. Phối hợp chặt chẽ với Bộ Văn hoá, Thể thao và Du lịch tập trung đầu tư hoàn thành cơ bản trùng tu Đại Nội và một số di tích quan trọng để xứng đáng là trung tâm du lịch đặc sắc của Việt Nam. Nâng cao chất lượng và hiệu quả của các kỳ Festival Huế, các hoạt động đối ngoại để tăng cường quảng bá các giá trị văn hóa Việt Nam, văn hoá Huế, nhất là Nhã nhạc cung đình Huế, quần thể di tích Cố đô Huế, Mộc bản triều Nguyễn, Châu bản triều Nguyễn, Hệ thống thơ văn trên kiến trúc cung đình Huế, vịnh đẹp Lăng Cô.

### Kiến trúc

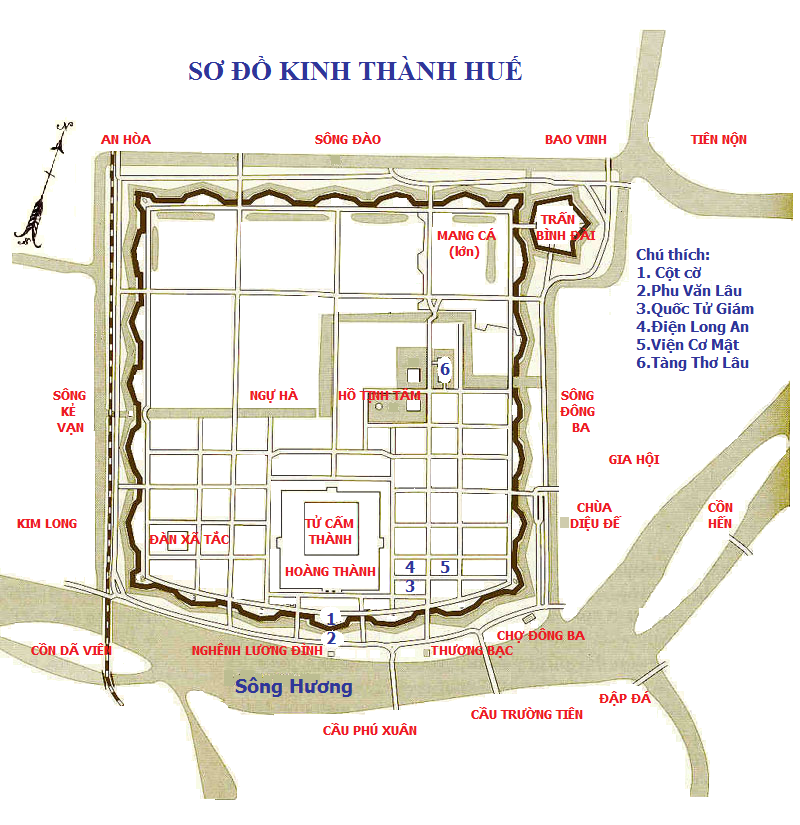
Bản đồ Kinh thành Huế và một số di tích

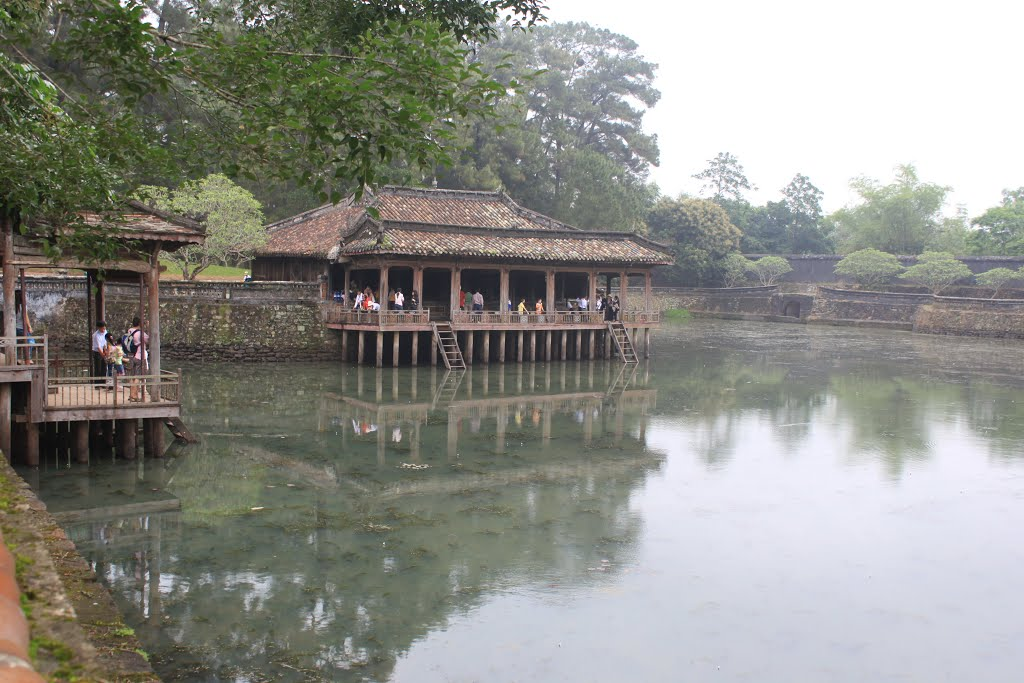
Xung Khiêm tạ - lăng Tự Đức

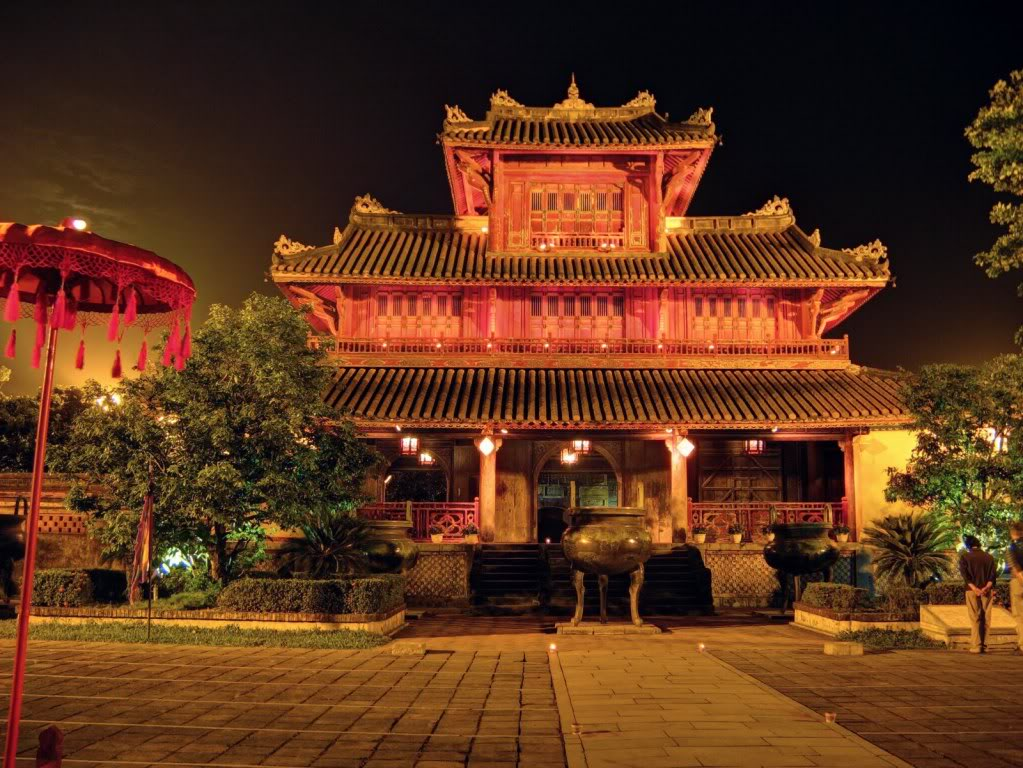
Hiển Lâm Các - Đại Nội Huế

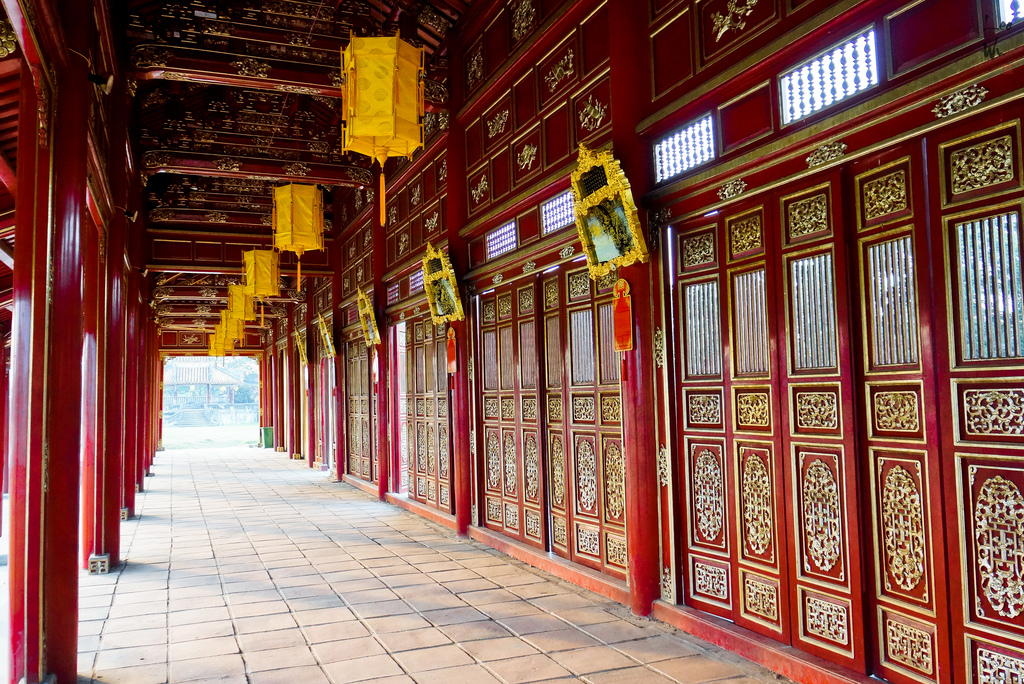
Trường lang Đại nội Huế

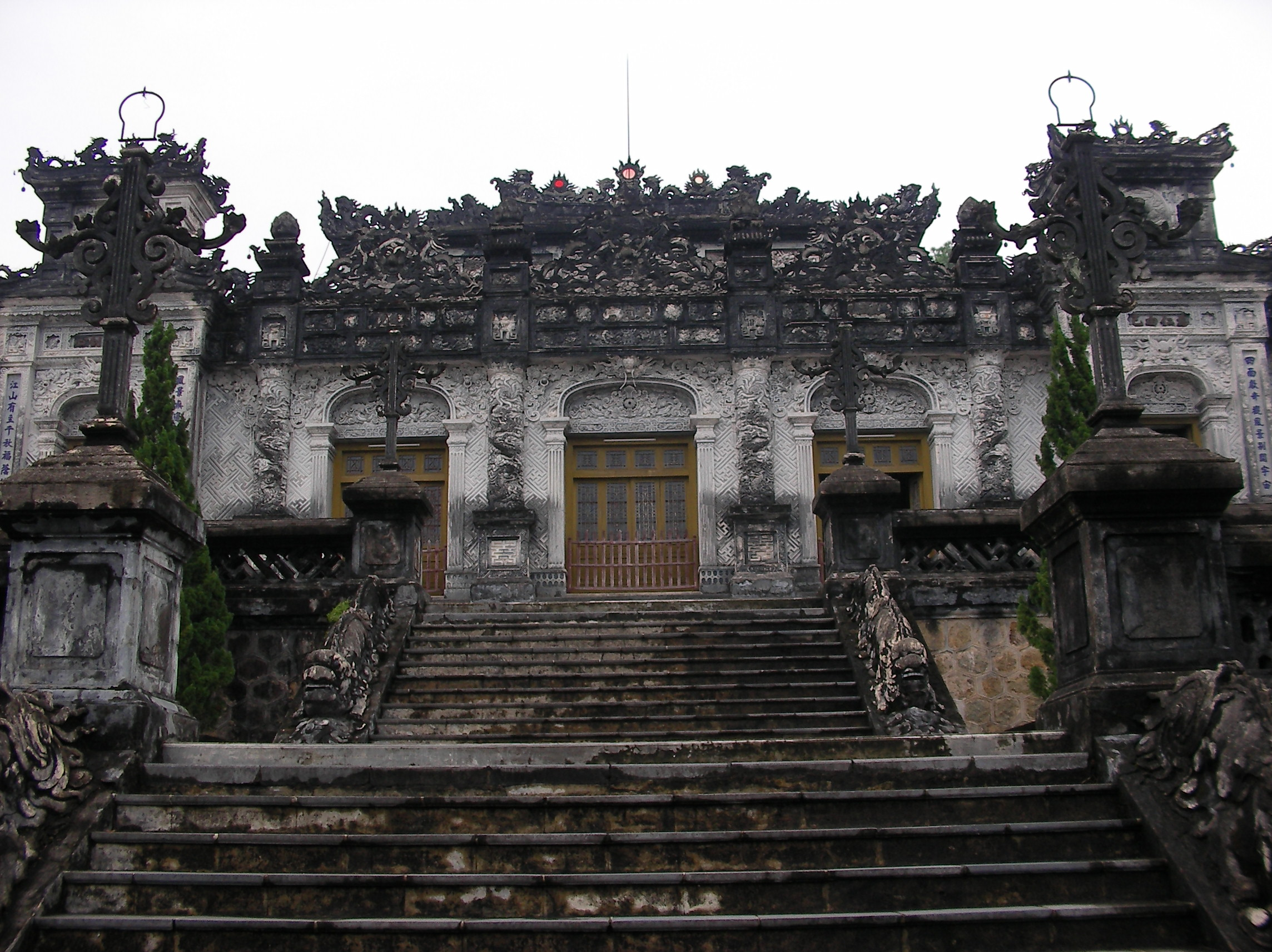
Lăng Khải Định ở xã Thủy Bằng

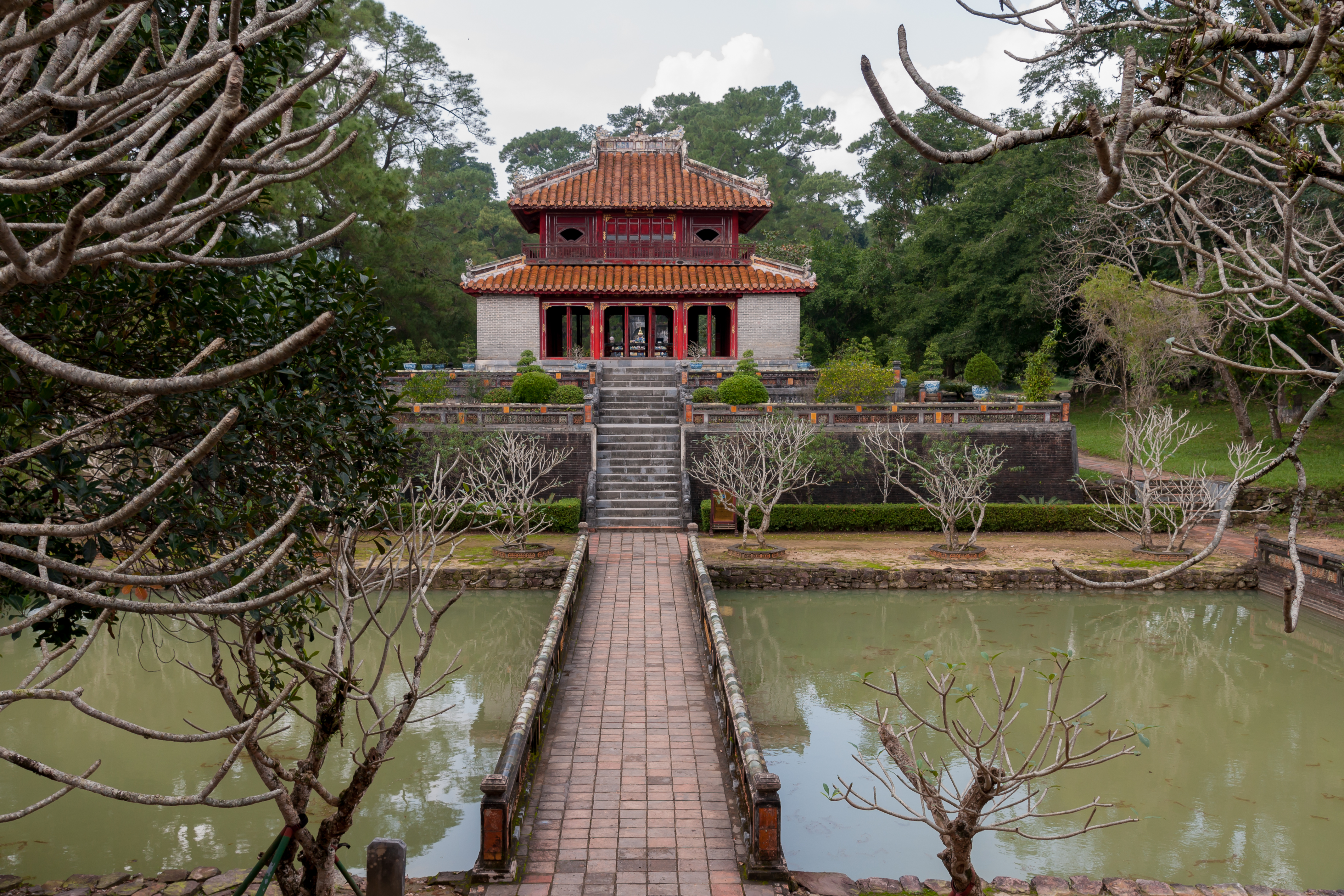
Minh lâu ở lăng Minh Mạng

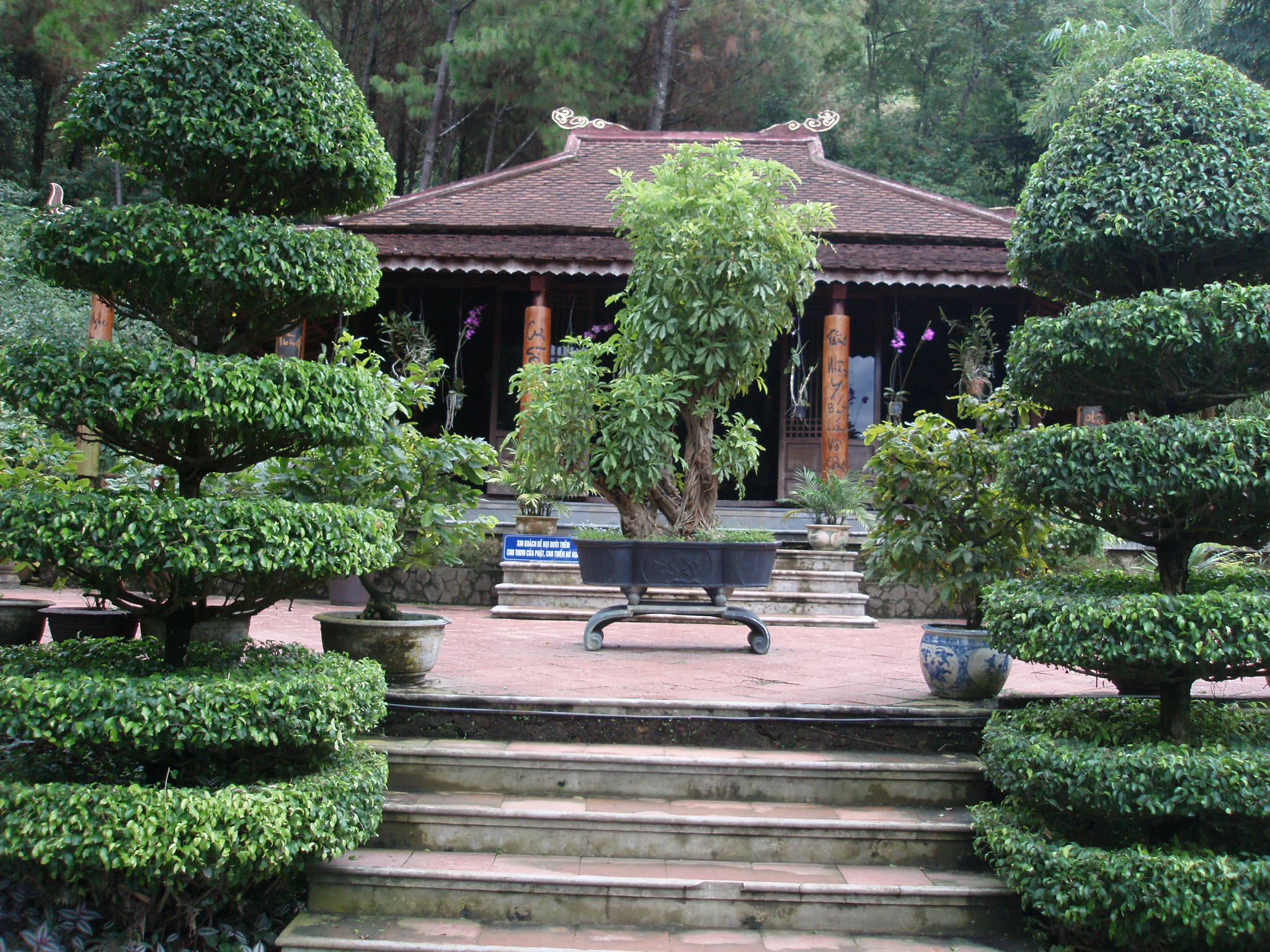
Chính điện chùa Huyền Không Sơn Thượng ở phường Hương Hồ

Kiến trúc ở Huế phong phú và đa dạng: có kiến trúc cung đình và kiến trúc dân gian, kiến trúc tôn giáo và kiến trúc đền miếu, kiến trúc truyền thống và kiến trúc hiện đại... Những công trình kiến trúc công phu, đồ sộ nhất chính là Quần thể di tích Cố đô Huế hay Quần thể di tích Huế. Đó là những di tích lịch sử - văn hóa do triều Nguyễn chủ trương xây dựng trong khoảng thời gian từ đầu thế kỷ 19 đến nửa đầu thế kỷ 20 trên địa bàn kinh đô Huế xưa; nay thuộc phạm vi thành phố Huế và một vài vùng phụ cận thuộc tỉnh Thừa Thiên – Huế, Việt Nam.
Một loại hình kiến trúc dân gian độc đáo ở Huế là nhà rường xứ Huế, với những cột, kèo chống hoàn toàn làm từ gỗ, với những nét chạm trổ, vào mộng cực kỳ tinh xảo và khéo léo. Hiện còn khoảng trên dưới 100 nhà rường như thế (chỉ tính riêng nhà ở gia đình, không bào gồm đình làng, nhà thờ họ,...) ở các quận, huyện, thị xã có tuổi đời trên dưới 100 năm, cá biệt có nhà gần 200 năm.

### Trang phục
Các thiết kế hiện đại của áo dài, một trang phục truyền thống của người Việt, phát triển từ một bộ trang phục của triều đình Chúa Nguyễn tại Huế ở thế kỷ 18. Một khoảng thời gian trong lịch sử, triều đình nhà Nguyễn đựa ra các quy tắc ăn mặc như sau:
- Thường phục thì đàn ông, đàn bà dùng áo cổ đứng ngắn tay, cửa ống tay rộng hoặc hẹp tùy tiện. Áo thì hai bên nách trở xuống phải khâu kín liền, không được xẻ mở. Chỉ duy nhất khi đàn ông không muốn mặc áo cổ tròn có ống tay hẹp cho tiện khi làm việc thì được phép.
- Trang phục này phát triển thành áo dài ngũ thân, một năm loại áo choàng phổ biến của các quý tộc mặc trong thế kỷ thứ 19 và đầu thế kỷ thứ 20. Lấy cảm hứng từ thời trang của Paris, Nguyễn Cát Tường và các nghệ sĩ khác đã kết hợp với Trường Đại học Hà Nội thiết kế lại áo dài ngũ thân như là trang phục hiện đại trong những năm 1920 và 1930.[35] Áo dài và nón lá thường được xem như là một biểu tượng của Việt Nam, sự kết hợp giữa áo dài và nón lá được công nhận bởi người Việt là xuất phát từ Huế. Màu tím đặc trưng của áo dài phổ biến ở Huế, màu sắc đặc biệt đó đã làm áo dài trở thành di sản của thành phố, một cố đô.[36][37]

### Âm nhạc và nghệ thuật
Âm nhạc và nghệ thuật Huế mang đậm nét lịch sử, cổ kính.

#### Nhã nhạc cung đình
Bắt nguồn từ tám loại lễ nhạc cung đình thời Lê là giao nhạc, miếu nhạc, ngũ tự nhạc, cửu nhật nguyệt giao trùng nhạc, đại triều nhạc, thường triều nhạc, đại yến cửu tấu nhạc, cung trung nhạc, đến triều Nguyễn lễ nhạc cung đình Việt Nam đã phát triển thành hai loại hình Đại nhạc và Nhã nhạc (tiểu nhạc) với một hệ thống các bài bản lớn.

#### Vũ khúc cung đình
Với trên 15 vở múa lớn, từ múa tế lễ, múa chúc tụng, múa tiếp sứ, múa yến tiệc, múa trình diễn tích tuồng. Nhiều vở múa có tính hoành tráng, quy mô diễn viên đông, phô diễn được vẻ đẹp rộn ràng, lấp lánh và kỹ thuật, kỹ xảo của múa hát cung đình Việt Nam thể hiện được sự phát triển nâng cao múa hát cổ truyền của người Việt.

#### Ca Huế
Ca Huế là một hệ thống bài bản phong phú gồm khoảng 60 tác phẩm thanh nhạc và khí nhạc theo hai điệu thức lớn là điệu Bắc, điệu Nam và một hệ thống "hơi" diễn tả nhiều sắc thái tình cảm đặc trưng. Điệu Bắc gồm những bài ca mang âm điệu tươi tắn, trang trọng. Điệu Nam là những bài âm điệu buồn, nỉ non, ai oán. Bài bản Ca Huế có cấu trúc chặt chẽ, nghiêm ngặt, trải qua quá trình phát triển lâu dài đã trở thành nhạc cổ điển hoàn chỉnh, mang nhiều yếu tố "chuyên nghiệp" bác học về cấu trúc, ca từ và phong cách biểu diễn. Đi liền với ca Huế là dàn nhạc Huế với bộ ngũ tuyệt Tranh, Tỳ, Nhị, Nguyệt, Tam, xen với Bầu, Sáo và bộ gõ trống Huế, sanh loan, sanh tiền.
Kỹ thuật đàn và hát Ca Huế đặc biệt tinh tế nhưng Ca Huế lại mang đậm sắc thái địa phương, phát sinh từ tiếng nói, giọng nói của người Huế nên gần gũi với Hò Huế, Lý Huế; là chiếc cầu nối giữa nhạc cung đình và âm nhạc dân gian.

#### Nghệ thuật tuồng

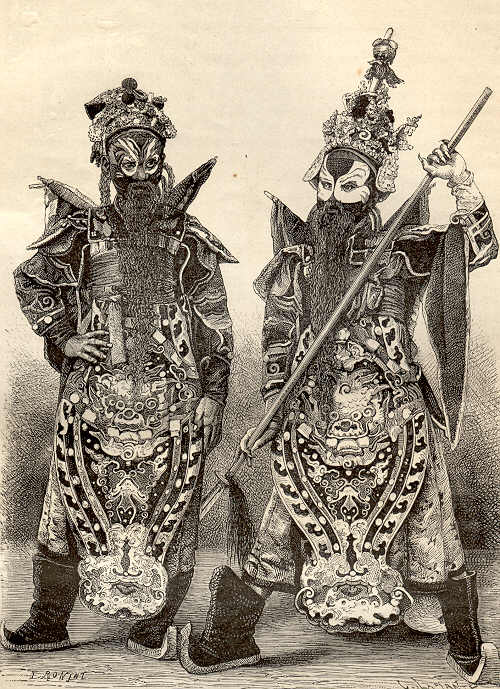
Nghệ thuật tuồng Huế.

Phát triển sớm từ thế kỷ 17 dưới thời các chúa Nguyễn. Đến triều Nguyễn, tuồng được xem là quốc kịch và triều đình Huế đã tạo điều kiện thuận lợi cho tuồng phát triển. Trong Đại Nội Huế có nhà hát Duyệt Thị Đường, Tĩnh Quang Viện, Thông Minh Đường. Tại Khiêm Lăng, có Minh Khiêm Đường. Thời Minh Mạng đã thành lập Thanh Bình Thự làm nơi dạy diễn viên tuồng. Thời Minh Tự Đức đã thành lập Ban Hiệu Thư chuyên nhuận sắc, chỉnh lý, hiệu đính và sáng tác tuồng.

#### Mỹ thuật và mỹ nghệ
Với những kiểu thức trang trí bắt nguồn từ những mẫu mực của Trung Hoa, các nghệ nhân Việt Nam đã tạo nên một bản sắc nghệ thuật trang trí với những nét độc đáo mang cá tính Huế. Nghệ thuật trang trí mỹ thuật Huế còn tiếp thu những tinh hoa của nghệ thuật Chăm, đặc biệt là tiếp thu nghệ thuật trang trí Tây Phương. Trang trí cung đình Huế còn tiếp nhận và nâng cao nghệ thuật dân gian Việt Nam. Nhiều loại hình thủ công mỹ nghệ truyền thống của Việt Nam như: chạm khắc gỗ, cẩn xà cừ, cẩn tam khí ngũ khí, sơn son thếp vàng, chạm khắc xương và ngọc ngà, khảm sành sứ, làm vàng bạc, dệt, thêu, đan,... đã được các tượng cục triều Nguyễn nâng lên thành những nghệ thuật tinh xảo, sang trọng. Về hội họa nhiều họa sĩ nổi tiếng về tranh thủy mặc sơn thủy, trúc lan, tranh gương, các ấn phẩm nhất thi nhất họa đặc sắc. Đặc biệt, từ Huế xuất hiện người họa sĩ vẽ tranh sơn dầu đầu tiên ở Việt Nam là họa sĩ Lê Văn Miên (1870–1912)... Về điêu khắc, cố đô Huế đã đánh dấu một thời kỳ phát triển mới, thể hiện bằng các tác phẩm điêu khắc trên đá, trên đồng, trên gỗ. Trong điêu khắc gỗ, phần khắc chạm gỗ trang trí với những bức chạm nổi, chạm lộng trên các chi tiết công trình kiến trúc đạt đến sự tinh xảo và có tính thẩm mỹ cao. Về mỹ thuật ứng dụng, ngoài việc nâng cao các loại hình thủ công mỹ nghệ truyền thống của Việt Nam, Huế còn một thời sản xuất đồ mỹ nghệ pháp lam cao cấp.

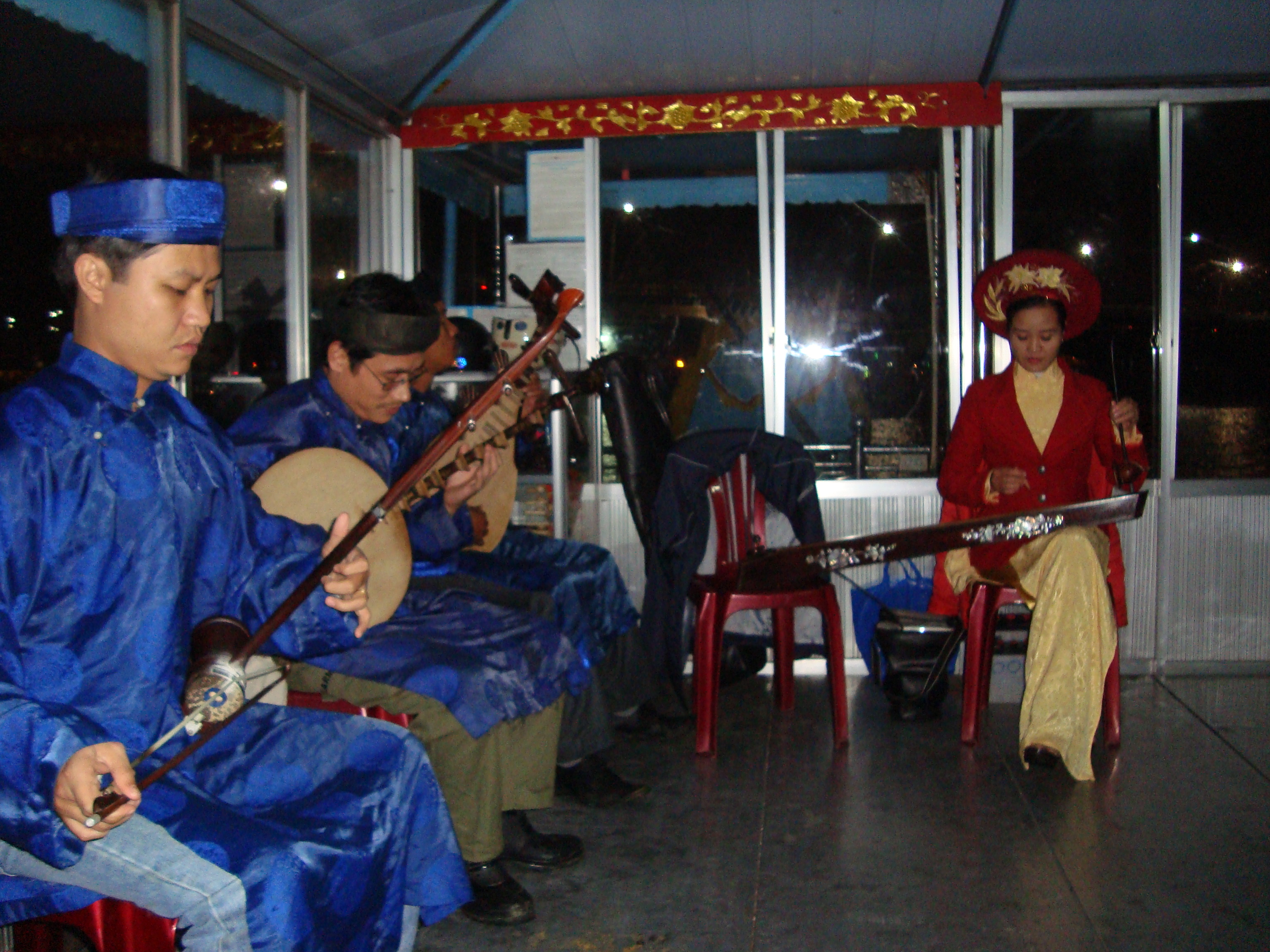
Dàn nhạc ca Huế trên sông Hương, Huế.

#### Nghệ thuật khác
Huế tạo nhiều cảm hứng trong các bài hát như: "Ai ra xứ Huế" (Duy Khánh phổ nhạc bài thơ "Ai ra xứ Huế" của Chử Văn Hòa), "Gửi em chiếc nón bài thơ" (Lê Việt Hòa), "Tặng đời chiếc nón bài thơ" (Tràn Phán), "Nón bài thơ" (Trần Trịnh), "Huế xưa" (Anh Bằng), "Huế đã xa rồi" (Anh Bằng), "Huế khóc" (Anh Bằng), "Huế nhớ o" (Anh Bằng), "Huế bây giờ" (Lê Dinh phổ nhạc bài thơ "Huế bây giờ" của Tôn Nữ Thụy Khương), "Mưa trên phố Huế" (Minh Kỳ phổ nhạc bài thơ "Mưa trên phố Huế" của Tôn Nữ Thụy Khương), "Chiều trên phá Tam Giang" (Trần Thiện Thanh phổ nhạc bài thơ "Chiều trên phá Tam Giang" của Tô Thùy Yên), "Chút tình cho Huế" (Minh Kỳ phổ nhạc bài thơ "Chút tình cho Huế" của Phan Xuân Sinh), "Thương ai mấy nhịp Tràng Tiền" (Nhật Ngân phổ nhạc bài thơ "Thương ai mấy nhịp Tràng Tiền" của Nguyễn Thị Huê), "Huế gọi ta về" (Nhật Ngân và Đỗ Kim Bảng phổ nhạc bài thơ "Huế gọi ta về" của Trần Hoài Thư), "Huế và em" (Nhật Ngân), "Trời Huế vào thu chưa em" (Trịnh Lâm Ngân), "Huế ơi! Huế còn mãi đây" (Nhật Ngân), "Chuyện một chiếc cầu đã gãy" (Trầm Tử Thiêng), "Huế đẹp Huế thơ" (Duy Khánh), "Giọt lệ sông Hương" (Xuân Tiên), "Sầu cố đô" (Duy Khánh), "Thương về miền Trung" (Duy Khánh), "Trăm năm bến cũ" (Duy Khánh), "Bao giờ em quên" (Duy Khánh), "Sao không thấy anh về" (Duy Khánh), "Xin anh giữ trọn tình quê" (Duy Khánh), "Biết trả lời sao" (Duy Khánh), "Tương tư Huế" (Nguyễn Duy Khoái)..., các bài thơ như: "Chiếc nón bài thơ" (Lưu Vĩnh Hạ), "Chiếc nón bài thơ" (Hoàng Thanh), "Ai ra xứ Huế" (Chử Văn Hòa), "Huế thương" (Hồng Hoa), "Huế bây giờ" (Tôn Nữ Thụy Khương), "Mưa trên phố Huế" (Tôn Nữ Thụy Khương), "Vài nét Huế" (Nguyễn Bính), "Chiều trên phá Tam Giang" (Tô Thùy Yên), "Chút tình cho Huế" (Phan Xuân Sinh), "Thương ai mấy nhịp Tràng Tiền" (Nguyễn Thị Huê), "Huế gọi ta về" (Trần Hoài Thư), "Nghiêng nón" (Trần Quang Long), "Tà áo tím" (Hoàng Nguyên), "Tiếng chuông Linh Mụ" (Hoàng Nguyên phổ nhạc bài thơ "Tiếng chuông Linh Mụ của Tô Kiều Ngân), " Huế là em" (Nguyễn Thừa Thiên)...và nhiều nghệ thuật hiện đại khác

### Lễ hội
Có hai loại lễ hội: lễ hội cung đình và lễ hội dân gian. Lễ hội cung đình phản ánh sinh hoạt lễ nghi của triều Nguyễn, phần lớn chỉ chú trọng về "lễ" hơn "hội". Lễ hội dân gian gồm nhiều loại rất phong phú, tiêu biểu như: lễ hội Huệ Nam ở điện Hòn Chén hay còn gọi là lễ rước sắc nữ thần Thiên y A na theo tín ngưỡng của người Chăm pa, lễ hội tưởng niệm các vị khai sinh các ngành nghề truyền thống, lễ hội tưởng nhớ các vị khai canh thành lập làng. Trong những dịp tế lễ, nhiều sinh hoạt văn hóa bổ ích như đua thuyền, kéo co, đấu vật... còn được tổ chức và thu hút đông người xem.

#### Festival Huế
Tổ chức lần đầu tiên vào năm 2000, đến nay Festival Huế tổ chức được 10 lần (2000, 2002, 2004, 2006, 2008, 2010, 2012, 2014, 2016 và 2018). Đây là sự kiện văn hóa lớn có quy mô quốc gia và tầm cỡ quốc tế, có ý nghĩa quan trọng trong đời sống của người dân Huế. Là điều kiện quan trọng để xây dựng Huế thành thành phố Festival của Việt Nam.

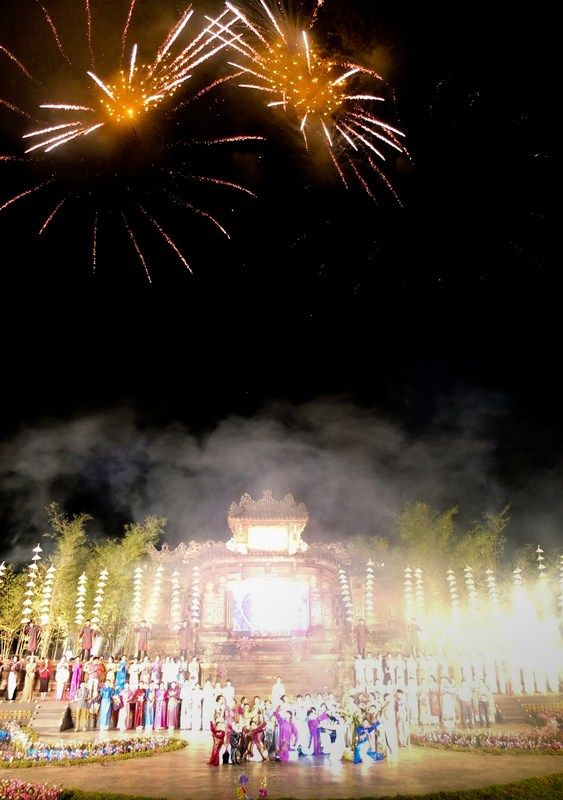
Lễ hội áo dài Festival Huế 2012

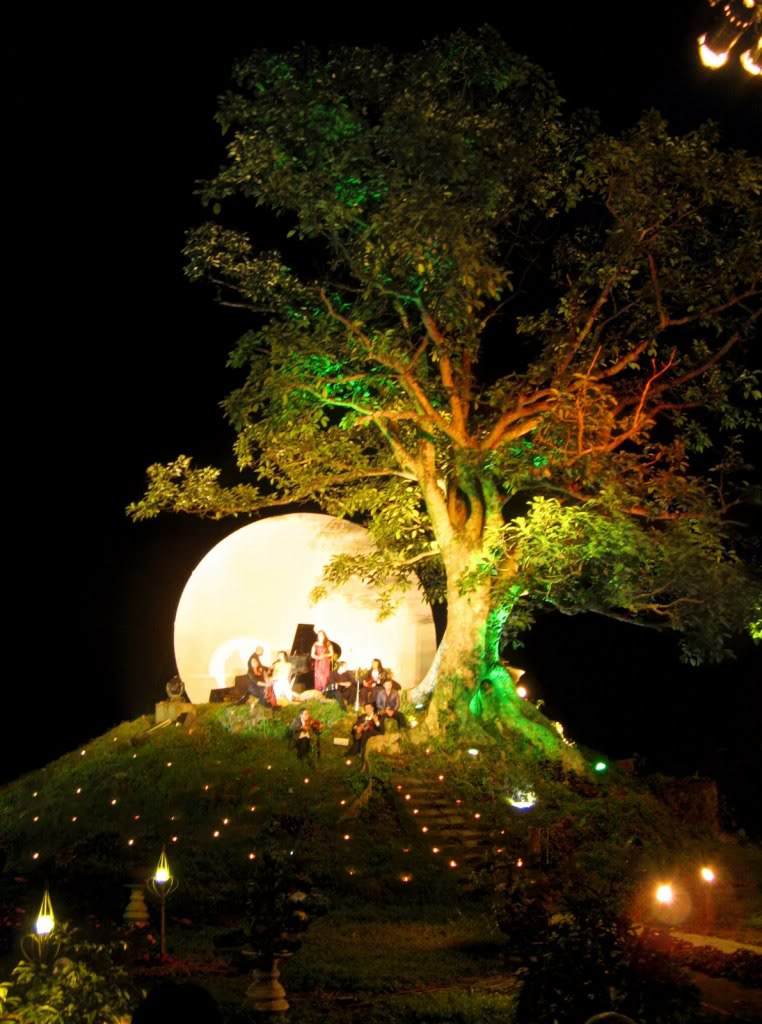
Trình diễn nhạc Trịnh tại Vườn Cơ Hạ

### Ẩm thực
Huế còn lưu giữ trên 1.000 món ăn nấu theo lối Huế, có cả những món ăn ngự thiện của các vua triều Nguyễn. Bản thực đơn ngự thiện có trên vài chục món thuộc loại cao lương mỹ vị, được chuẩn bị và tổ chức rất công phu, tỉ mỉ, cầu kỳ. Các món ăn dân dã rất phổ biến trong quần chúng với bản thực đơn phong phú hàng trăm món được chế biến khéo léo, hương vị quyến rũ, màu sắc hấp dẫn, coi trọng phần chất hơn lượng; nghệ thuật bày biện các món ăn đẹp mắt, nghệ thuật thưởng thức tinh tế.

### Võ thuật

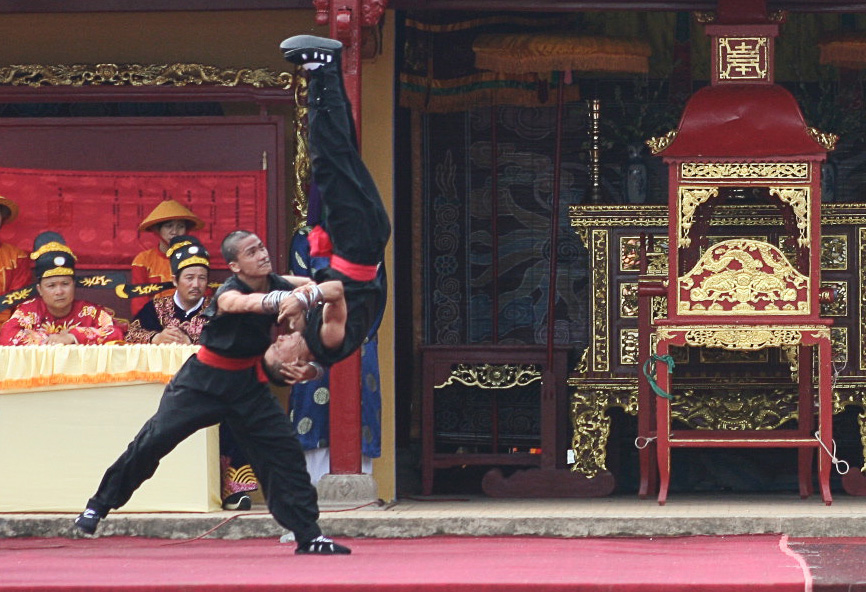
Một màn võ thuật Huế

Huế hiện có rất nhiều hệ phái võ, có những phái võ nỗi danh truyền tụng cũng có những phái âm thầm như chính vùng đất cố đô. Tuy vậy, tất cả đều mang những đặc trưng đặc biệt riêng có của xứ Huế. Võ thuật Huế có nhiều nguồn gốc, từ Ấn Độ, Trung quốc, Thái Lan, Lào, miến điện, Hàn Quốc, Nhật Bản,... tất cả quyền thuật năm châu đến Huế rồi hội ngộ với những môn phái dân dã tạo nên đặc trưng riêng của mảnh đất kinh kỳ. Bên cạnh đó cũng có nhiều môn phái sản sinh ra tại trên chính mảnh đất này cùng với lịch sử của nó và mang những tên gọi dân gian như: Áo Vải, Bạch hổ, Thiếu lâm,...
  

## Du lịch
Huế có nhiều di tích lịch sử đã được UNESCO công nhận là di sản thế giới. Ngày nay, một khu vực nhỏ của thành phố vẫn còn bị cấm, mặc dù các nỗ lực tái thiết đang được tiến hành để duy trì nó như là một địa điểm lịch sử thu hút khách du lịch. Dọc theo sông Hương từ Huế còn vô số các di tích khác, bao gồm cả những lăng mộ của một số hoàng đế, trong đó có Minh Mạng, Khải Định và Tự Đức. Một ngôi chùa của Huế là chùa Thiên Mụ, ngôi chùa lớn nhất ở Huế và là biểu tượng chính thức của thành phố. Một số tòa nhà kiểu Pháp nằm dọc theo bờ phía nam của sông Hương. Trong số đó là Trường Quốc học và Trường Hai Bà Trưng, là các trường trung học phổ thông lâu đời nhất ở Việt Nam, khách sạn Saigon Morin, một trong những khách sạn lâu đời nhất Việt Nam. Viện bảo tàng Cổ vật Cung đình Huế nằm ở số 3 đường Lê Trực cũng trưng bày một bộ sưu tập các hiện vật khác nhau từ thành phố.
Làng Dương Nỗ, xã Phú Dương là nơi Chủ tịch Hồ Chí Minh từng sinh sống và học tập thời niên thiếu trong những năm ở Huế từ 1898 - 1900. Nơi đây vẫn còn lưu lại di tích. Ngoài những điểm thu hút du lịch khác nhau tại Huế, thành phố cũng cung cấp một vùng đất rộng lớn cho khu phi quân sự, nằm cách khoảng 70 km (43 dặm) về phía bắc, cho thiết lập các thiết bị chiến đấu khác nhau như The Rockpile, Căn cứ Khe Sanh hay Địa đạo Vịnh Mốc.
Trong 11 tháng đầu năm 2012, thành phố Huế đã nhận được 2,4 triệu lượt khách du lịch, tăng 24,6% so với cùng kỳ năm 2011. Tất cả 803.000 khách trong 2,4 triệu khách là khách nước ngoài, tăng 25,7%. Mặc dù du lịch đóng một vai trò quan trọng trong việc phát triển kinh tế xã hội của thành phố, nó cũng có tác động tiêu cực đến môi trường và tài nguyên thiên nhiên.  Ví dụ như các dịch vụ gắn với du lịch, sự phát triển của cơ sở hạ tầng và sự hoạt động của nó, việc sản xuất và tiêu thụ hàng hóa, là tất cả nguyên nhân có thể gây ô nhiễm môi trường.

### Danh lam thắng cảnh
- Thiên nhiên: Núi Ngự Bình, Đồi Vọng Cảnh, Núi Bạch Mã, Sông Hương, Bãi biển Thuận An, Phá Tam Giang, Hồ Khe Ngang, Núi Kim Phụng, Rừng ngập mặn Rú Chá.
- Kiến trúc cổ: Hổ Quyền (nơi voi cọp đấu nhau), Văn Miếu, Điện Hòn Chén, Trường Trung học phổ thông chuyên Quốc Học, Đan viện Biển Đức Thiên An, Văn Thánh Huế.
- Chùa: Chùa Thiên Mụ, Chùa Diệu Đế, Chùa Từ Đàm, Chùa Từ Hiếu, Huyền Không Sơn Thượng, Trung tâm Văn hóa Huyền Trân.
- Nhà thờ: Nhà thờ chính tòa Phủ Cam, Nhà thờ Dòng Chúa Cứu Thế, Đan viện Thiên An
- Thánh thất: Thánh thất Cao Đài, Vĩnh Lợi.

## Giao thông

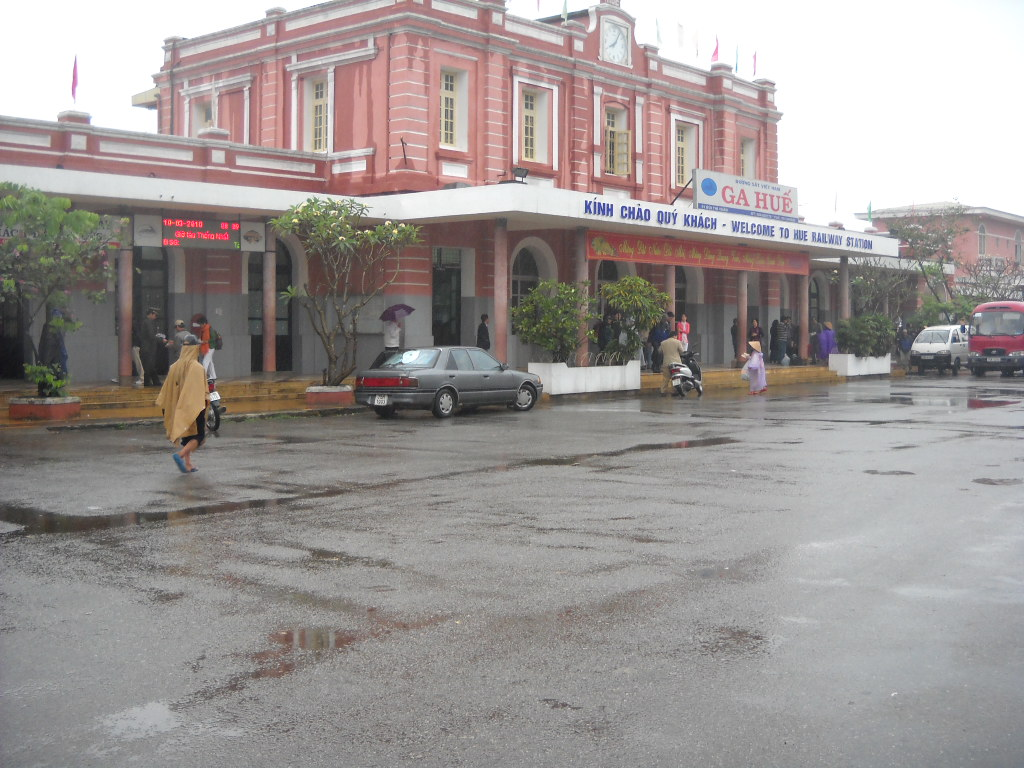
Ga Huế

#### Đường bộ
Toàn thành phố có hơn 2.500 km đường bộ, Quốc lộ 1 và đường cao tốc Bắc - Nam chạy xuyên qua thành phố từ Bắc xuống Nam cùng với các tuyến quốc lộ, tỉnh lộ chạy song song và cắt ngang như quốc lộ 49 (tuyến đường huyết mạch nối từ cảng Thuận An qua nội thành thành phố Huế lên huyện miền núi A Lưới, quốc lộ 49B (kết nối các xã, phường ven biển), tỉnh lộ 2, 3, 4, 5, 6, 7, 8A, 8B, 10A, 10B, 10C, 11A, 11B, 15, 18 và các tỉnh lộ khác.

#### Đường biển và đường thủy
Tổng chiều dài 563 km sông, đầm phá. Thành phố có cảng biển là cảng nước sâu Chân Mây và cảng Thuận An. Cảng Thuận An nằm cách trung tâm thành phố Huế khoảng 13 km về phía đông bắc. Trong nhiều năm thành phố đã tập trung đầu tư cho cảng Thuận An 5 cầu tầu dài 150m, có khả năng tiếp nhận tầu 1.000 tấn, được nhà nước công nhận là cảng biển quốc gia. Cảng nước sâu Chân Mây cách trung tâm thành phố Huế khoảng 49 km về phía Nam đang được triển khai xây dựng một số hạng mục hạ tầng kỹ thuật đầu tiên nhằm khai thác lợi thế trục giao thông Bắc – Nam và tuyến hành lang Đông – Tây, tạo động lực phát triển kinh tế những năm sau.

#### Đường hàng không
Huế có Sân bay quốc tế Phú Bài nằm trên Quốc lộ 1, cách phía Nam trung tâm thành phố khoảng 15 km. Những năm qua, bộ mặt và cơ sở hạ tầng của sân bay Phú Bài đã có những thay đổi đáng kể; đảm bảo cho máy bay Airbus A320, Boeing 747 cất hạ cánh an toàn.

#### Đường sắt
Tuyến đường sắt Bắc – Nam chạy qua thành phố Huế dài 101,2 km đóng một vai trò quan trọng trong giao thông của thành phố.

#### Sự thay đổi tên của một số tuyến đường thuộc quận Phú Xuân và quận Thuận Hóa theo thời gian
- Đường Lê Văn Duyệt đổi thành đường Tăng Bạt Hổ (từ năm 1965 đến nay), quận Phú Xuân.
- Đường Tăng Bạt Hổ đổi thành đường Lê Văn Duyệt (từ năm 1965 đến năm 1976) và nay là đường Nhật Lệ và Thạch Hãn, quận Phú Xuân.
- Đường Trần Bình Trọng nay là đường Đặng Trần Côn, quận Phú Xuân.
- Đường Độc Lập nay là đường 23 Tháng 8, quận Phú Xuân.
- Đường Thống Nhất và Trịnh Minh Thế nay là đường Lê Duẩn, quận Phú Xuân.
- Đường Hùng Vương nay là đường Nguyễn Chí Diểu, quận Phú Xuân.
- Đường Phan Bội Châu nay là đường Phan Đăng Lưu, quận Phú Xuân.
- Đường Nguyễn Hiệu nay là đường Lê Thánh Tôn, quận Phú Xuân.
- Đường Nguyễn Thành nay là đường Xuân 68, quận Phú Xuân.
- Đường Đinh Bộ Lĩnh nay là đường Đinh Tiên Hoàng, quận Phú Xuân.
- Đường Võ Tánh nay là đường Nguyễn Chí Thanh, quận Phú Xuân.
- Một phần đường Huỳnh Thúc Kháng từ cầu Thanh Long đến cầu Bao Vinh nay là đường Đào Duy Anh, quận Phú Xuân.
- Đường Hòa Bình nay là đường Đặng Thái Thân, quận Phú Xuân.
- Đường Cường Để nay là đường Nguyễn Trãi, quận Phú Xuân.
- Đường Lê Đình Đàn nay là đường Trần Nguyên Đán, quận Phú Xuân.
- Đường Ngô Ký nay là đường Nguyễn Cư Trinh, quận Phú Xuân.
- Đường Đặng Nghi nay là đường Hoàng Diệu, quận Phú Xuân.
- Một phần đường Kim Long từ ngã ba đường Nguyễn Hoàng lên đến chùa Linh Mụ nay là đường Nguyễn Phúc Nguyên, quận Phú Xuân.
- Đường Triệu Ẩu nay là đường Bà Triệu, quận Thuận Hóa.
- Đường Huyền Trân Công Chúa nay là đường Bùi Thị Xuân, quận Thuận Hóa.
- Đường Nguyễn Hoàng nay là đường Phan Bội Châu, quận Thuận Hóa.
- Đường Nguyễn Trãi và Trưng Trắc nay là đường Hai Bà Trưng, quận Thuận Hóa.
- Đường Lê Đình Dương nay là đường Phạm Hồng Thái, quận Thuận Hóa.
- Đường Phạm Phú Thứ nay là đường Lương Thế Vinh, quận Thuận Hóa.
- Đường Lê Thánh Tôn nay là đường Hà Nội, quận Thuận Hóa.
- Đường Duy Tân nay là đường Hùng Vương, quận Thuận Hóa.
- Đường Lê Quý Đôn nay là đường Bà Huyện Thanh Quan, quận Thuận Hóa.
- Đường Phạm Hồng Thái nay là đường Bến Nghé, quận Thuận Hóa.
- Đường Trần Văn Nhung nay là đường Trần Quang Khải, quận Thuận Hóa.
- Đường Nguyễn Thị Giang nay là đường Võ Thị Sáu, quận Thuận Hóa.
- Đường Phan Thanh Giản nay là đường Lê Quý Đôn, quận Thuận Hóa.
- Đường Quỳnh Lưu nay là đường Nguyễn Khuyến, quận Thuận Hóa.
- Đường Lam Sơn nay là đường Điện Biên Phủ, quận Thuận Hóa.
- Đường Thuận An nay là đường Nguyễn Sinh Cung. Còn đường Thuận An hiện nay (từ đường Phạm Văn Đồng đến giáp ranh giới phường Dương Nỗ) nằm ở phường Phú Thượng, quận Thuận Hóa.
- Một phần đường Hùng Vương nối dài từ ngã ba đường Ngự Bình về giáp đường Nguyễn Tất Thành nay là đường An Dương Vương, quận Thuận Hóa.

## Danh nhân
- Thời Quân chủ: Phần lớn các vua, chúa nhà Nguyễn.
- Thời hiện đại: (Lưu ý: Danh sách tính cả những người có nguyên quán và sinh quán tại Huế)

| STT | Họ và tên                        | Nghề nghiệp                                                             |
| --- | -------------------------------- | ----------------------------------------------------------------------- |
| 1   | Nguyễn Chí Thanh (1914-1967)     | Đại tướng                                                               |
| 2   | Đại tướng Lê Đức Anh (1920-2019) | nguyên Ủy viên Bộ Chính trị, nguyên Chủ tịch nước                       |
| 3   | Nhà thơ Tố Hữu (1920-2002)       | nguyên Ủy viên Bộ Chính trị, nguyên Phó Thủ tướng Thường trực Chính phủ |
| 4   | Nhà thơ Nguyễn Khoa Điềm (1943)  | nguyên Ủy viên Bộ Chính trị, nguyên Trưởng ban Tuyên giáo Trung ương    |
| 5   | Tôn Nữ Thị Ninh (1947)           | nguyên Phó Chủ nhiệm Ủy ban đối ngoại của Quốc Hội                      |

| STT | Họ và tên                        | Nghề nghiệp                   |
| --- | -------------------------------- | ----------------------------- |
| 1   | Hải Triều (1908-1954)            | Nhà Báo, nhà phê bình văn học |
| 2   | Thanh Hải (1930-1980)            | Nhà thơ                       |
| 3   | Đạm Phương (1881-1947)           | Nhà báo, nhà thơ              |
| 4   | Tôn Nữ Thu Hồng (1922-1948)      | Nhà thơ                       |
| 5   | Hoàng Phủ Ngọc Tường (1937-2023) | Nhà văn                       |
| 5   | Nhã Ca (1939-)                   | Nhà văn                       |

| STT | Họ và tên             | Nghề nghiệp                                                            |
| --- | --------------------- | ---------------------------------------------------------------------- |
| 1   | Tôn Thất Tùng         | GS, Bác sĩ                                                             |
| 2   | Hồ Đắc Di             | GS, Bác sĩ                                                             |
| 3   | Đặng Văn Ngữ          | GS, Bác sĩ                                                             |
| 4   | Tôn Thất Bách         | GS, Bác sĩ                                                             |
| 5   | Điềm Phùng Thị        | Viện sĩ Thông tấn Viện Hàn lâm Khoa học, Văn học và Nghệ thuật châu Âu |
| 6   | Ngô Viết Thụ          | Kiến trúc sư                                                           |
| 7   | Đặng Thùy Trâm        | Bác sĩ, Liệt sĩ                                                        |
| 8   | GS, TS Phan Lương Cầm | Chủ tịch đầu tiên của Hội KH - KT Ăn mòn và Bảo vệ Kim loại Việt Nam   |

| STT | Họ và tên         | Nghề nghiệp                                 |
| --- | ----------------- | ------------------------------------------- |
| 1   | Nguyễn Văn Thương |                                             |
| 2   | Trịnh Công Sơn    |                                             |
| 3   | Văn Giảng         |                                             |
| 4   | Châu Kỳ           |                                             |
| 5   | Hoàng Nguyên      |                                             |
| 6   | Trần Thiện Thanh  |                                             |
| 7   | Lê Mộng Bảo       |                                             |
| 8   | Lê Mộng Nguyên    |                                             |
| 9   | Thu Hồ            |                                             |
| 10  | Phạm Mạnh Cương   |                                             |
| 11  | Nguyễn Hải Phong  |                                             |
| 12  | Bảo Chấn          |                                             |
| 13  | Bảo Phúc          |                                             |
| 14  | Hoài An           |                                             |
| 15  | Võ Hoài Phúc      |                                             |
| 16  | Kim Tuấn          |                                             |
| 17  | Võ Tá Hân         | Nhạc sĩ, doanh nhân, nhà nghiên cứu văn hóa |

| STT | Họ và tên       | Nghề nghiệp     |
| --- | --------------- | --------------- |
| 1   | Đặng Nhật Minh  | NSND - Đạo diễn |
| 2   | Mai Lộc         | NSND - Đạo diễn |
| 3   | Nguyễn Vinh Sơn | NSUT - Đạo diễn |
| 4   | Hà Thúc Ký      | Đạo diễn        |
| 5   | Lê Mộng Hoàng   | NSUT - Đạo diễn |
| 6   | Bảo Nhân        | Đạo diễn        |

| STT | Họ và tên             | Nghề nghiệp                   |
| --- | --------------------- | ----------------------------- |
| 1   | Ngọc Giàu             | NSND - Diễn viên              |
| 2   | Lê Công Tuấn Anh      | Diễn viên                     |
| 3   | Diễm My               | Diễn viên - nữ hoàng ảnh lịch |
| 4   | Mộng Vân              | Diễn viên                     |
| 5   | Lâm Vỹ Dạ             | Diễn viên                     |
| 6   | Cát Tường (diễn viên) | MC - Diễn viên                |
| 7   | Nam Thư               | Diễn viên                     |
| 8   | Phát La               | Diễn viên                     |
| 9   | Gin Tuấn Kiệt         | Diễn viên, ca sĩ              |
| 10  | Lâm Bảo Như           | Diễn viên, người mẫu          |

| Ca sĩ | Ca sĩ              |
| STT   | Họ và tên          |
| ----- | ------------------ |
| 1     | Hà Thanh           |
| 2     | Hồng Vân           |
| 3     | Quang Linh         |
| 4     | Bảo Yến            |
| 5     | Nhã Phương         |
| 6     | Lynda Trang Đài    |
| 7     | Hồ Ngọc Hà         |
| 8     | Quang Lê           |
| 9     | Long Nhật          |
| 10    | Đan Nguyên         |
| 11    | Quang Hùng MasterD |

| Thể thao | Thể thao             | Thể thao                                     |
| STT      | Họ và tên            | Nghề nghiệp                                  |
| -------- | -------------------- | -------------------------------------------- |
| 1        | Lê Văn Tâm           | Cựu tuyển thủ ĐTQG Việt Nam Cộng hòa         |
| 2        | Lê Huỳnh Đức         | Huấn luyện viên, cựu tuyển thủ ĐTQG Việt Nam |
| 3        | Nguyễn Viết Rớt      | Cựu tuyển thủ ĐTQG Việt Nam Cộng hòa         |
| 4        | Đoàn Phùng           | Huấn luyện viên, từng dẫn dắt U20 Việt Nam   |
| 5        | Lê Đức Anh Tuấn      | Cựu tuyển thủ ĐTQG Việt Nam                  |
| 6        | Lê Văn Trương        | Cựu tuyển thủ ĐTQG Việt Nam                  |
| 7        | Hồ Văn Lợi           | Cựu cầu thủ, vua phá lưới V-League 2001–02   |
| 8        | Nguyễn Thị Mỹ Hạnh   | Đô vật                                       |
| 9        | Nguyễn Thị Mỹ Trang  | Đô vật                                       |
| 10       | Nguyễn Thị Thanh Nhi | Cung thủ                                     |

| STT | Họ và tên              | Nghề nghiệp              |
| --- | ---------------------- | ------------------------ |
| 1   | Hà Kiều Anh            | Hoa hậu Việt Nam 1992    |
| 2   | Mai Phương (sinh 1999) | Hoa hậu thế giới VN 2022 |
| 3   | Hà Thu                 | Á hậu                    |

## Thành phố kết nghĩa
Qua các kì lễ hội và nhiều hoạt động hợp tác, ngày càng nhiều thành phố, tỉnh, vùng kết nghĩa với thành phố Huế như:
- Hà Nội, Việt Nam
- Thành phố Hồ Chí Minh, Việt Nam
- Thành phố Québec, Canada
- Edmonton, Canada
- Gyeongju, Hàn Quốc
- Nord Pas de Calais, Pháp
- Poitou Charentes, Pháp
- Chiết Giang, Trung Quốc
- Shizuoka, Nhật Bản
- Tokyo, Nhật Bản
- Quảng Châu, Trung Quốc
- Quảng Tây, Trung Quốc
- Rennes, Pháp
- Blois, Pháp
- Moskva, Nga
- Bandar-e Anzali, Iran[44]
- Honolulu, Hoa Kỳ[45]
- New Haven, Hoa Kỳ[45]

## Hình ảnh

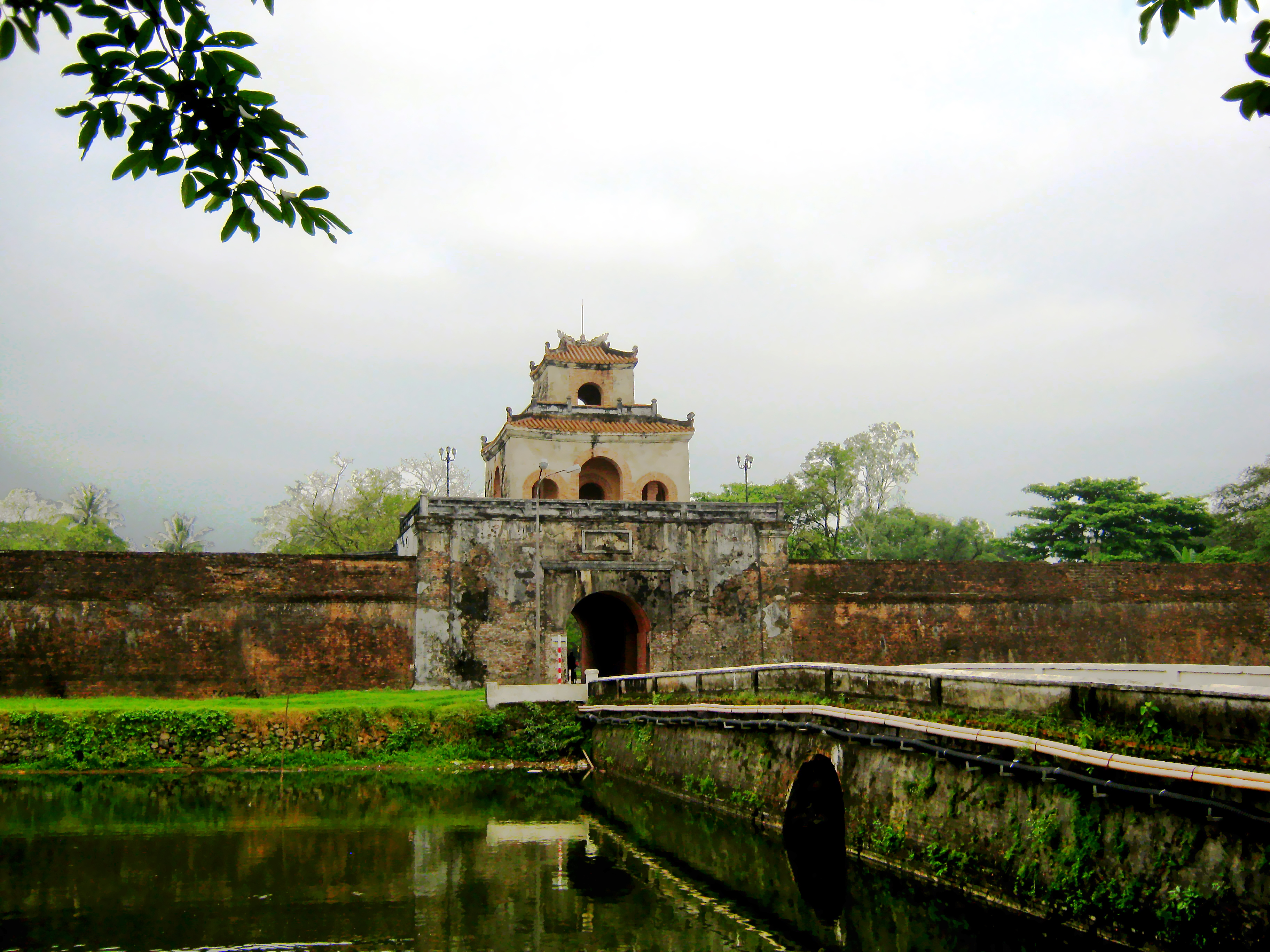
Cửa Thượng Tứ
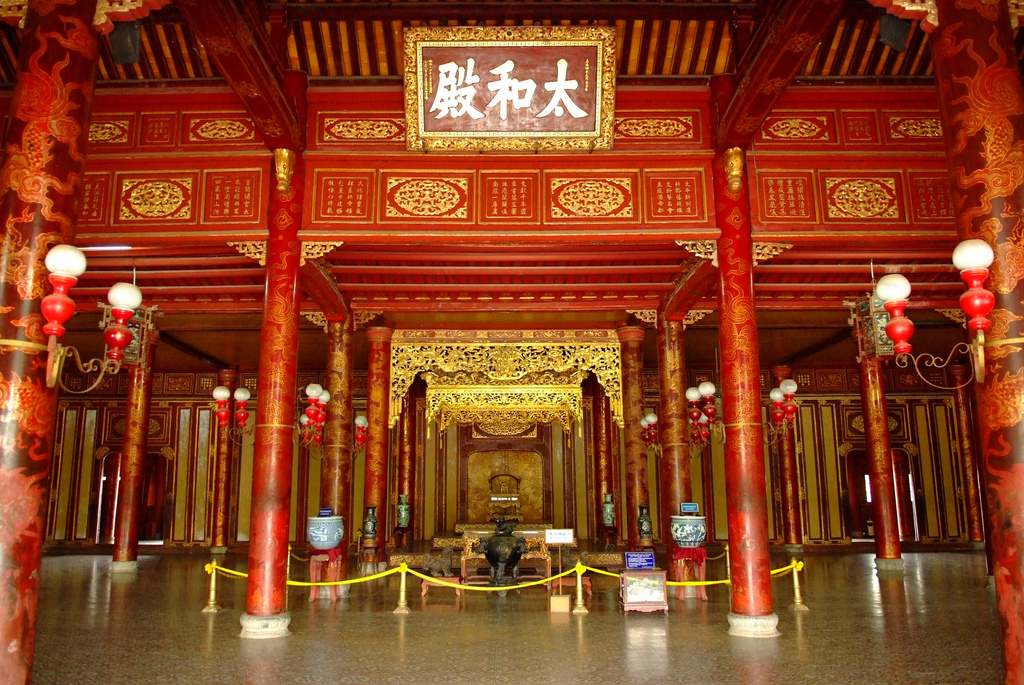
Bên trong điện Thái Hòa
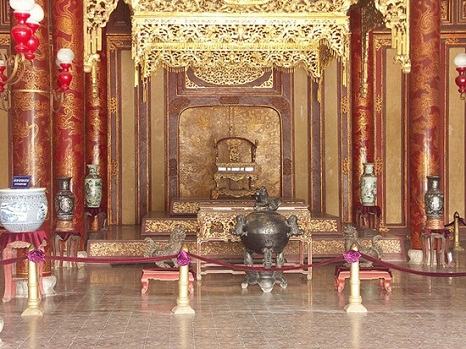
Ngai vàng trong điện Thái Hòa
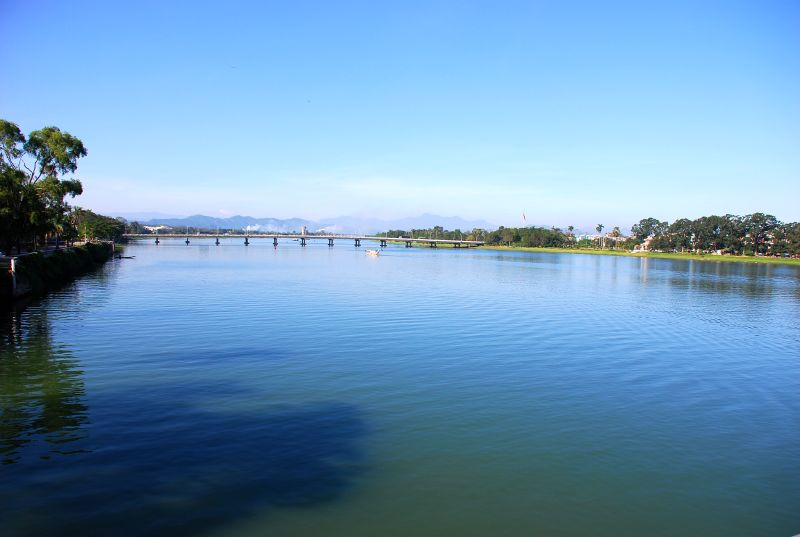
Sông Hương
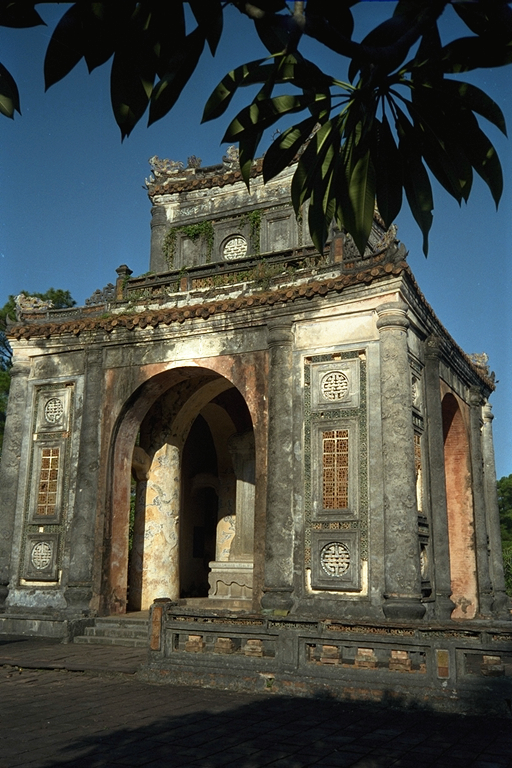
Bia đá ở Lăng Tự Đức
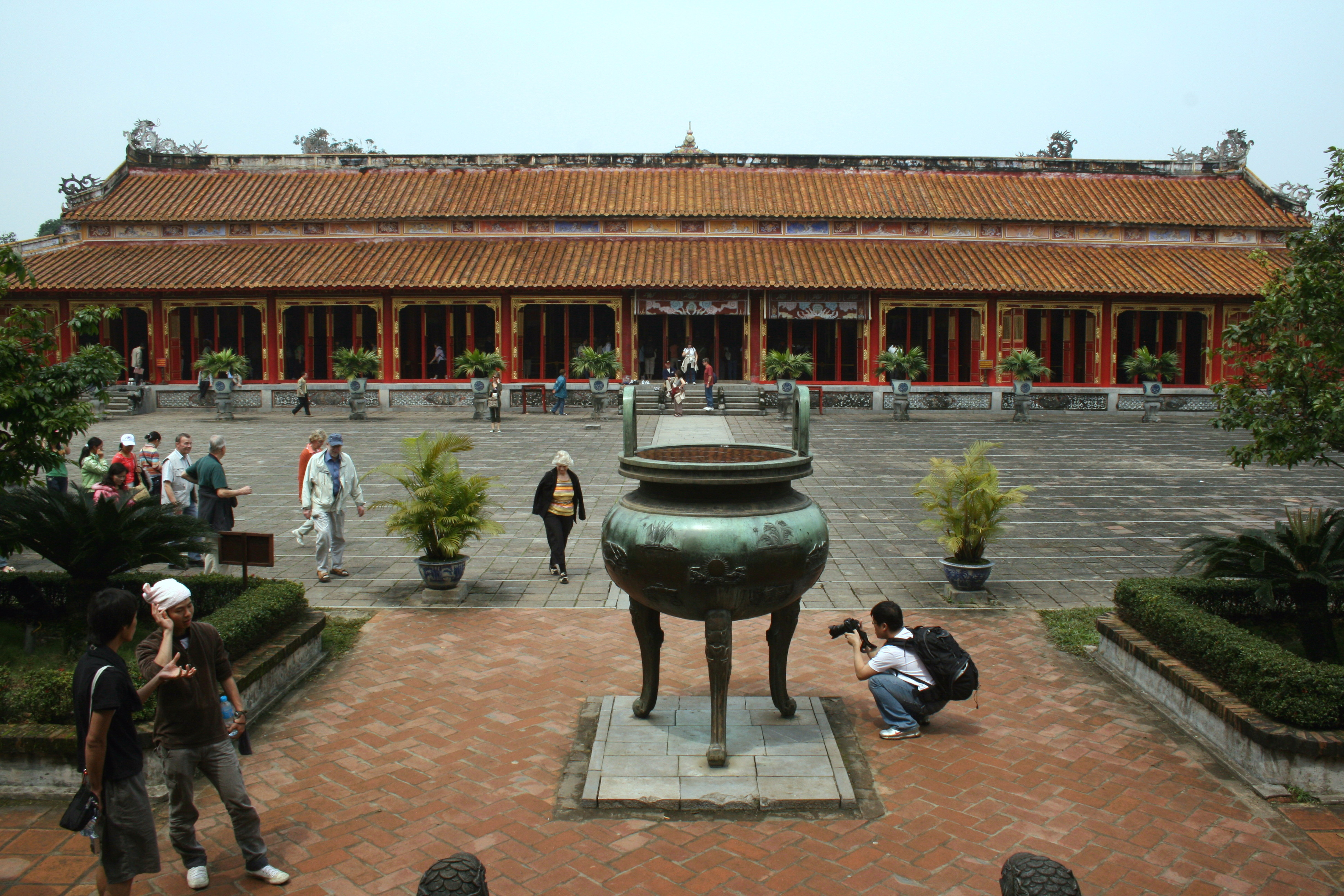
Thế Miếu
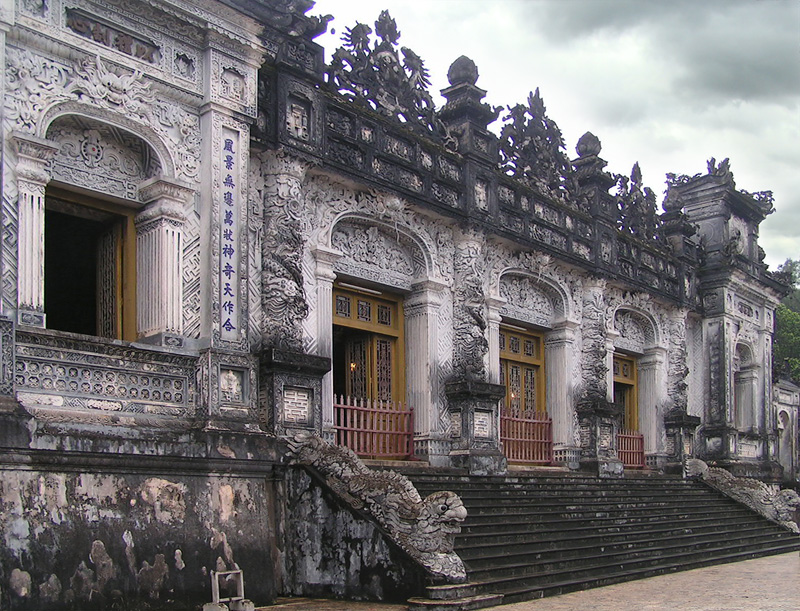
Lăng Khải Định
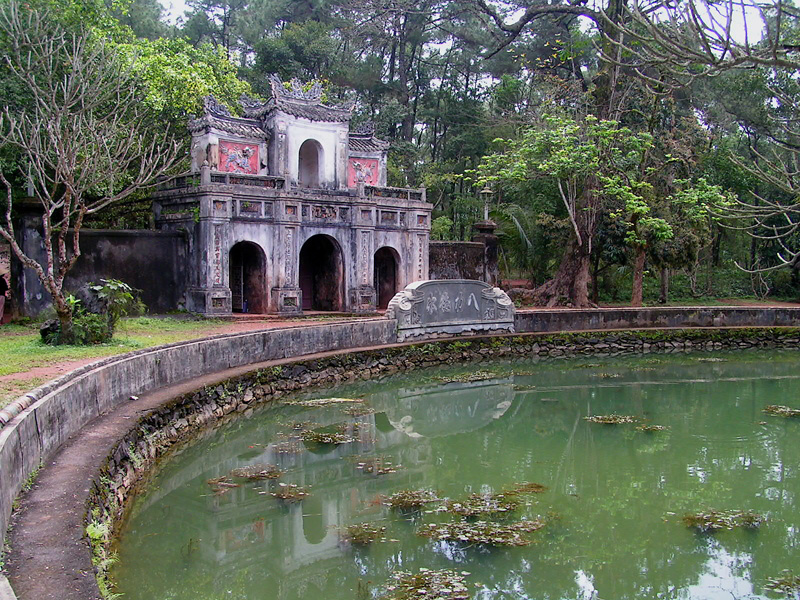
Chùa Từ Hiếu
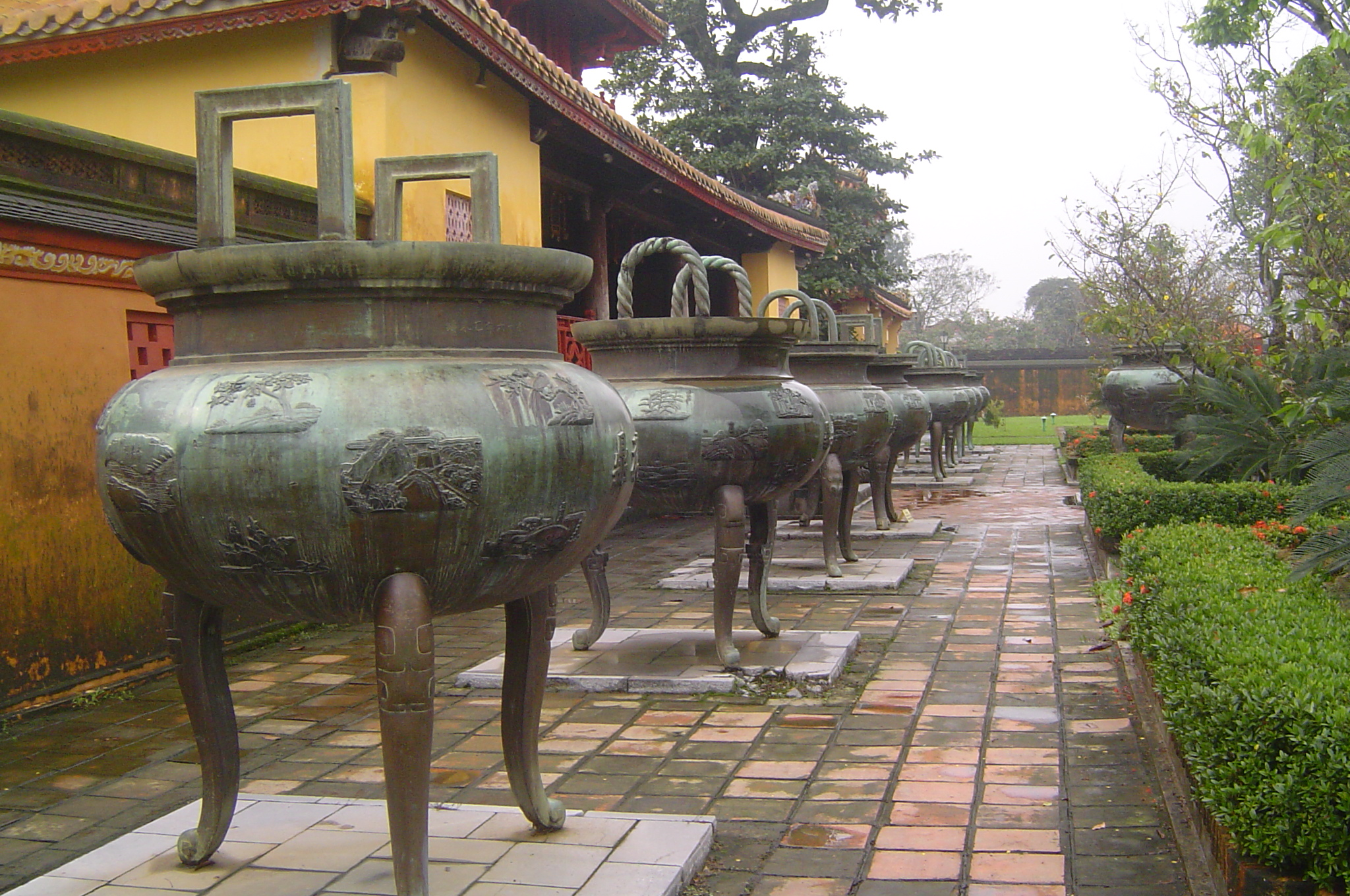
Cửu Đỉnh trong Đại Nội, Huế.
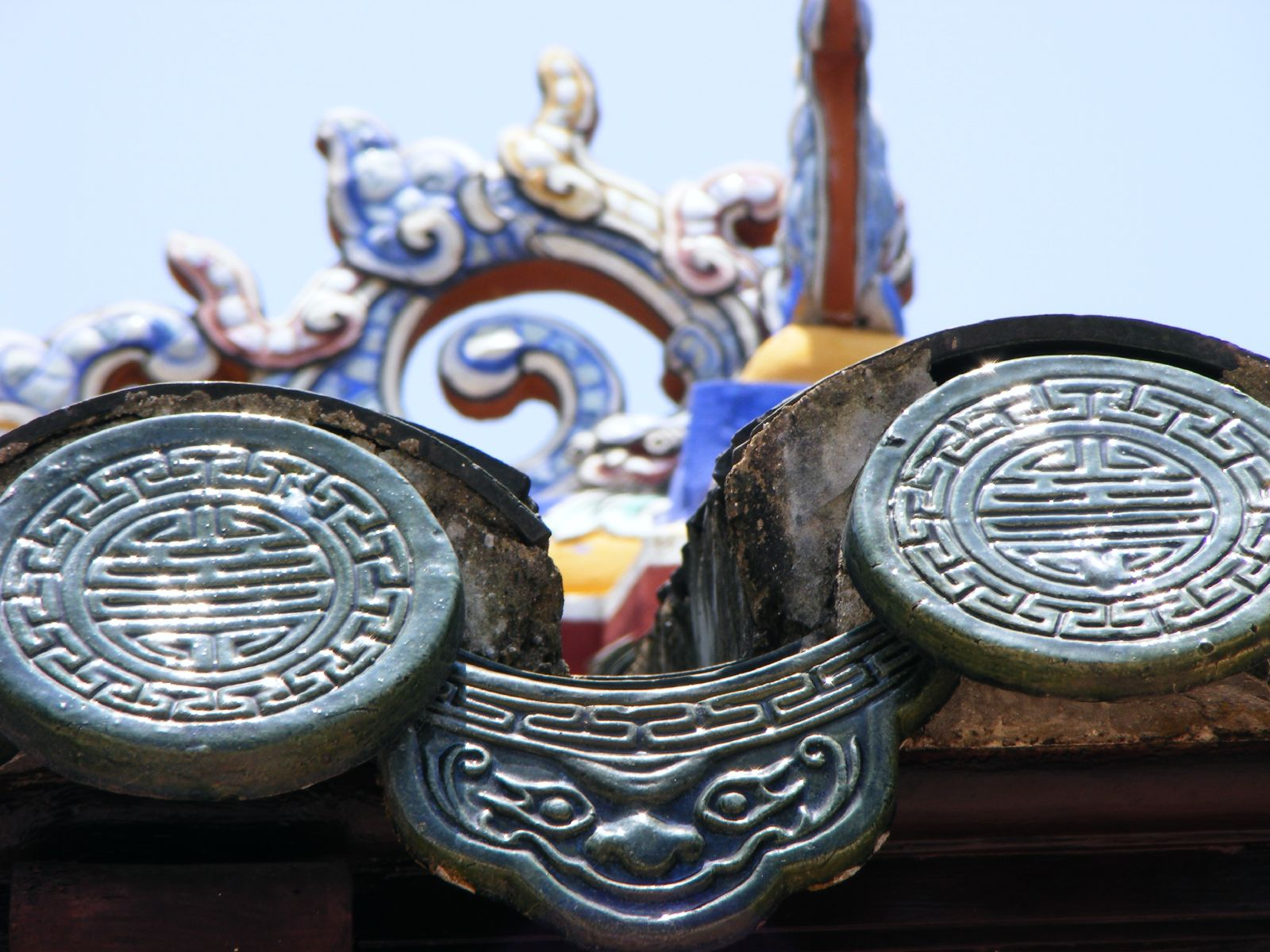
Chi tiết mái ngói cổ, Huế
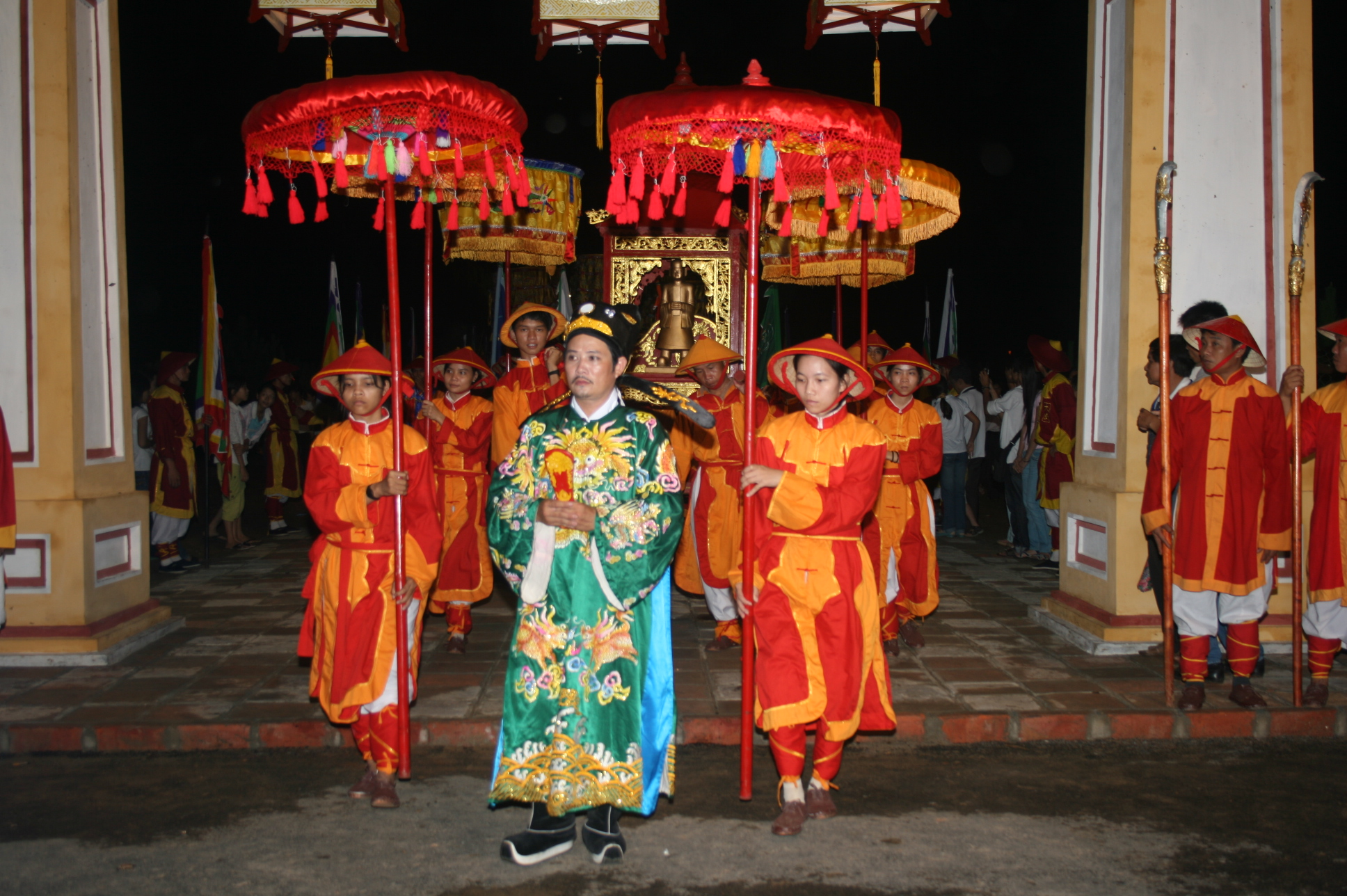
Festival Huế
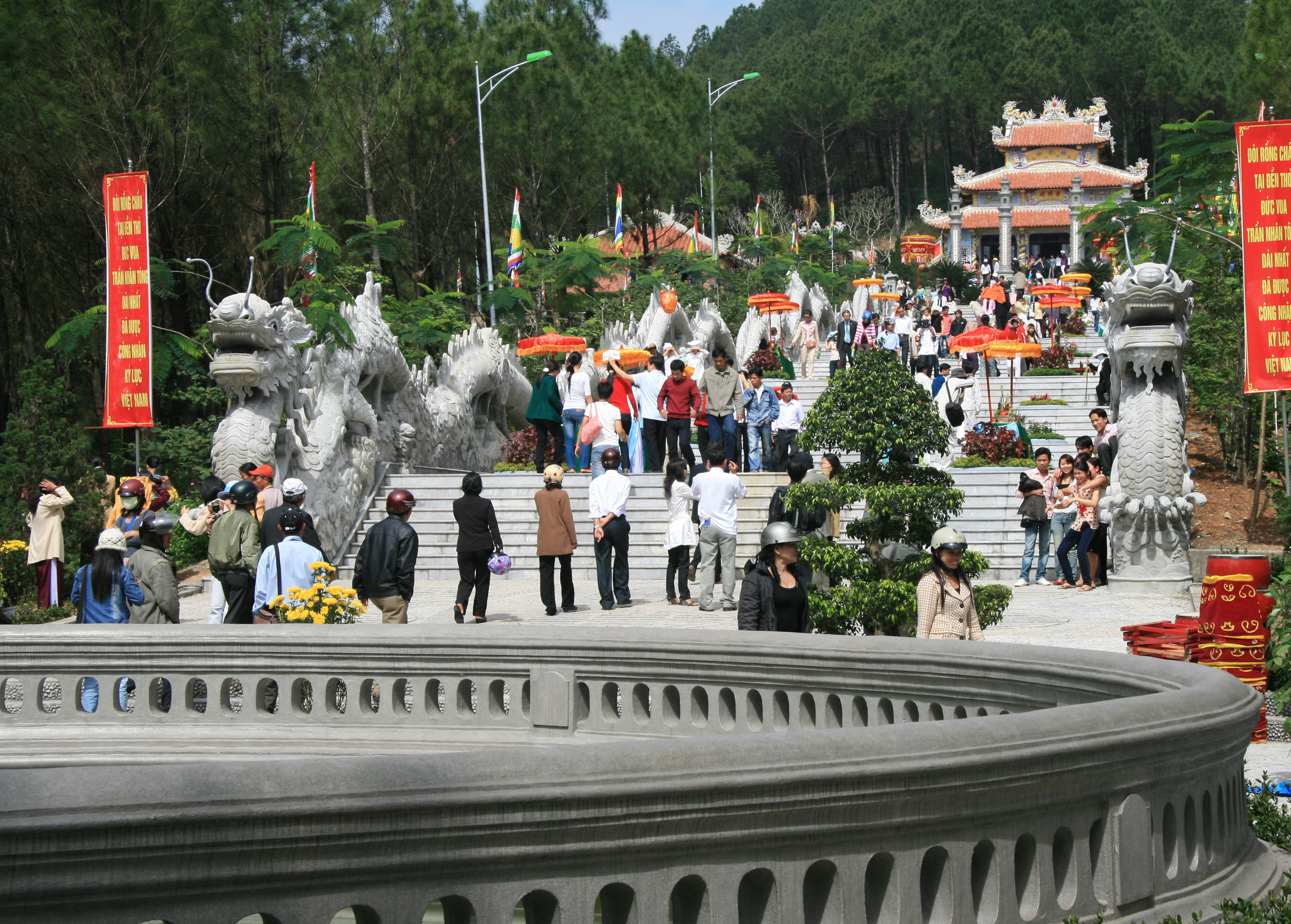
Đền thờ Huyền Trân Công Chúa
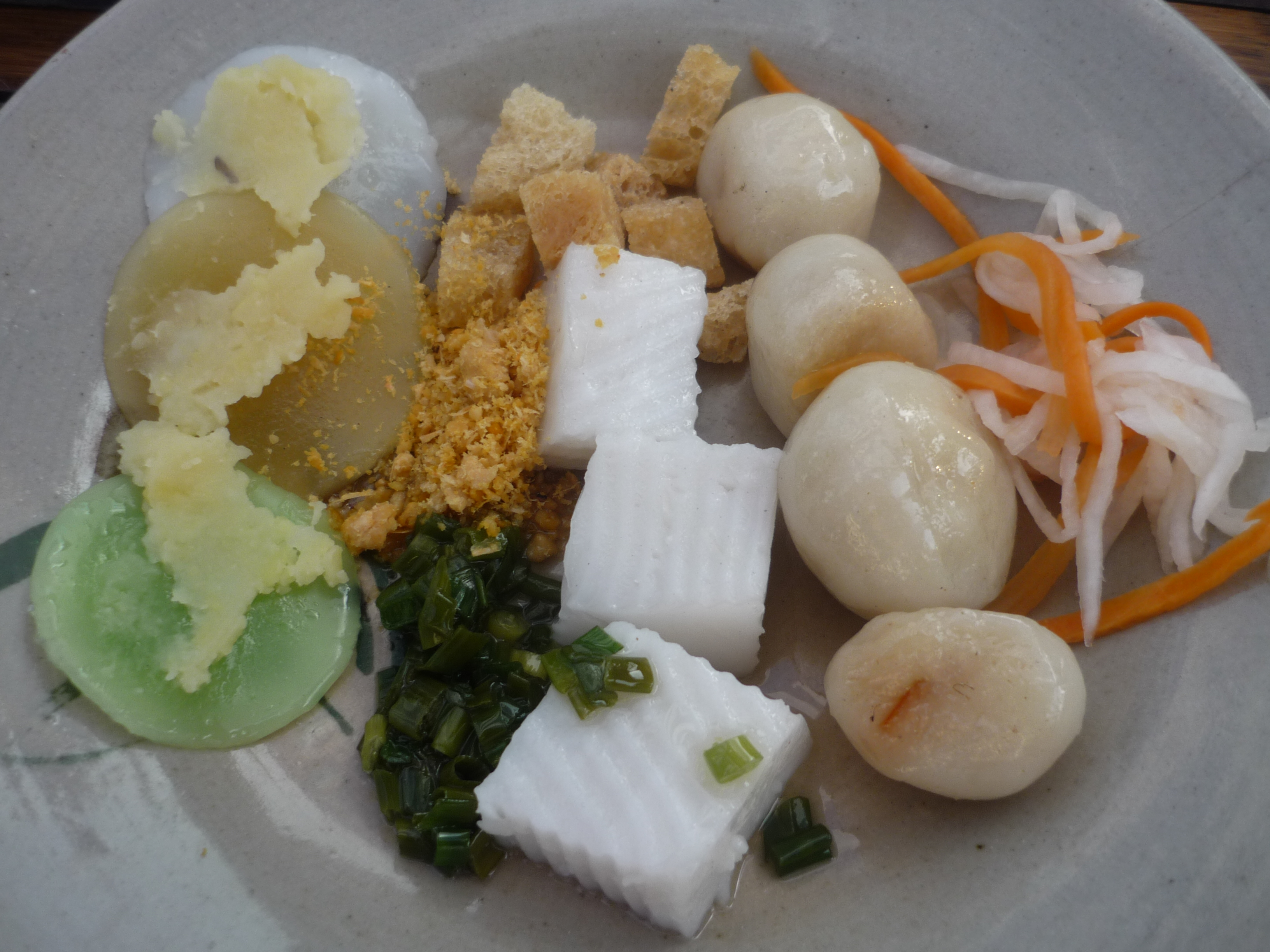
Bánh trái của Huế
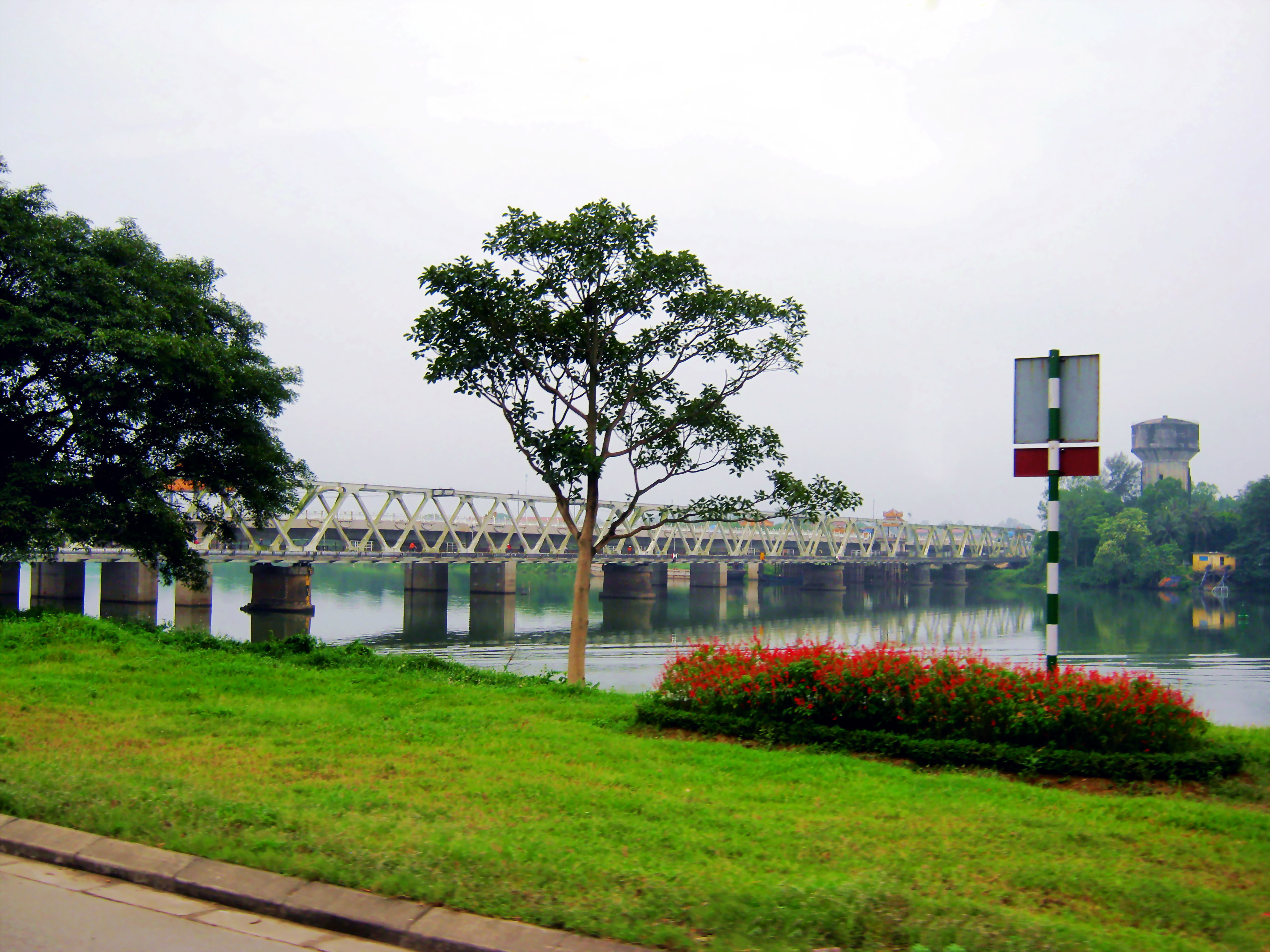
Cầu Bạch Hổ và cầu Dã Viên
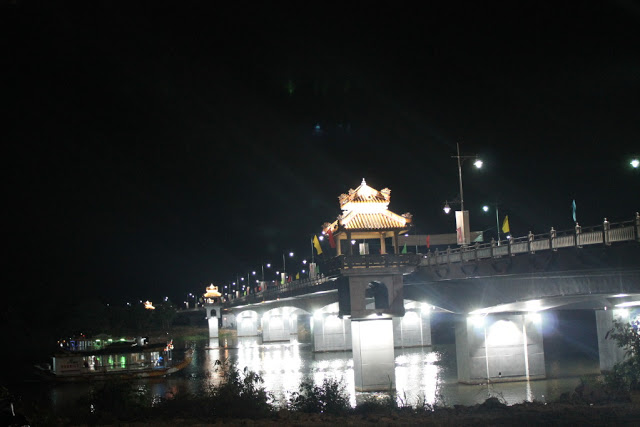
Cầu Dã Viên
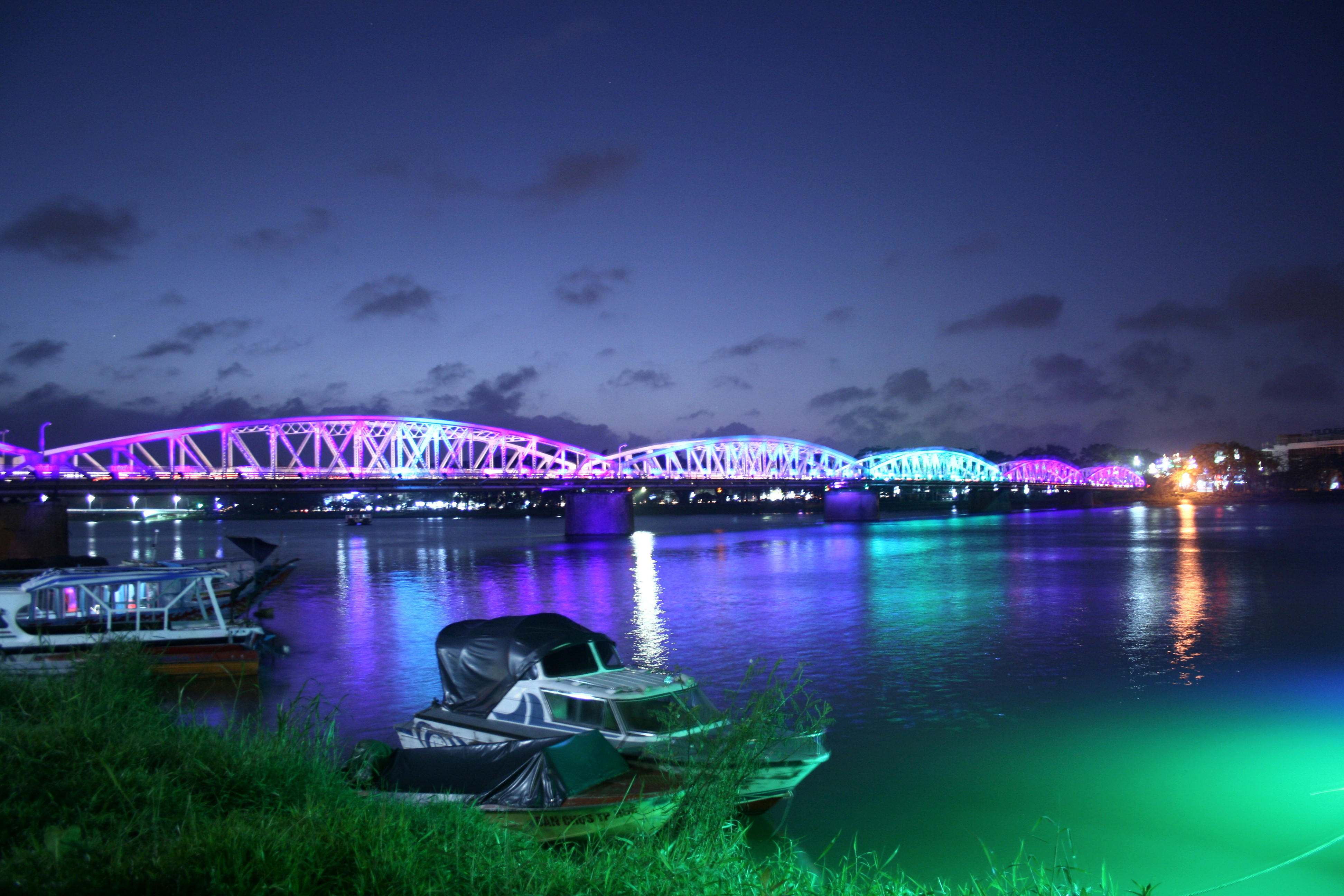
Cầu Trường Tiền về đêm
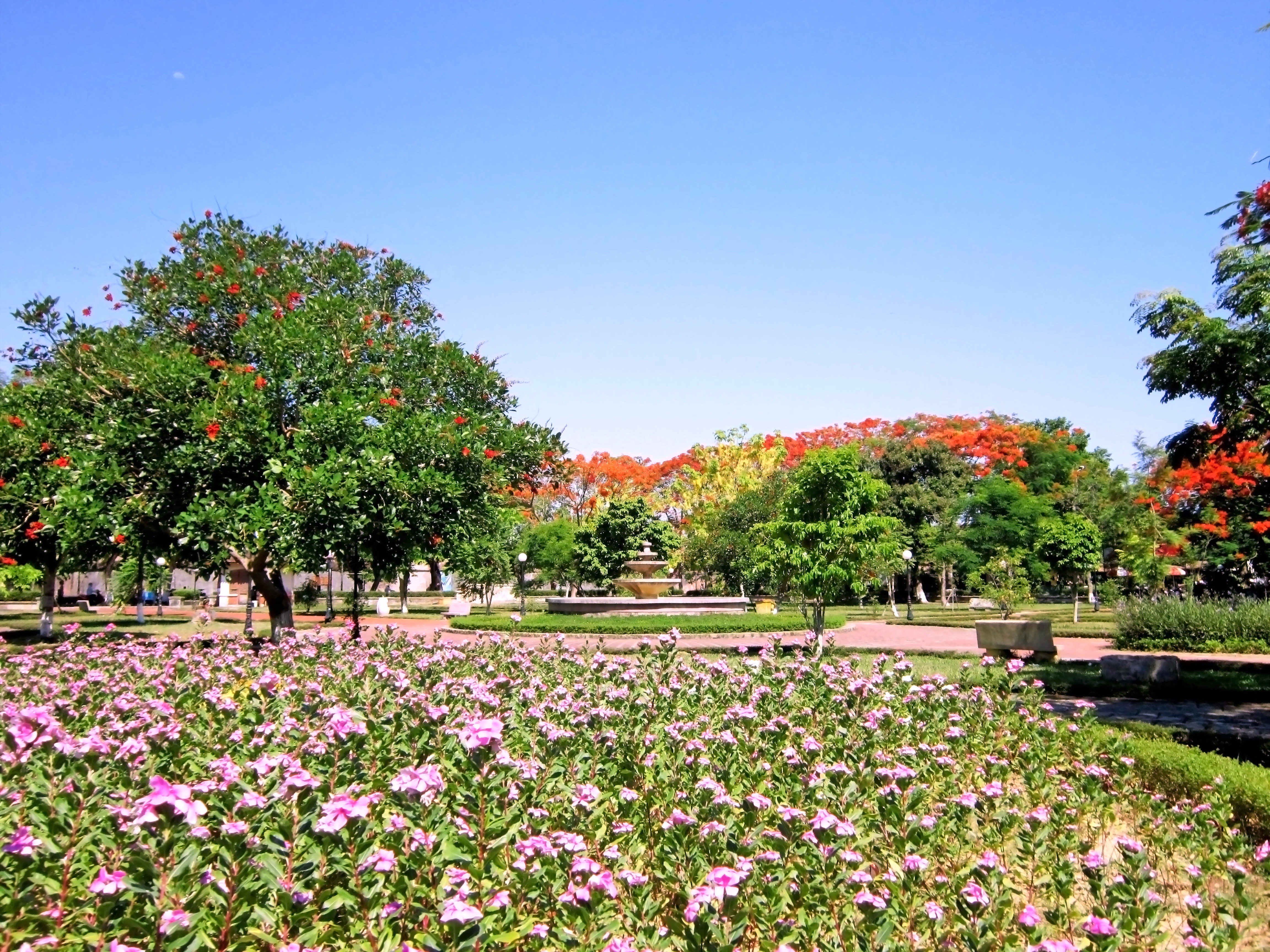
Công viên Nguyễn Văn Trỗi. Khi xưa Tôn Nhân Phủ của nhà Nguyễn đặt ở đây.
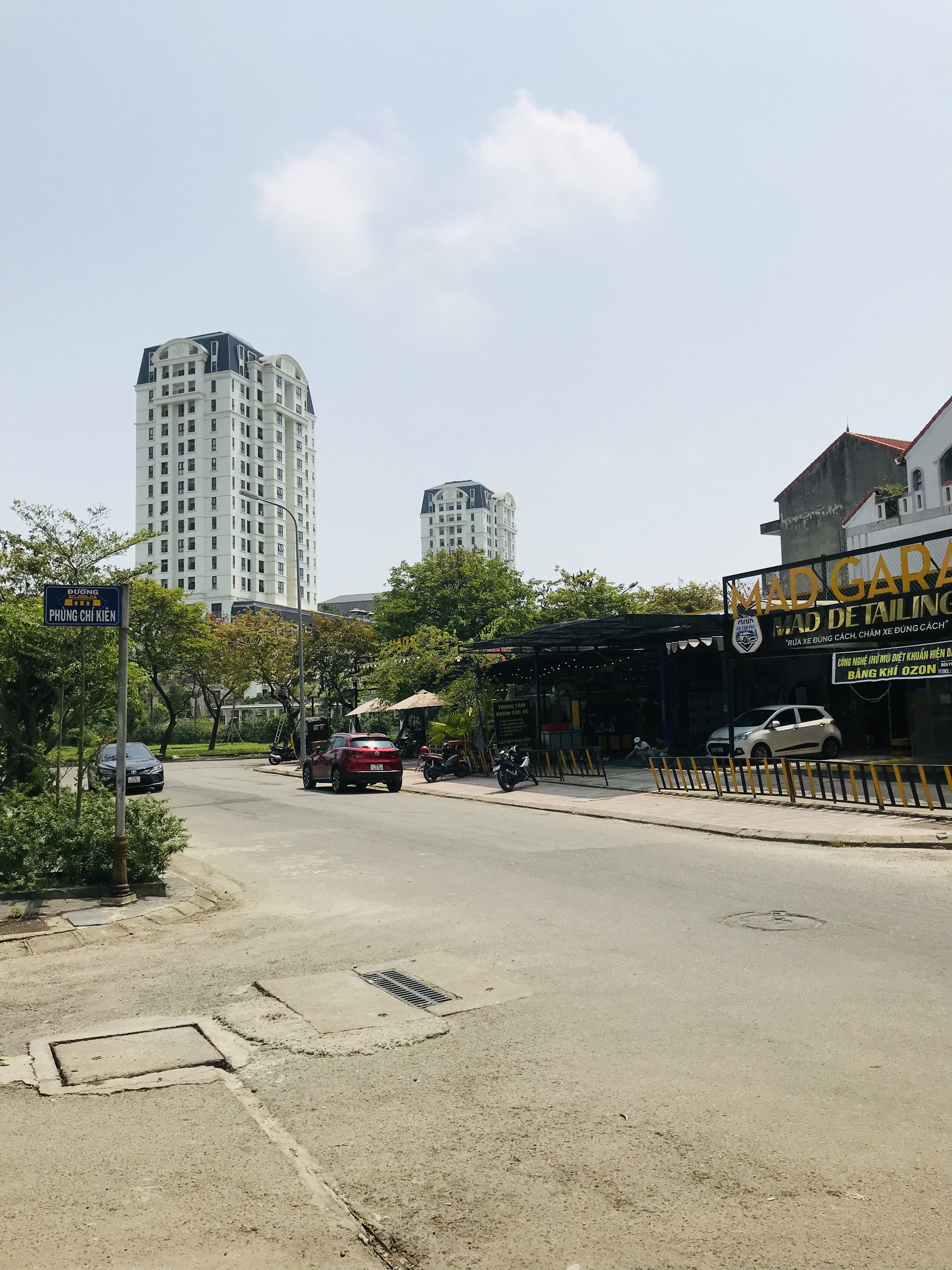

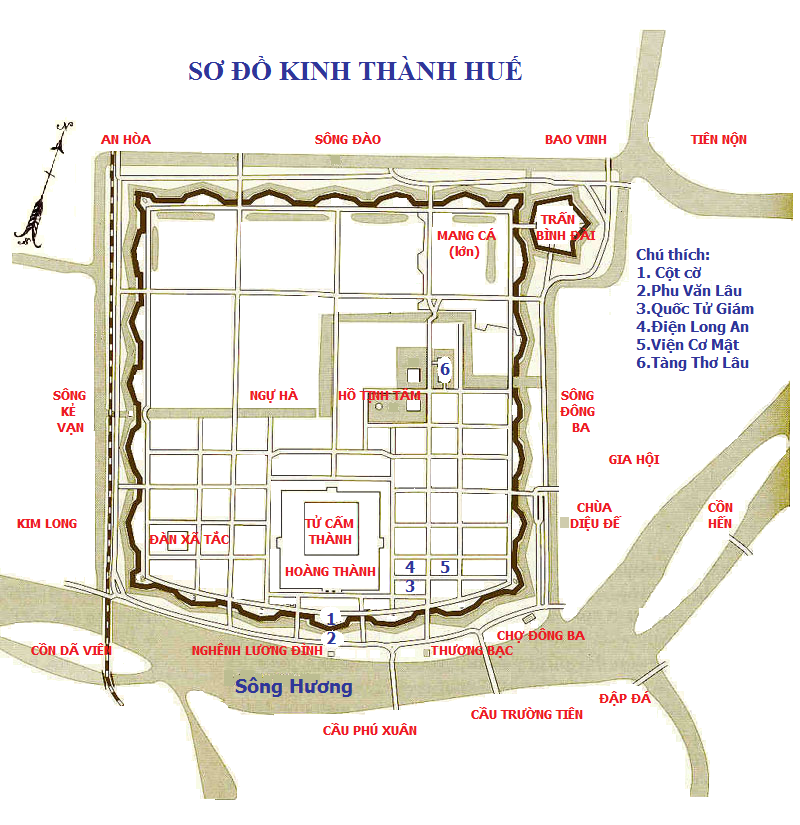
Bản đồ Kinh thành Huế và một số di tích
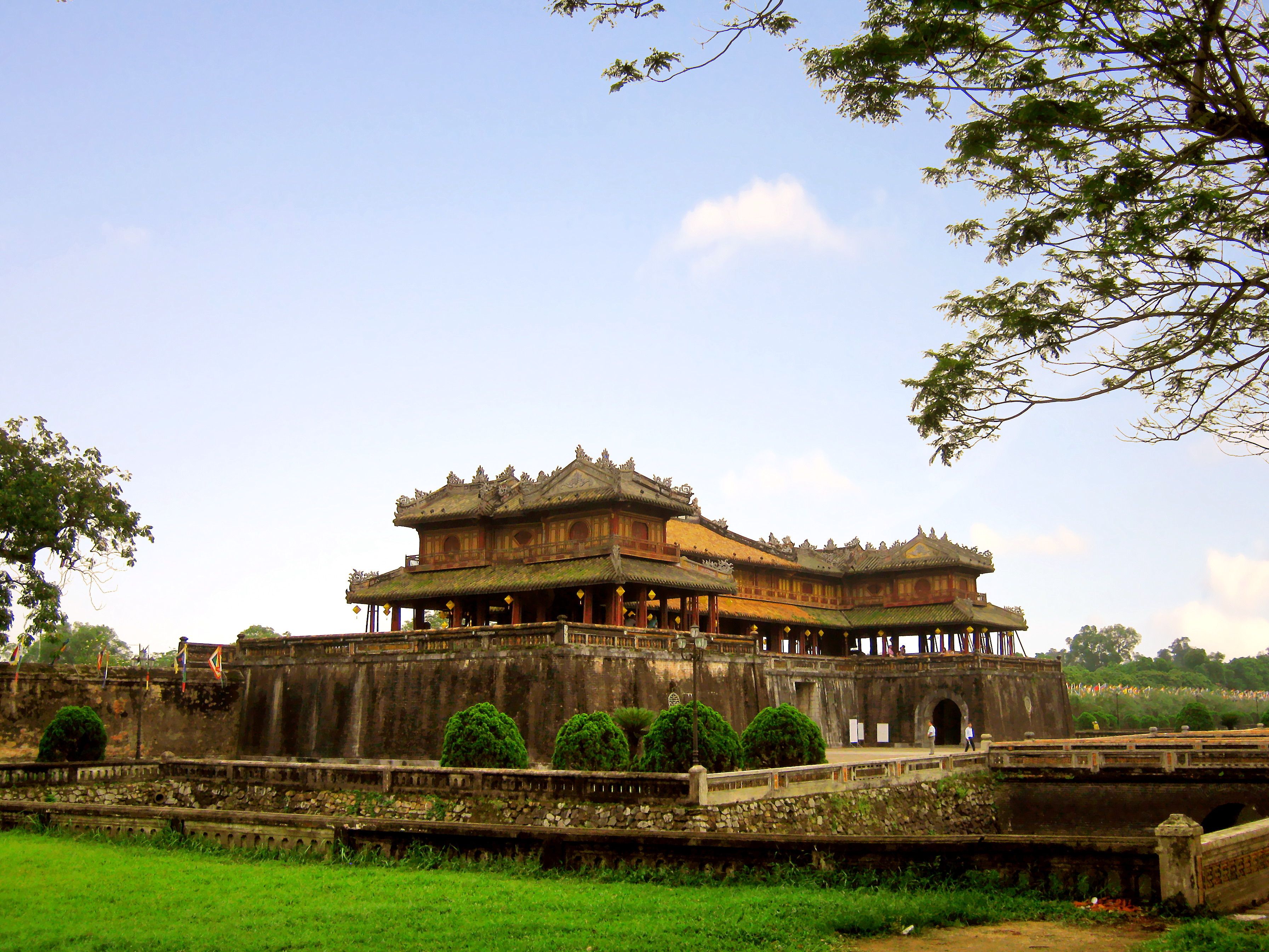
Hoàng thành Huế (Đại Nội)
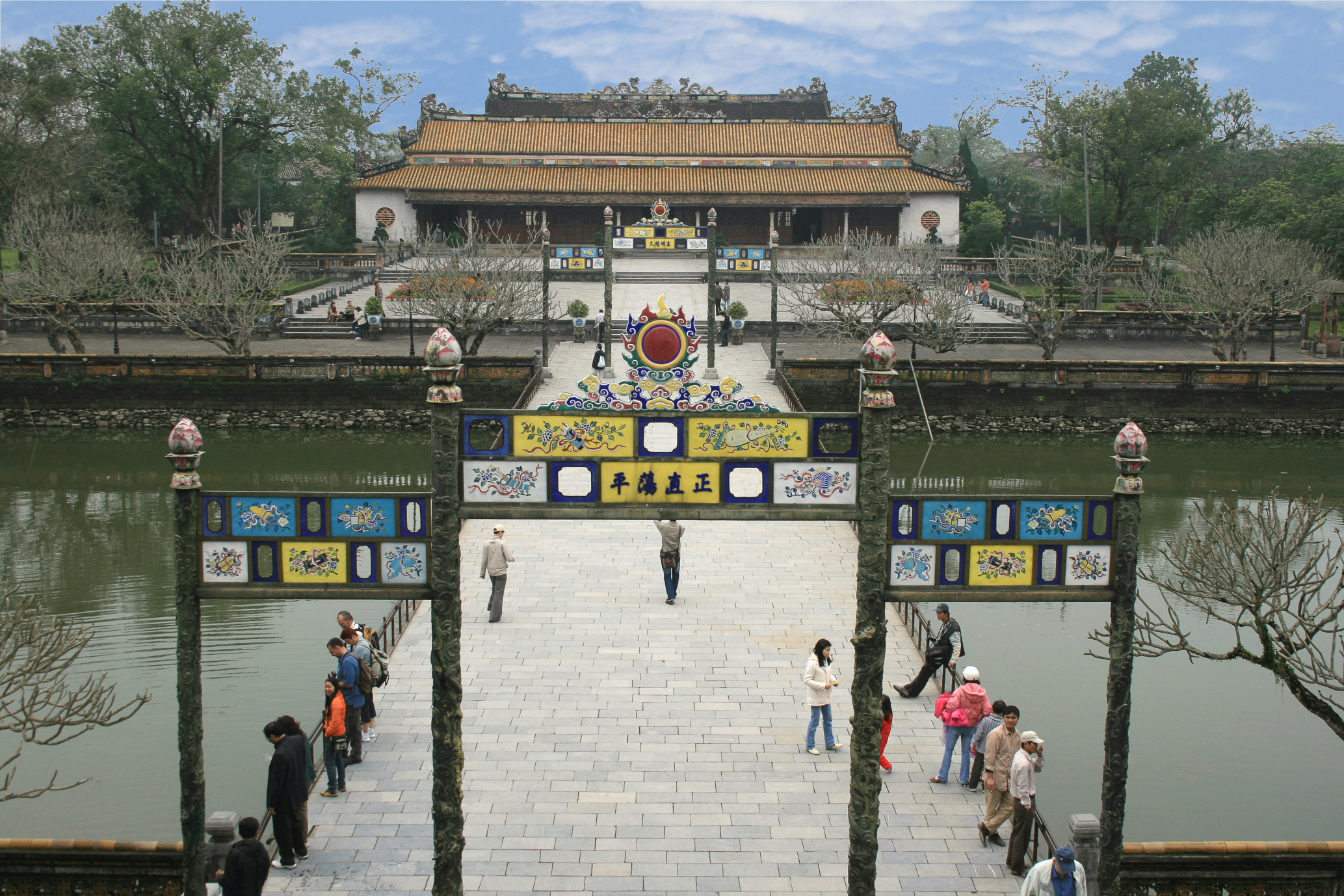
Điện Thái Hoà
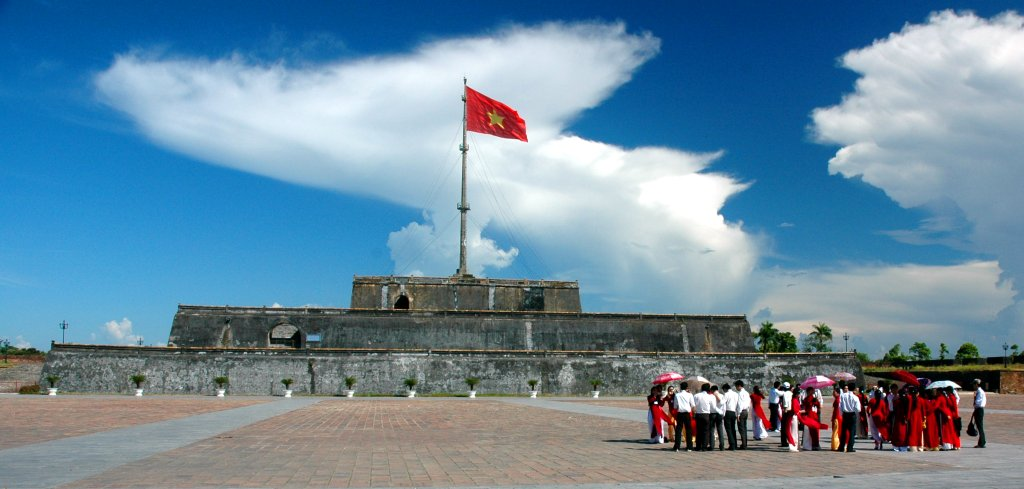
Kỳ đài và Quảng trường Ngọ Môn
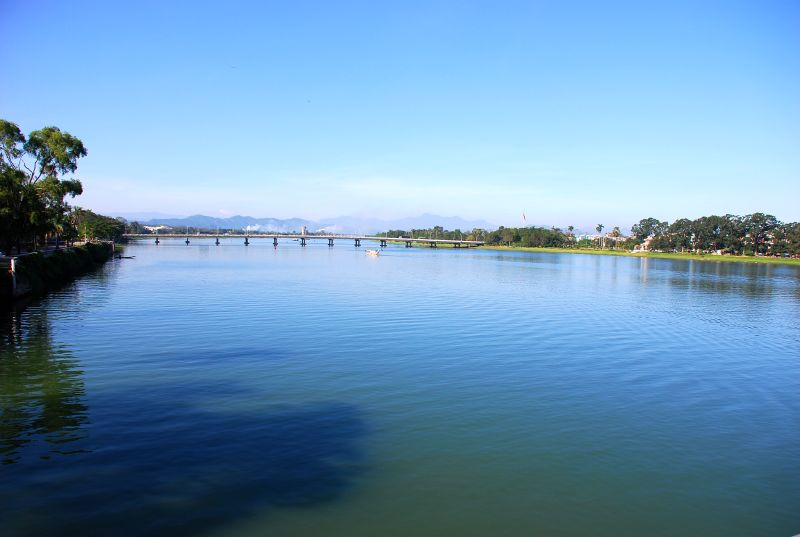
Sông Hương
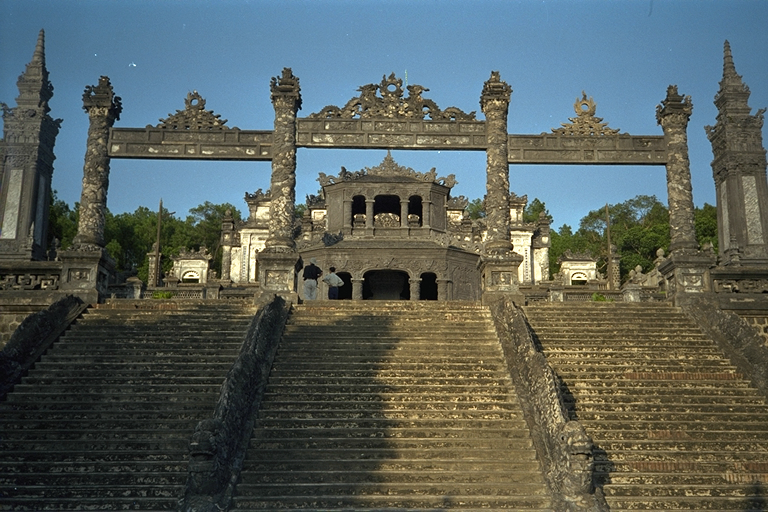
Lăng Khải Định
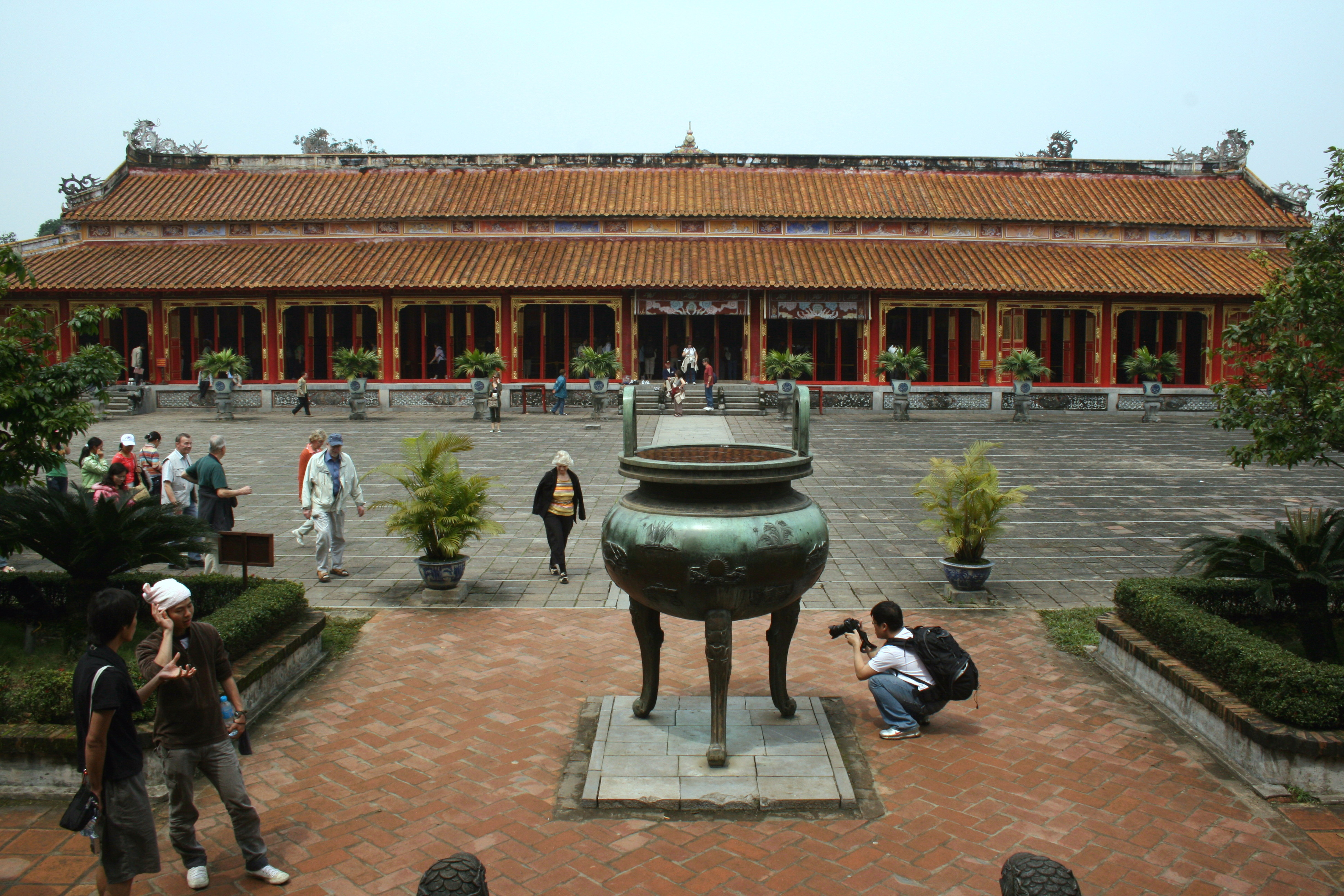
Thế Tổ miếu (Hoàng thành Huế)
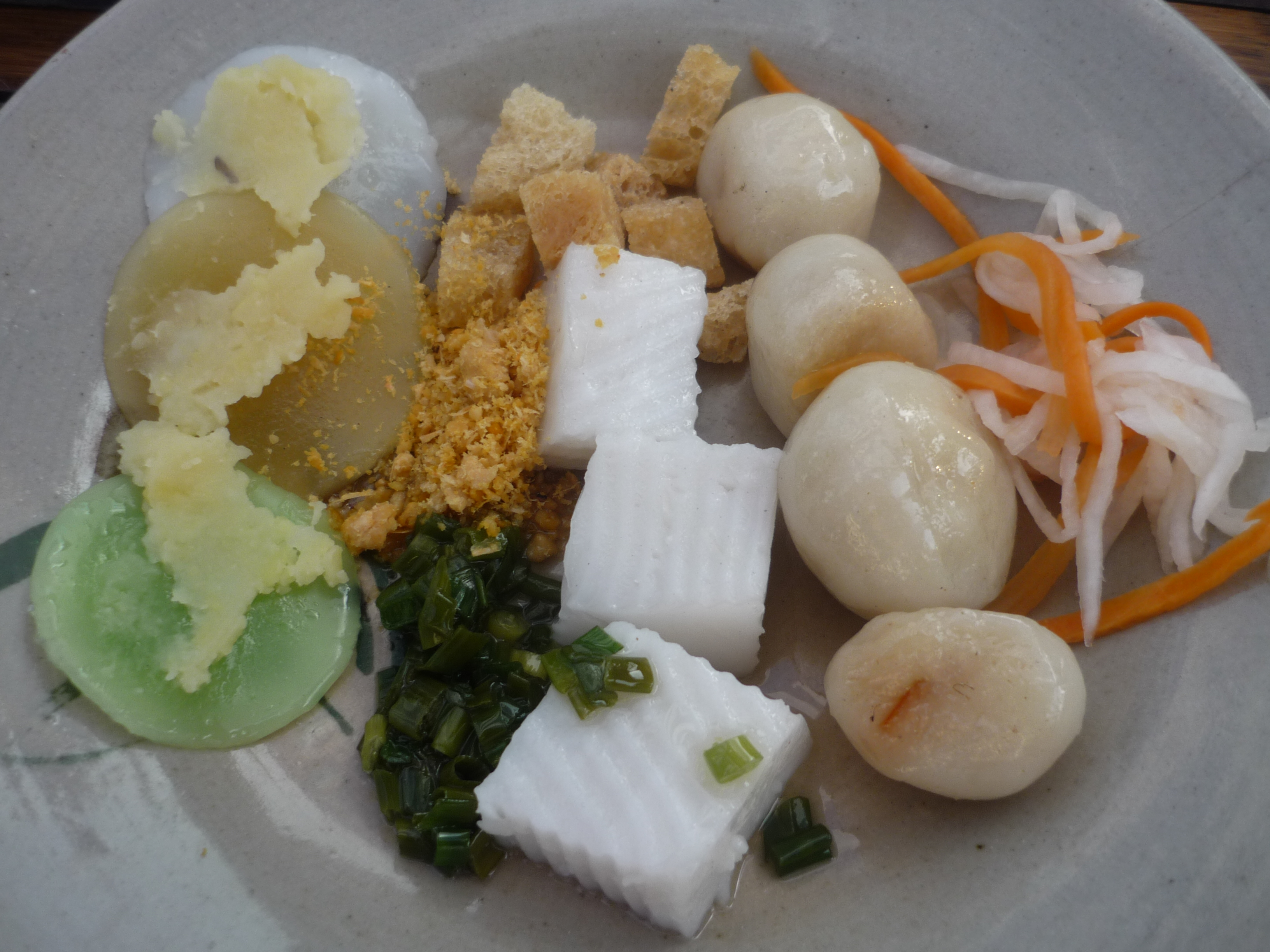
Các loại bánh Huế (bánh nậm, bánh đúc, bánh bèo)
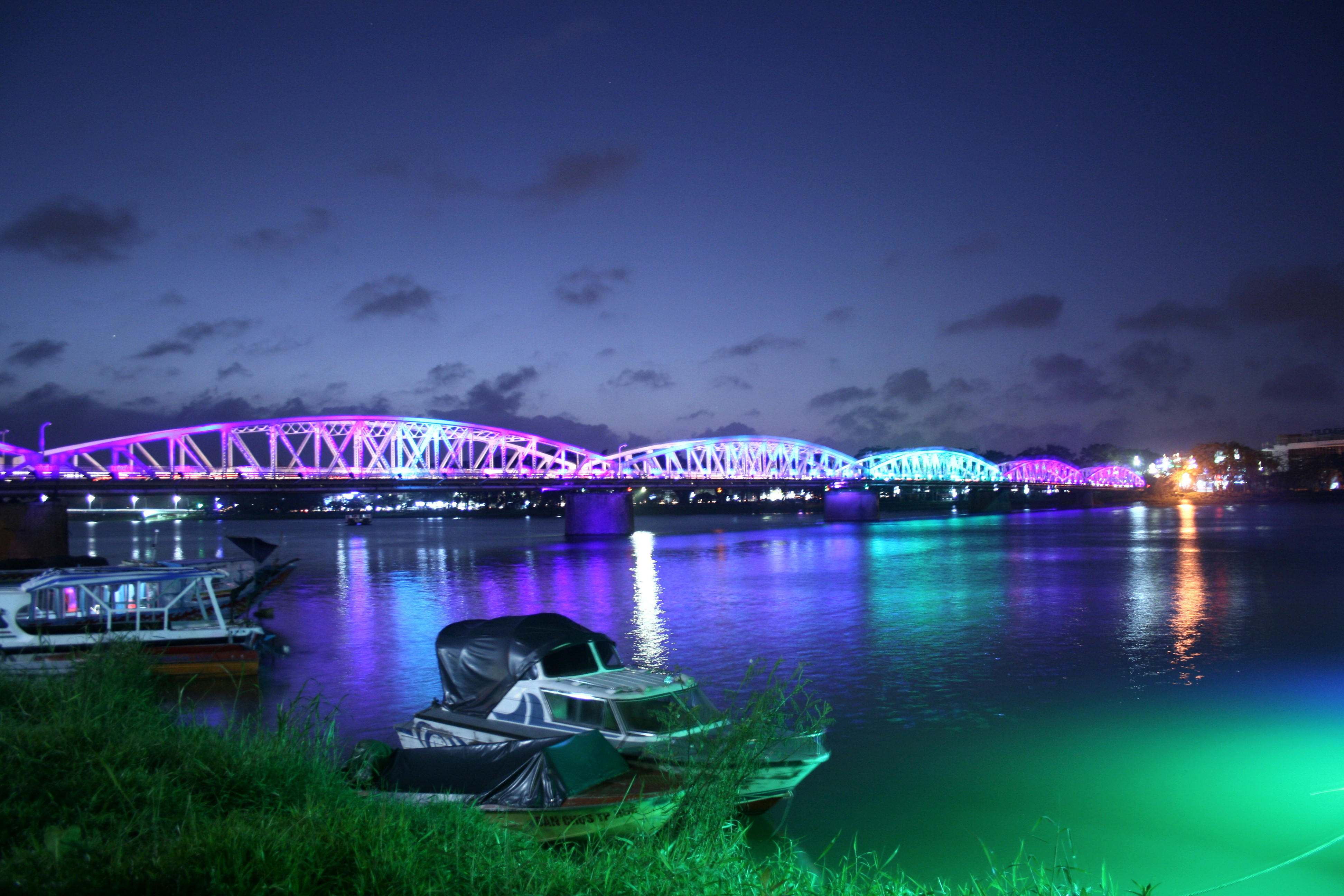
Cầu Trường Tiền về đêm
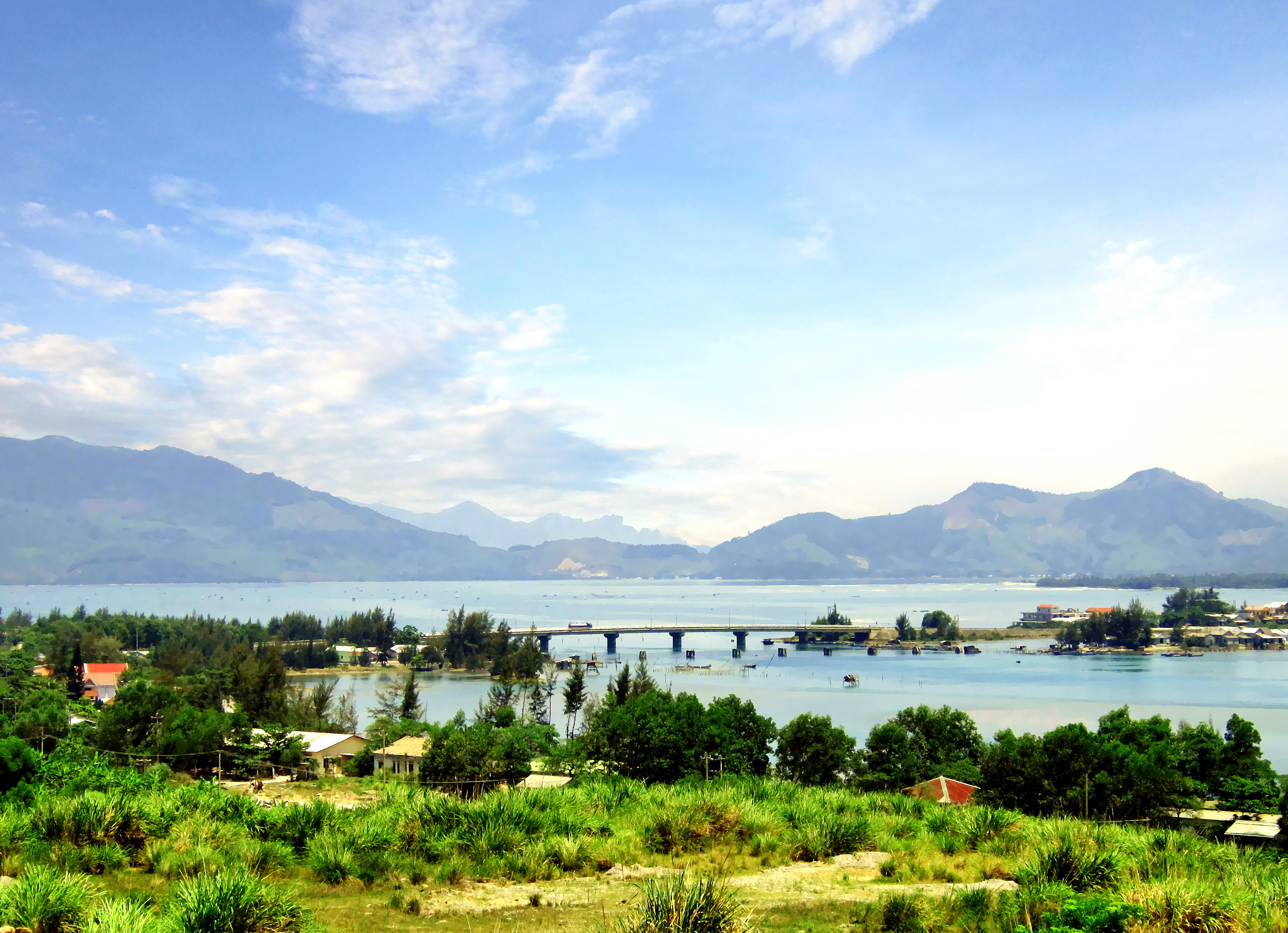
Một cảnh ở Lăng Cô
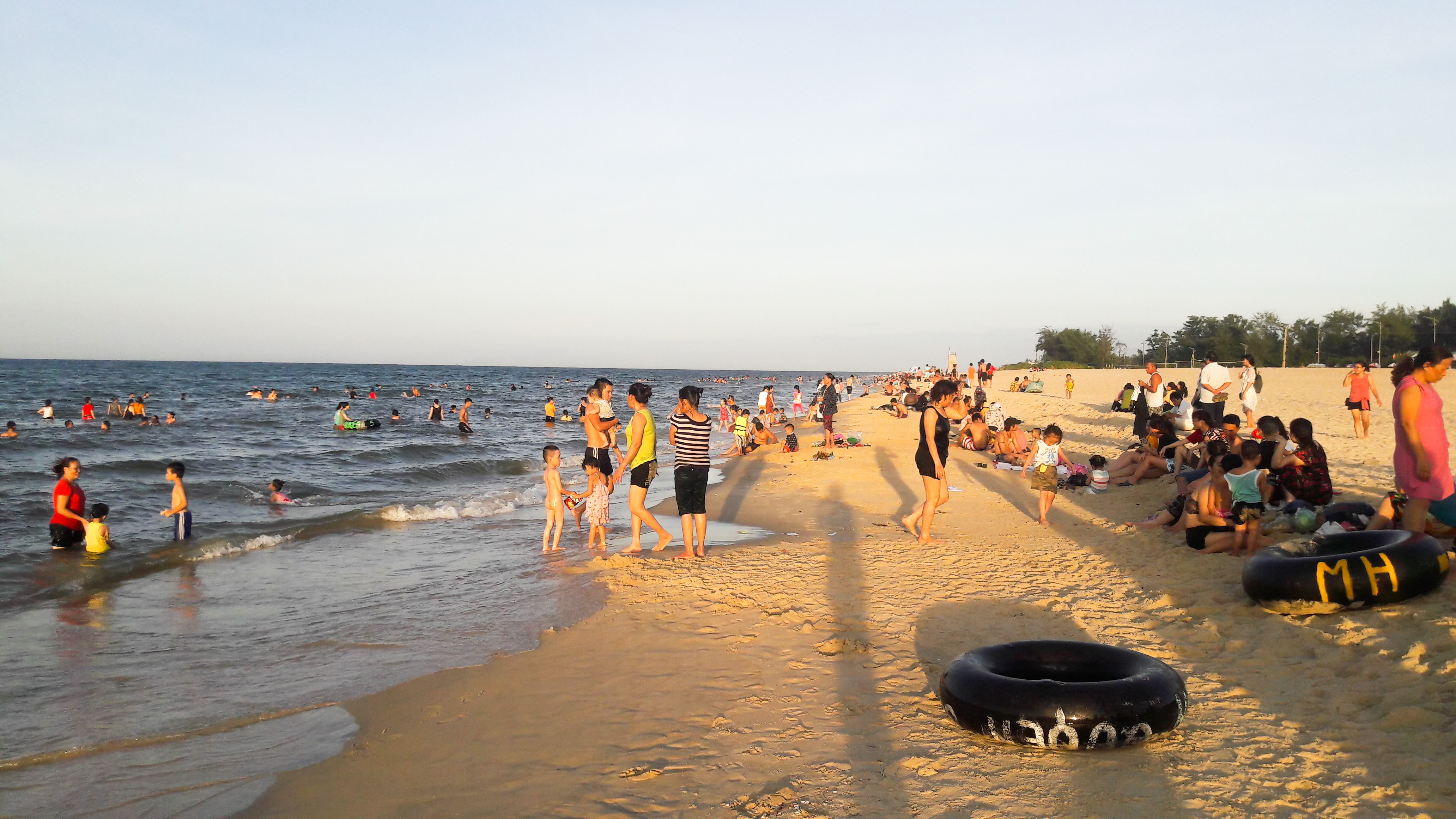
Bãi biển Thuận An
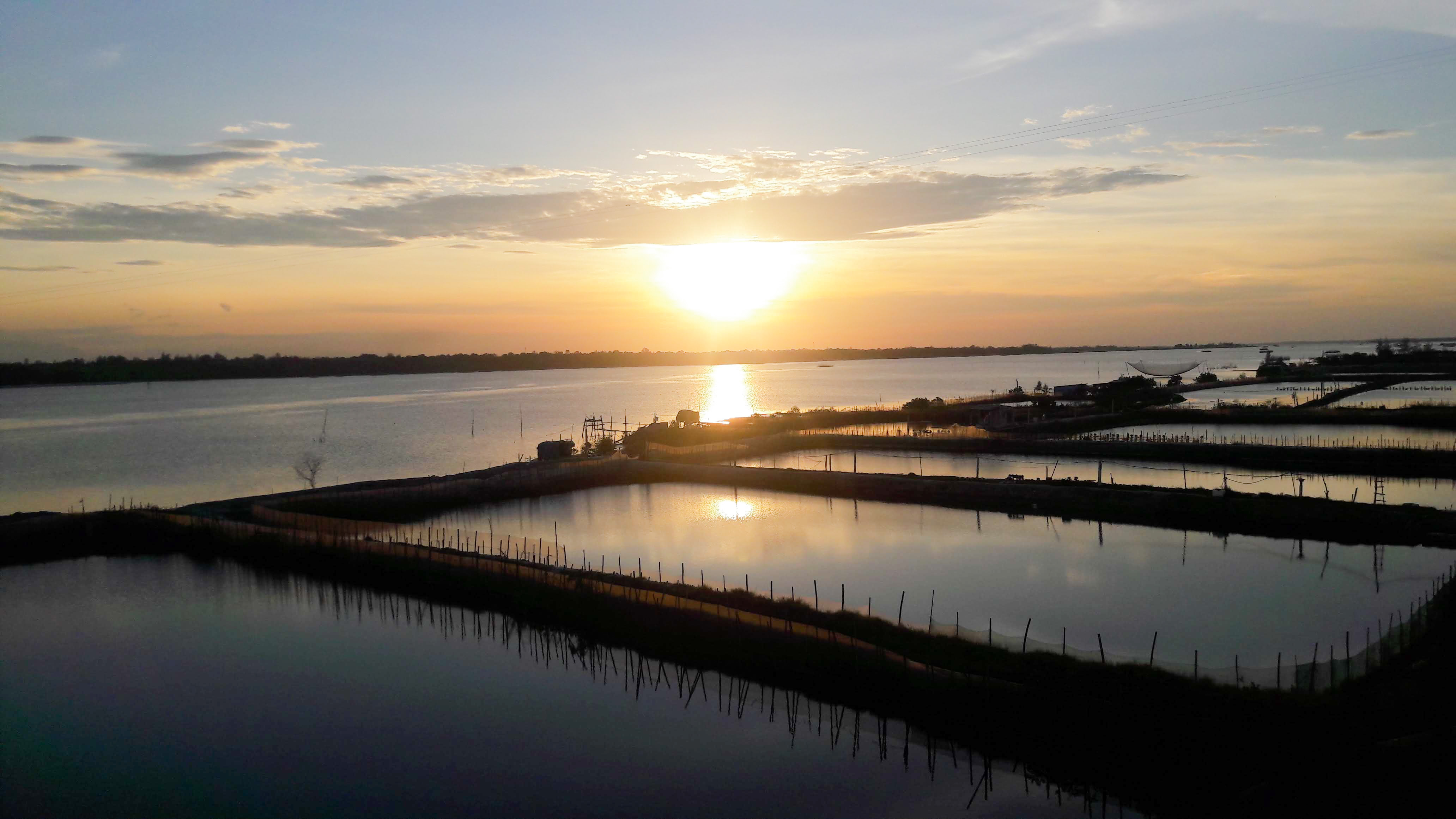
Đầm Chuồn, huyện Phú Vang